# Libanonoorlog (1982)
De Libanonoorlog van 1982 of Israëlisch-Libanese Oorlog van 1982, door Libanon Invasie van 1982 (Arabisch: الاجتياح, Al-ijtiyāḥ) en door Israël Operatie Vrede voor Galilea genoemd (Hebreeuws: מבצע שלום הגליל, of מבצע של"ג Mivtsa Sjlom HaGalil of Mivtsa Sjeleg), is een militair conflict dat in 1982 op het grondgebied van Libanon werd uitgevochten door Israël en verschillende christelijke Libanese milities enerzijds en de PLO en Syrië anderzijds.
Na 1970 bouwde de PLO een sterke machtspositie op in het zuiden van Libanon. In 1975 brak de Libanese burgeroorlog uit. Syrië stuurde een grote vredesmacht het land in. Die kon niet verhinderen dat de PLO regelmatig Israël beschoot en de Israëlische luchtmacht Palestijnse vluchtelingenkampen bombardeerde. In 1978 trok Israël het zuiden van Libanon binnen tot aan de Litani. Daarna poogde Unifil daar de vrede te bewaren. Hierop bleef het relatief rustig aan de grens. Premier Menachem Begin en minister van defensie Ariel Sharon echter wilden geen Palestijnse vrijstaat aan hun noordgrens aanvaarden. Samen met de Libanese christelijke falangisten beraamden ze een grote invasie. Onder het voorwendsel het noorden van Israël buiten het bereik van de Palestijnse artillerie te brengen wilde men Beiroet veroveren en daarna het Syrische leger aanvallen. De PLO en Syrië moesten geheel uit Libanon verdreven worden en een christelijk falangistisch regime geïnstalleerd. Deze opzet werd zowel voor de rest van het kabinet als de Israëlische strijdkrachten verborgen gehouden. Een aanslag werd als aanleiding gebruikt om tot de aanval over te gaan.
Israël viel op 6 juni 1982 Libanon binnen. De PLA werd naar het noorden gedreven. Kampen in Tyrus en Sidon werden na bloedige gevechten veroverd. Op 9 juni vernietigde de Israëlische luchtmacht de Syrische gordel van luchtafweerraketten in de Bekaavalei. Vele tientallen Syrische straaljagers werden neergehaald in luchtgevechten. Anders dan Sharon gehoopt had, sloeg het Syrische leger niet op de vlucht. De Israëlische opmars richting de hoofdweg naar Damascus liep vast. Op 11 juni werd er een wapenstilstand gesloten tussen Israël een Syrië. Nadat de PLO ingesloten geraakt was in Beiroet, werd de stad belegerd en zwaar gebombardeerd. De PLO werd van 21 augustus 1982 af door een internationale vredesmacht uit Beiroet geëvacueerd. In september 1982 werden bloedbaden aangericht in de vluchtelingenkampen Sabra en Shatila. Dat leidde tot grote internationale verontwaardiging en de opkomst van een belangrijke vredesbeweging in Israël.
In 1985 trok het Israëlische leger zich terug naar het zuiden van het land. Daar won een nieuwe tegenstander aan kracht: Hezbollah. In 2000 zou Israël het laatste Libanese grondgebied ontruimen, tenzij op de Golan de strook met de Shebaa-boerderijen als Libanees territoir beschouwd moet worden. In 2006 brak een tweede oorlog uit. Nog steeds is de grensregio onrustig.

## Achtergronden

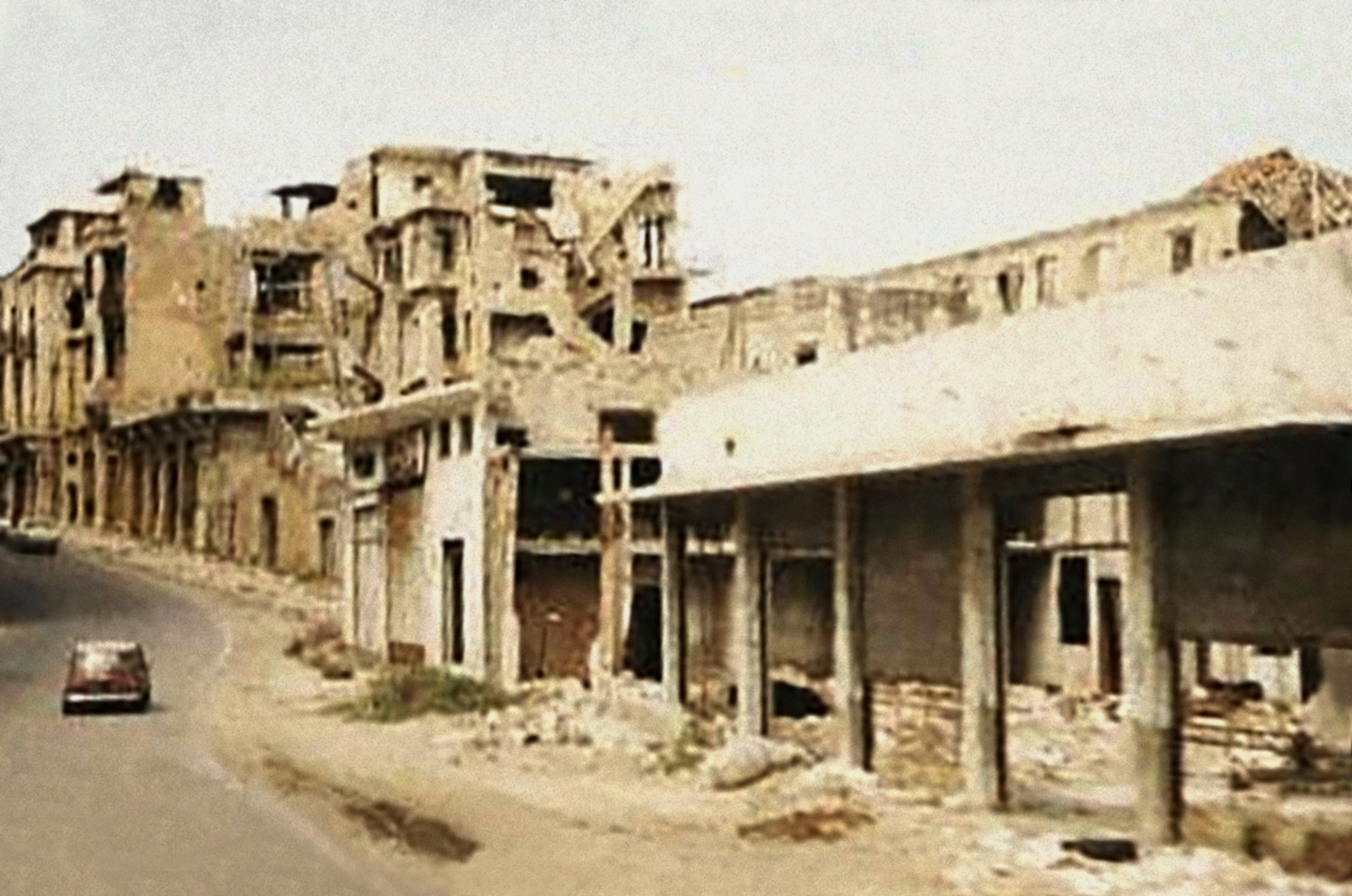
De burgeroorlog leidde tot grote verwoestingen in Libanon

Tot 1970 had de PLO een belangrijke aanwezigheid in Jordanië. Dat jaar kwam het tot een gewapend conflict met koning Hoessein van Jordanië en week de PLO uit naar het zuiden van Libanon, waar ze een mate van autonomie genoot als gevolg van het Akkoord van Caïro van 3 november 1969. De machtsbalans tussen de verschillende christelijke en islamitische bevolkingsgroepen raakte hierdoor verstoord. Dit was een belangrijke factor in het uitbreken van de Libanese Burgeroorlog begin 1975. In 1976 kwam het tot een militaire interventie van Syrië in de burgeroorlog, in eerste instantie aan de zijde van de christenen. Het lukte Syrië echter niet om de PLO onder volledige controle te brengen omdat Israël geen Syrische opmars ten zuiden van Sidon aanvaardde. In de jaren daarna vonden een reeks gewelddadige confrontaties plaats, waarbij de PLO terreuraanslagen en beschietingen uitvoerde op Israëlisch grondgebied en Israël Palestijnse guerrillabases in Libanon bombardeerde. Israël probeerde daarbij een veiligheidszone langs de grens te scheppen die beheerst werd door het Zuid-Libanese Leger, een christelijke militie.
In maart 1978 dreigde het Zuid-Libanese leger het te begeven onder Palestijnse aanvallen. Met als aanleiding een ernstige terreuraanslag door Palestijnse commando's bij Tel Aviv, schoot het Israëlische leger de christelijke militie te hulp in Operatie Litani waarin tot de rivier de Litani werd opgerukt, de Palestijnse strijdgroepen verdrijvend. De actie bracht een grote vluchtelingenstroom op gang. In reactie hierop zonden de Verenigde Naties een vredesmacht, UNIFIL, om de vrede te bewaren in een veiligheidszone ten noorden van de Israëlisch-Libanese grens. In juni 1978 trokken de Israëlische troepen zich uit Libanon terug. In 1979 bouwde de PLO haar militaire aanwezigheid in het gebied ten zuiden van de Litani weer op tot ongeveer zevenhonderd strijders, wat een reeks Israëlische bombardementen uitlokte en een nieuwe vluchtelingenstroom op gang bracht. In de jaren daarna deed de PLO haar best Israël zo min mogelijk te provoceren. Tussen Operatie Litani en april 1981 vonden vijftig Palestijnse beschietingen van Israëlisch grondgebied plaats met als gevolg tien doden en zevenenvijftig gewonden, wat een duidelijke vermindering was ten opzichte van de periode ervoor. Dit was geen effect van een wederzijds met rust laten: er stonden tweeëndertig kleinere Israëlische invallen of bombardementen op Libanees grondgebied tegenover met ongeveer 1200 Palestijnse slachtoffers als gevolg. De Israëlische militaire inlichtingendiensten vonden de Palestijnse zelfbeperking erg verdacht. Hun verklaring was dat de PLO in relatieve rust haar militaire structuur wilde hervormen. In plaats van losse guerrillagroepen, werden drie reguliere infanteriebrigades opgericht, mogelijk met het doel Galilea binnen te vallen. De regering van Menachem Begin toonde zich hierover zeer verontrust.
In het voorjaar van 1981 begon Begin nauwer samen te werken met de Maronitische christenen om de hegemonie van Syrië in Libanon te breken. De Maronieten veroverden in april 1981 de stad Zahle, waar een Syrisch hoofdkwartier gevestigd was, met als doel een oorlog tussen Israël en Syrië uit te lokken. Tijdens een Syrisch tegenoffensief schoot de Israëlische luchtmacht op 28 april twee Mil Mi-8 transporthelikopters neer. De Syriërs stationeerden hierop "SAM-6" luchtdoelraketbatterijen in het zuiden van de Bekaavallei, wat Israëls vermogen vrij in het luchtruim boven het zuiden van Libanon te opereren bedreigde. Alleen Amerikaanse bemiddeling voorkwam een directe oorlog tussen Israël en Syrië; Bashir Gemayel, de leider van de Maronitische falangisten, ontruimde Zahle.

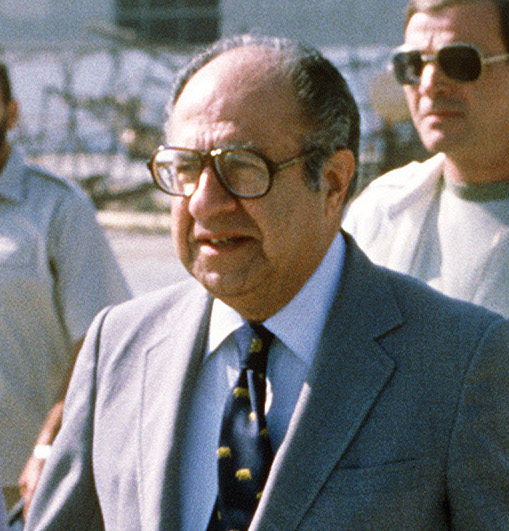
Philip Habib

Op 28 mei 1981 begon een langdurige Israëlische campagne van bombardementen op Zuid-Libanon met als doel de militaire kampen van de PLO grotendeels te vernietigen. Toen de Palestijnen begrepen dat terughoudendheid de aanvallen niet zou beëindigen, beschoten ze op 15 juli de Israëlische stad Nahariya. Als vergelding bombardeerde de Israëlische luchtmacht Palestijnse vluchtelingenkampen in Beiroet waar een honderdtal doden viel. In reactie hierop begon de PLO het hele noorden van Galilea met artillerie en raketartillerie te bestoken waarbij een duizendtal granaten en ongeleide raketten werden afgeschoten met zes doden en negenenvijftig gewonden als gevolg. Onder de burgerbevolking van dit gebied brak paniek uit: 40% van de inwoners van Kirjat Sjmona vluchtte naar het zuiden. Iets dergelijks was nooit eerder gebeurd en Begin die zijn handen vol had aan het vormen van een nieuw kabinet na de verkiezingen van 30 juni, zag zich gedwongen bemiddeling te aanvaarden van de Amerikaanse gezant Philip Habib die op 24 juli een staakt-het-vuren tot stand bracht. Begin ervoer dit als een grote blamage.

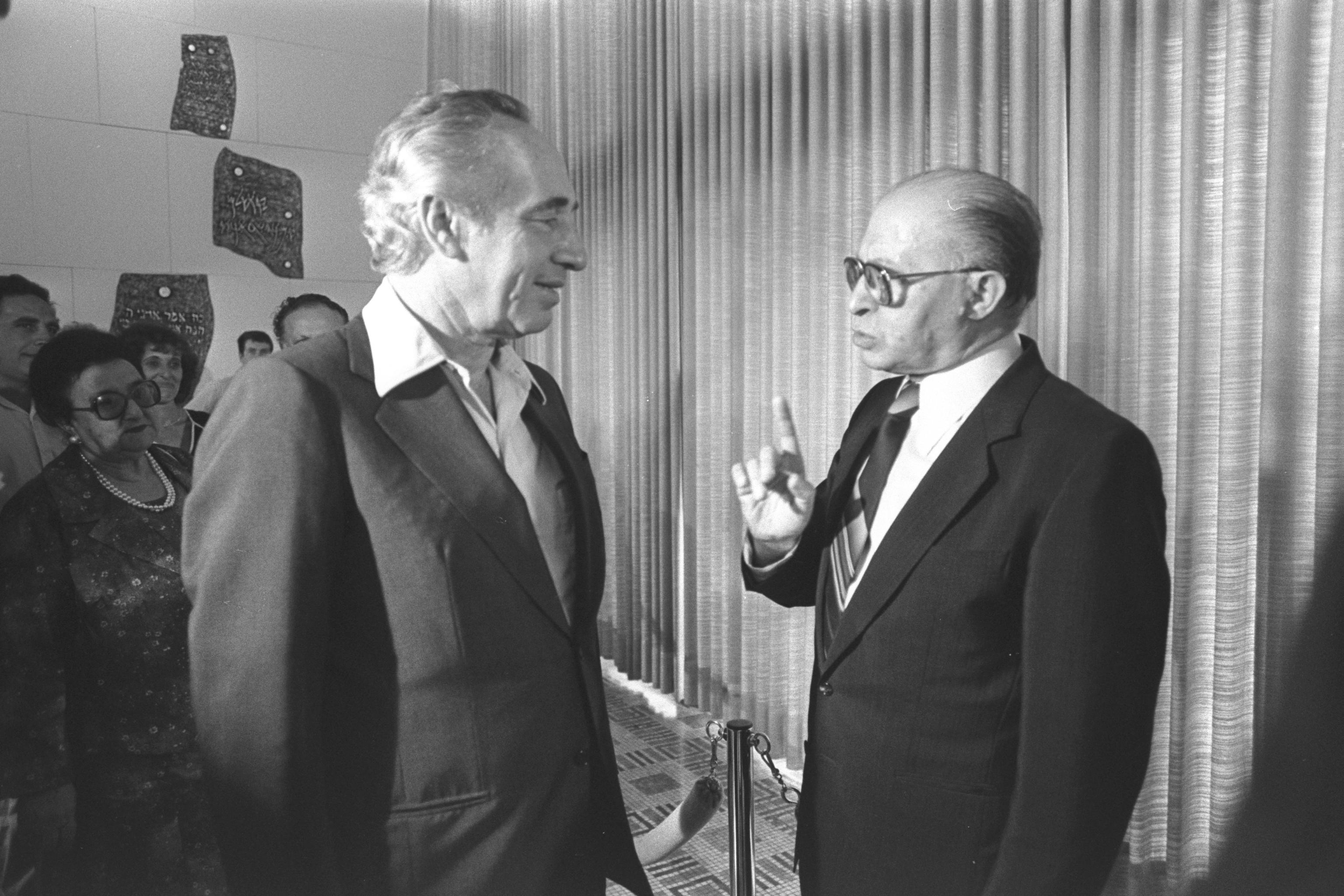
Begin, rechts, bij de installatie van zijn tweede kabinet

Op 5 augustus 1981 formeerde Begin zijn tweede kabinet. Meer gematigde politici als Ezer Weizman en Mosje Dajan waren al eerder uit het eerste kabinet Begin opgestapt en de rechtervleugel van de Likoed werd nu dominant, gepersonifieerd door de minister van buitenlandse zaken Yitzhak Shamir. Ariel Sharon, die eerst minister van landbouw was, werd minister van defensie. Begin had die functie na het aftreden van Weizman sinds 26 mei 1980 zelf vervuld, maar wilde niet direct verantwoordelijk zijn voor het ontruimen van de Israëlische nederzettingen in de Sinaï in het kader van de Camp David-akkoorden met Egypte. Sharon had als minister van landbouw een persoonlijke visie ontwikkeld over de oplossing van het probleem van de in de Zesdaagse Oorlog van 1967 bezette gebieden. Hij wilde de Westelijke Jordaanoever in Israël integreren door de vestiging van grootschalige joodse landbouwkolonies die het gebied tot grote economische bloei moesten brengen. Veel Arabieren zouden wel naar Jordanië emigreren. Hij hoopte dat de verhouding met de resterende Arabische bevolking door een snel toenemende welvaart sterk zou verbeteren. De grootste bedreiging hiervoor zag hij in externe politieke agitatie door de PLO. Deel van de vredesregeling met Egypte was het toestaan van een ruimere mate van zelfbestuur door de Palestijnen. Bij verkiezingen voor burgemeesters werden in 1980 oude leiders weggestemd en kandidaten gekozen die aan de PLO gelieerd waren. Sharon trok hieruit de conclusie dat het gebied niet gepacificeerd kon worden zolang de PLO direct aan de noordgrens van Israël het ideaal van een gewapende bevrijding levend hield. Dit zou het gevaar in zich dragen van een Palestijnse volksopstand.

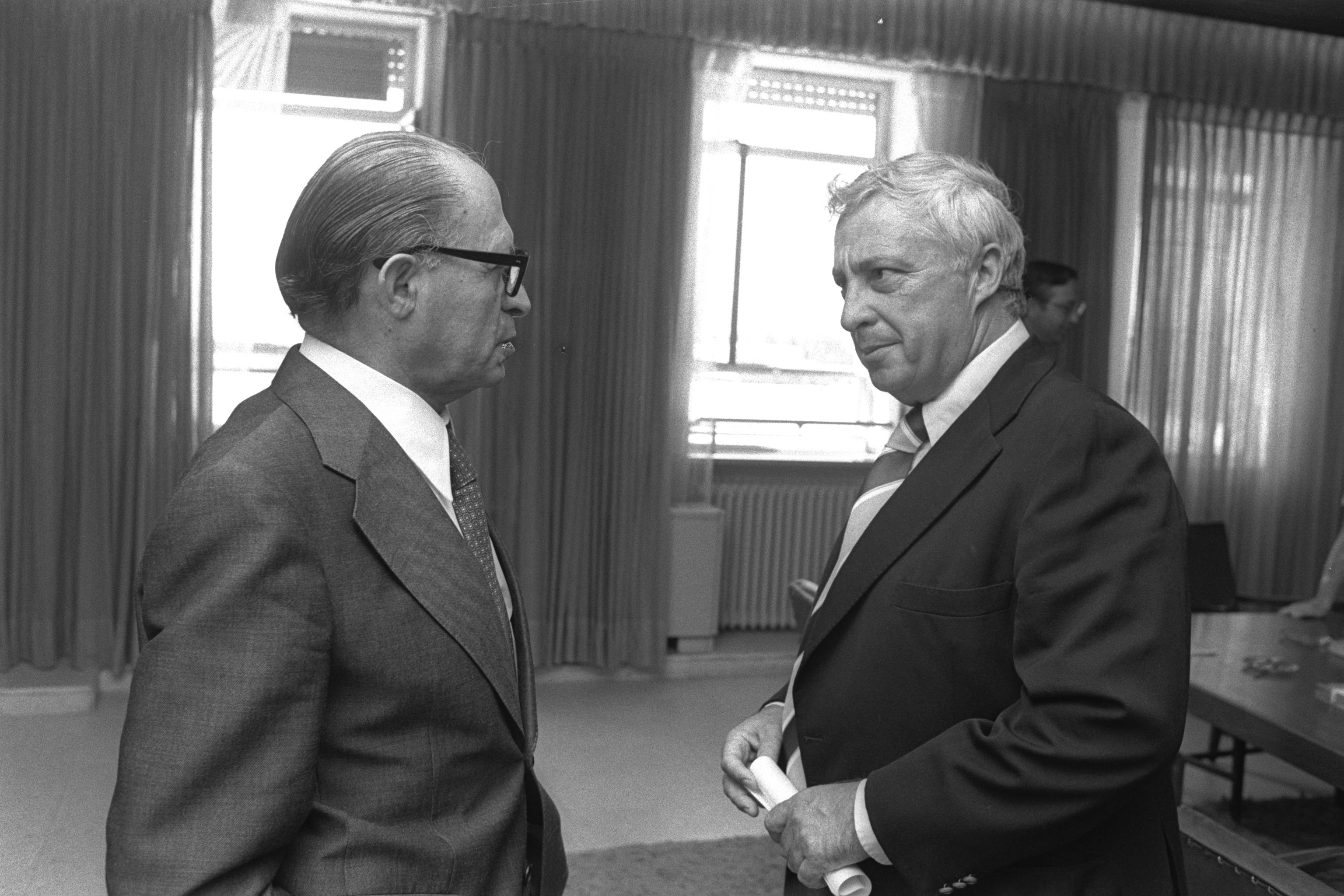
Als minister van landbouw, stond Sharon kolonisatie van de Westelijke Jordaanoever voor

Als minister van defensie begon Sharon plannen te ontwikkelen om de PLO uit Libanon te verdrijven. Hij vond hiervoor een luisterend oor bij Begin die deze doelstelling wilde uitbreiden met een beëindiging van de militaire aanwezigheid van Syrië in dat land. Het plan werd concreter uitgewerkt door opperbevelhebber generaal-majoor Rafael Eitan, die zich tamelijk volgzaam toonde ten opzichte van de oud-generaal Sharon. Eitan kwam tot de conclusie dat een grote Libanese campagne op korte termijn alle kans van slagen had; hij achtte het niet zijn taak de politieke wenselijkheid ervan te onderzoeken. Al onder Weizman was in 1979 een plan opgesteld voor een ruimere invasie van Libanon, met als codenaam Bnei Tovim, "Mannen van Goede Afkomst". In het voorjaar van 1981 werden nieuwe plannen geformuleerd onder de naam Arazim, "Ceders". Deze voorzagen in een opmars naar Beiroet. In de herfst werd dit uitgebreid met een fase waarin het Syrische leger verslagen werd. In die vorm heette het plan Oranim, "Dennebomen".

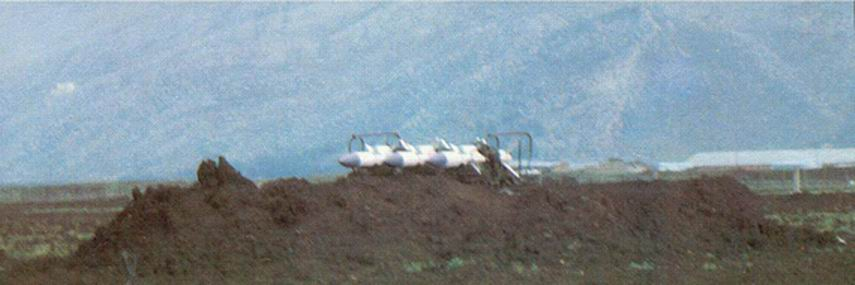
Syrische SAM-6-batterij in de Bekaa

Op 20 december 1981 werd het plan door Sharon en Eitan gepresenteerd aan het Israëlische kabinet. De voorgestelde operatie behelsde twee fasen. In de eerste zou een kustlanding plaatsvinden ten noorden van Beiroet, bij Jounieh, in een sector die in handen was van de Maronieten. Van daaruit zou de expeditiemacht snel het zuiden van Beiroet omsingelen, zodat terugvallende Palestijnse troepen zich daar niet konden nestelen. Tegelijkertijd moesten sterke gemechaniseerde eenheden de Libanese grens overschrijden. Doortastend naar het noorden oprukkend zouden die de Palestijnse strijdgroepen en hun bondgenoten in korte tijd verslaan en de resten voor zich uit drijven. Binnen vier dagen moest Beiroet bereikt worden zodat de PLO verpletterd zou worden tussen de landingstroepen en de zware gemechaniseerde eenheden. Wanneer de hoofdweg tussen Beiroet en Damascus bereikt was en men aansluiting verkregen had met de christelijke milities, zou de gecombineerde strijdmacht in de tweede fase naar het oosten zwenken en de Syrische hoofdmacht verslaan. Die zou ook van het zuiden uit aangegrepen worden door een opmars via de Bekaavallei die van het begin af aan vereenvoudigd moest worden door een luchtcampagne waarin de Syrische raketgordel vernietigd werd en de Syrische luchtmacht verslagen. Nadat het Syrische leger Libanon uitgeworpen was, kon daar een christelijk bewind gevestigd worden dat Israël gunstig gezind zou zijn.
De meeste kabinetsleden wisten al dat er een plan in de maak was maar toonden zich erg verrast over de massaliteit ervan en de zeer ambitieuze doelstellingen. Ze vroegen zich af of een operatie van een dergelijke omvang wel in goede handen was van Sharon, die in zijn legercarrière een reputatie had opgebouwd van een briljant maar roekeloos strateeg. Vooral vond men het riskant de strijd met Syrië aan te gaan met het gevaar op een escalatie tot een totale oorlog met dat land, zeker nu men kort geleden, op 14 december, de Hoogten van Golan geannexeerd had. Ook was er grote twijfel over het snel bereiken van een vrede tussen de vele vijandige Libanese facties, iets wat de Syriërs in zes jaar tijds niet tot stand hadden kunnen brengen. Tot grote teleurstelling van Begin en Sharon werd het plan verworpen en niet eens in stemming gebracht; men wilde eerst meer discussie. De weerstand tegen de eerste fase was al zo groot dat Sharon zelfs niet aan een uiteenzetting van de kustlanding, de tweede fase en de politieke aspecten toekwam. Verschillende auteurs hebben dat overigens gezien als een bewuste misleidende omissie.

## Aanloop naar de oorlog

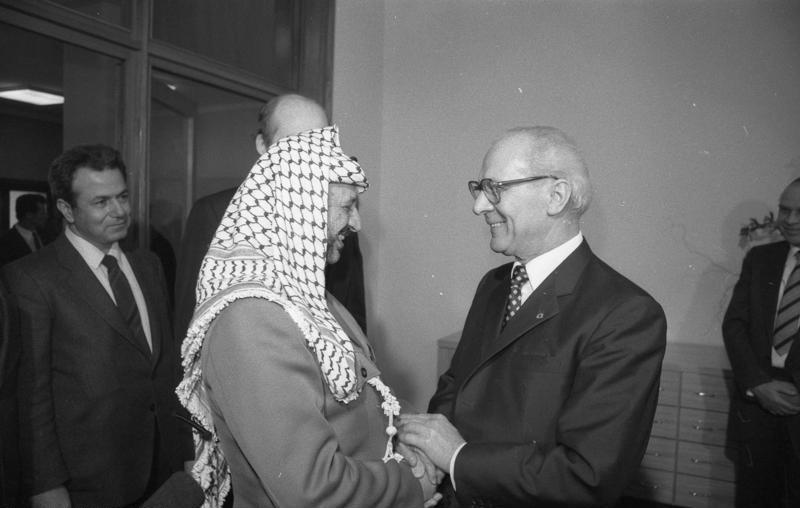
Arafat bezocht in maart 1982 Erich Honecker

Door het ontbreken van een formeel kabinetsbesluit, werd er na december 1981 geen helder Israëlisch beleid gevoerd ten aanzien van de situatie in Libanon. De zaak werd min of meer op zijn beloop gelaten waarbij de verschillende politici en militairen hoopten dat die loop der gebeurtenissen hun het beste zou uitkomen. Begin schatte in dat een wat minder ambitieuze operatie, zonder Syrië erin te betrekken, in de toekomst wel door het kabinet goedgekeurd kon worden mits het geprovoceerd werd door een voldoende ernstige Palestijnse terreurdaad. Deel van de bestandsovereenkomst met de PLO was namelijk het zich onthouden van aanslagen op Israëlisch/Palestijns grondgebied. Die meer beperkte opzet viel echter niet goed bij de Maronieten waarmee de verhoudingen al sinds november verslechterden. De landing ten noorden van Beiroet was pas deel van het plan geworden toen die maand bleek dat de christelijke milities veel te zwak waren om West-Beiroet in hun eentje te veroveren, zoals het Israëlische leger eerder had gehoopt. Daarbij wilden ze niet toezeggen dat ze Israël na een overwinning diplomatiek zouden erkennen. Toen Gemayel te horen kreeg dat de operatie voor onbepaalde tijd uitgesteld was en weleens van een beperkte omvang kon zijn, voelde hij zich bedrogen. Hij besloot zich aan beide kanten in te dekken. In februari 1982 onthulde hij details van Oranim aan Mohammed Rahnim, het hoofd van de Syrische geheime dienst, en aan Hani Hassan, een medewerker van Jasser Arafat.
Gemayel speelde vooral het element door dat naar West-Beiroet opgerukt zou worden. Dat had hij in februari te horen gekregen van Sharon die de Maronieten had willen geruststellen. Na de voor hem ongunstige kabinetszitting had Sharon de plannen namelijk niet aangepast. Dat werd de Israëlische legertop pas goed duidelijk op 8 maart, toen een groot Kriegsspiel gehouden werd, genaamd Shoshanim ("Rozen") en gebaseerd op Oranim. De concentratie van de verschillende eenheden en hun opmarsbevelen leidden nog steeds tot een directe confrontatie met het Syrische leger. Toen Sharon daarop door verbaasde officieren gewezen werd, gaf hij aan dat geen probleem te vinden. Voor het leger leidde de onduidelijkheid in hoeverre de plannen door het kabinet gesanctioneerd zouden worden echter tot een grote moeilijkheid. Men kon niet goed voorspellen welke eenheden gemobiliseerd zouden zijn bij het begin van de operatie. Daarom begon men drie alternatieve versies uit te werken. In "Kleine Dennebomen" ging men ervan uit dat gedurende de strijd alleen de parate troepen van het Noordelijk Commando beschikbaar zouden zijn — in dat geval zou men niet noordelijker oprukken dan Sidon. "Rollende Dennebomen" (Oranim Mitgalgel) voorzag in een mobilisatie tijdens de opmars, die dus geleidelijk versterkt zou worden. "Operatie Grote Dennebomen" (Tochnit Oranim Ha’Gedola) ten slotte, behelsde een volledige mobilisatie vooraf van de zes divisies die oorspronkelijk voorzien waren.

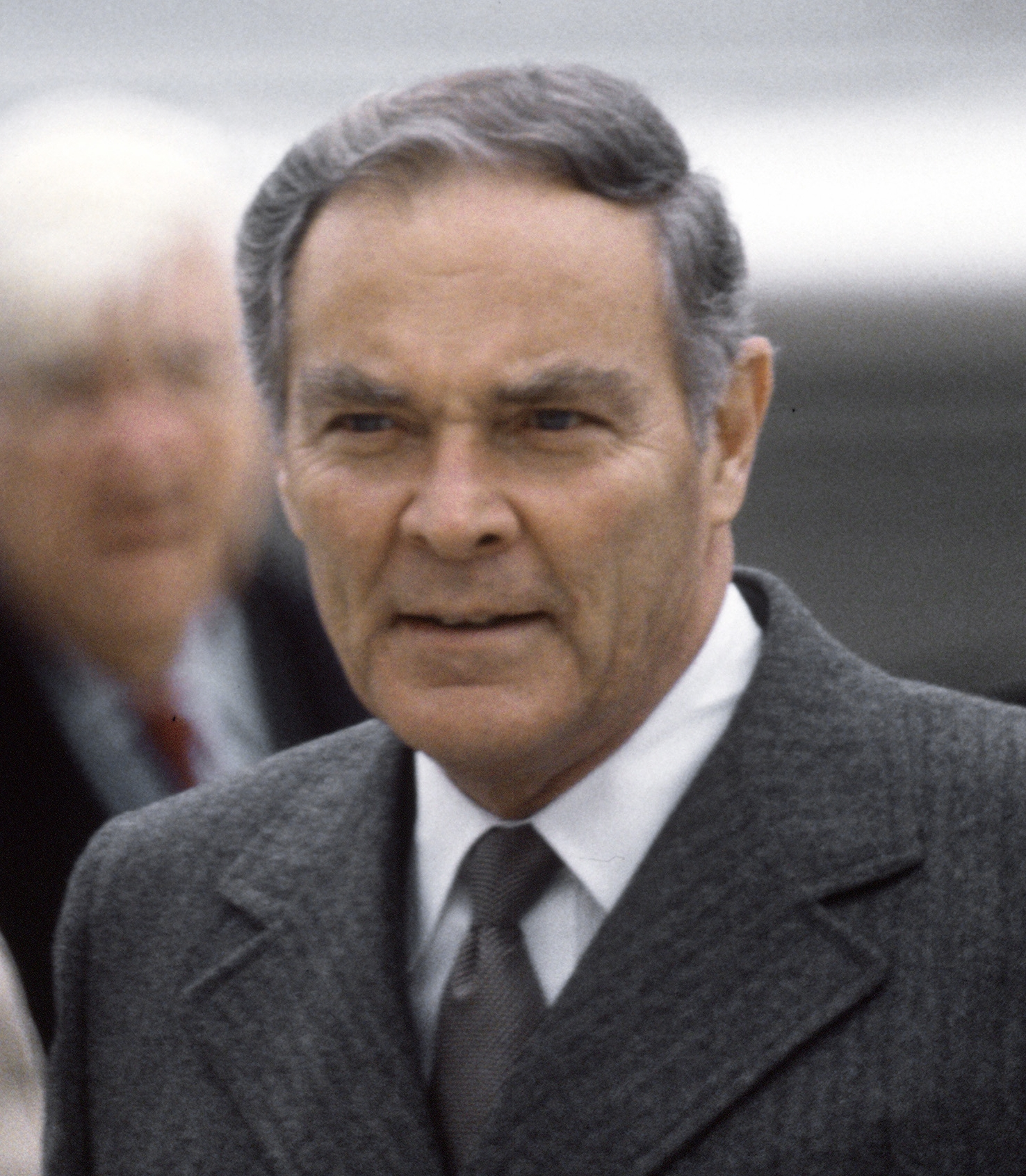
Generaal b.d. Haig was tegen een invasie

Ondertussen was Sharon begonnen om een goedkeuring voor de operatie te krijgen van de Verenigde Staten. In december 1981 nodigde hij de gezanten Habib en Michael Draper naar Tel Aviv uit om ze het plan voor te leggen. Die waren echter van mening dat het bestand goed hield en een invasie van Libanon onnodig was. Op 25 mei vloog Sharon naar Washington DC voor een ontmoeting met de Amerikaanse minister van defensie Alexander Haig. Gezien de uiterst gespannen situatie in het Midden-Oosten vanwege de Golfoorlog tussen Irak en Iran, waarbij Israël zijdelings betrokken was geraakt door op 7 juni 1981 de Iraakse Osirak-kerncentrale te bombarderen, achtte Haig een extra crisis zeer ongewenst. Hij gaf aan dat een inval alleen gerechtvaardigd zou zijn bij een "internationaal erkende provocatie" en dan nog moest de Israëlische reactie proportioneel zijn. Toen Sharon vertrokken was, bedacht Haig dat zijn bewoordingen geïnterpreteerd konden worden als een voorwaardelijke goedkeuring. Op 28 mei zond hij een persoonlijke brief aan Begin om duidelijk te maken dat de VS hoe dan ook tegen een aanval waren. Begin antwoordde dat hij de veiligheid van de Israëlische bevolking voorop zou stellen. Israël had nooit een erg innige verhouding gehad met de Republikeinse Partij en de regering van Ronald Reagan aarzelde niet om pijnlijke strafmaatregelen te nemen na ongewenste acties. Zo werden na het bombardement op de kernreactor de leveranties van de F-15 een tijd opgeschort.
Eind mei stond Israël echter al aan de rand van een oorlog. In de eerste maanden van 1982 grepen Begin en Sharon ieder incident aan om het kabinet tot een aanvalsbesluit te bewegen. Eind januari probeerde een commando van zes PLO-strijders de Westelijke Jordaanoever te infiltreren vanuit Jordanië. Hoewel Begin toegaf dat dit geen formele schending van het bestand was, stelde hij voor de bombardementen te hervatten. Onder leiding van minister van landbouw en vice-premier Simcha Ehrlich stemde een meerderheid van het kabinet echter tegen. Op 3 april werd een agent van de Mossad, Ya’akov Bar-Siman-Tov, doodgeschoten in Parijs; op 11 april werd een Israëlische diplomaat in Athene beschoten. Nog steeds stemde een belangrijke minderheid van negen ministers tegen vergeldende luchtaanvallen. Begin, die over dit soorten zaken liever consensus had, besloot ze voortaan in stemming te brengen bij een kernkabinet van zes ministers. Op 21 april reed in de veiligheidszone een voertuig met artilleristen op een landmijn; een officier werd gedood en twee anderen gewond. Voor het eerst kreeg Begin ondersteuning voor een vergeldingsaanval: bij een bombardement op een PLO-basis werden drieëntwintig man gedood. Eerst leek het erop dat de PLO zich hierdoor niet zou laten provoceren maar op 9 mei vonden er lichte Palestijnse beschietingen plaats van Israëlische posities. Op 10 mei stemden elf van de achttien ministers voor een invasie van Libanon die plaats moest vinden op 17 mei. Het uitstel maakte een volle concentratie van eenheden mogelijk — idealiter vergde het zeven dagen om ze allemaal te mobiliseren — en daarmee de uitvoering van "Grote Dennebomen". Dat de operatie zo'n omvang zou hebben werd echter niet aan het hele kabinet kenbaar gemaakt. Sharon en Begin lieten dat het liefst in het ongewisse. Op 13 mei leidde dit tot een groot conflict met Eitan die erop stond dat het Syrische leger zoveel mogelijk misleid zou worden. De Syrische troepen in Libanon waren beperkt van omvang maar konden snel versterkt worden. Om dat te voorkomen moest gepretendeerd worden dat de opmars beperkt zou blijven tot een zone van vijfenveertig kilometer en slechts het doel zou hebben Galilea buiten het bereik van Palestijnse (raket)artillerie te brengen. Men kwam overeen de operatie "Vrede voor Galilea" te gaan noemen. Dit betekende ook dat de landing ten noorden van Beiroet van de baan was.

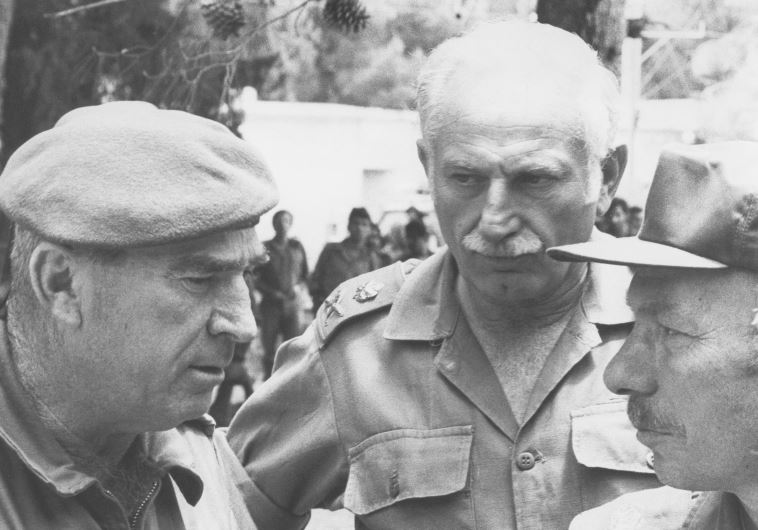
Eitan ontmoet majoor Hadad

Kort daarna echter kreeg Begin twijfel over de politieke haalbaarheid van de operatie. Op 15 mei ontving hij daarbij een persoonlijke brief van Arafat, waarin deze stelde dat Begin, net als hij voortkomend uit het gewapend verzet — Begin was leider geweest van de militante Etsel — toch moest begrijpen dat er een groot verschil was tussen het militair en het politiek winnen van een oorlog. Een Israëlische invasie was niet alleen onnodig maar zou er uiteindelijk ook niet in slagen de PLO te breken. Op 16 mei blies Begin de aanval af. De invasietroepen werden echter niet gedemobiliseerd omdat dit een te groot gezichtsverlies zou betekenen en de weerstand om ze opnieuw te mobiliseren te sterk zou worden. Maar ze konden ook niet zonder goede reden gemobiliseerd gehouden worden. Op dat moment verwachte bijna iedereen een oorlog: de Israëlische bevolking, de Libanezen, de Palestijnen, de Syriërs en de VS. De internationale pers was al twee maanden bezig allerlei aanvalsscenario's te voorspellen. Dit resulteerde in een situatie waarin ieder incident tot een uitbraak van de vijandelijkheden kon leiden.
Op 3 juni 1982 schoten Palestijnen de Israëlische ambassadeur in Londen, Shlomo Argov, neer en verwonden hem zwaar. De aanslag werd niet gepleegd door de PLO maar de groep rond de uit Irak opererende Aboe Nidal, een gezworen vijand van Arafat. Begin en Eitan stelden dat dit irrelevant was en op 4 juni besloot het Israëlische kabinet tot grootschalige bombardementen op PLO-kampen in Beiroet die vanaf 15:15 werden uitgevoerd. Arafat was op dat moment in Djedda, Saoedi-Arabië, bezig om te bemiddelen tussen Irak en Iran. Zijn plaatsvervanger Aboe Jihad beval Galilea met artillerie te bestoken. Op 5 juni kwam het kabinetsbesluit 676 tot stand, waarin de IDF bevolen werd op zondag 6 juni Libanon binnen te vallen en "Operatie Vrede voor Galilea" (Mivtsa Shlom HaGalil) uit te voeren, de vernietiging van de PLO, teneinde Galilea buiten het bereik van de Palestijnse wapens te brengen. Het Syrische leger mocht niet aangevallen worden tenzij de Syriërs zelf aanvielen. Men streefde naar een vredesverdrag met Libanon, de territoriale integriteit van dat land respecterend. Het besluit liet in het midden of Beiroet aangevallen zou worden, maar Sharon liet tijdens de kabinetszitting weten dat de stad niet in beeld was als oorlogsdoel. Hij spiegelde voor dat een snelle opmars van vijfenveertig kilometer zou worden uitgevoerd en dat de strijd binnen twee dagen voorbij zou zijn.

## Krachtsverhoudingen

### Israël

#### Luchtmacht

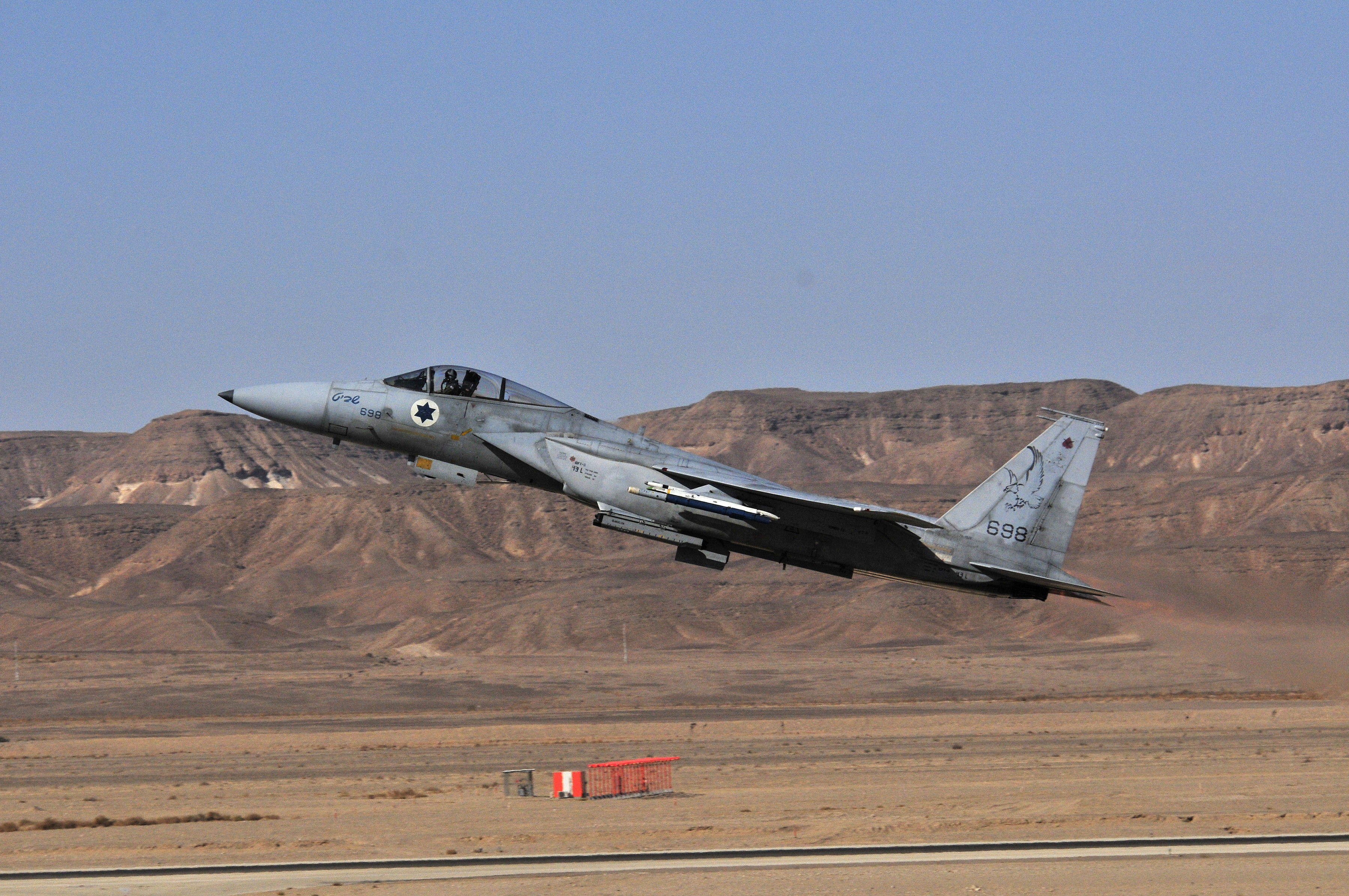
Een Israëlische F-15 A

De luchtstrijdkrachten van Israël telden 28 000 manschappen. In de jaren vóór 1982 was de gevechtskracht van de Israëlische luchtmacht aanzienlijk toegenomen. De hoofdoorzaak daarvan was de introductie van zeer moderne vliegtuigtypen. De belangrijkste daaronder was de Amerikaanse F-15 die van 1976 af in het kader van het Peace Fox-programma geleverd was. De vijfentwintig eerste F-15 A/Bs deden dienst onder de naam Baz, "adelaar". In 1981 begon in het kader van Peace Marble de levering van zesentwintig F-15 C/Ds die dienden onder naam Akef, "buizerd". Er was in 1974 voor het type gekozen wegens de enorme actieradius als jachtbommenwerper maar de kracht van de F-15 lag vooral in de geavanceerde gevechtsradar die het mogelijk maakte vijandelijke toestellen van grote afstand neer te halen. De F-15 was daarnaast zeer wendbaar. De Syrische luchtmacht had in 1982 geen toestel met vergelijkbare capaciteiten.

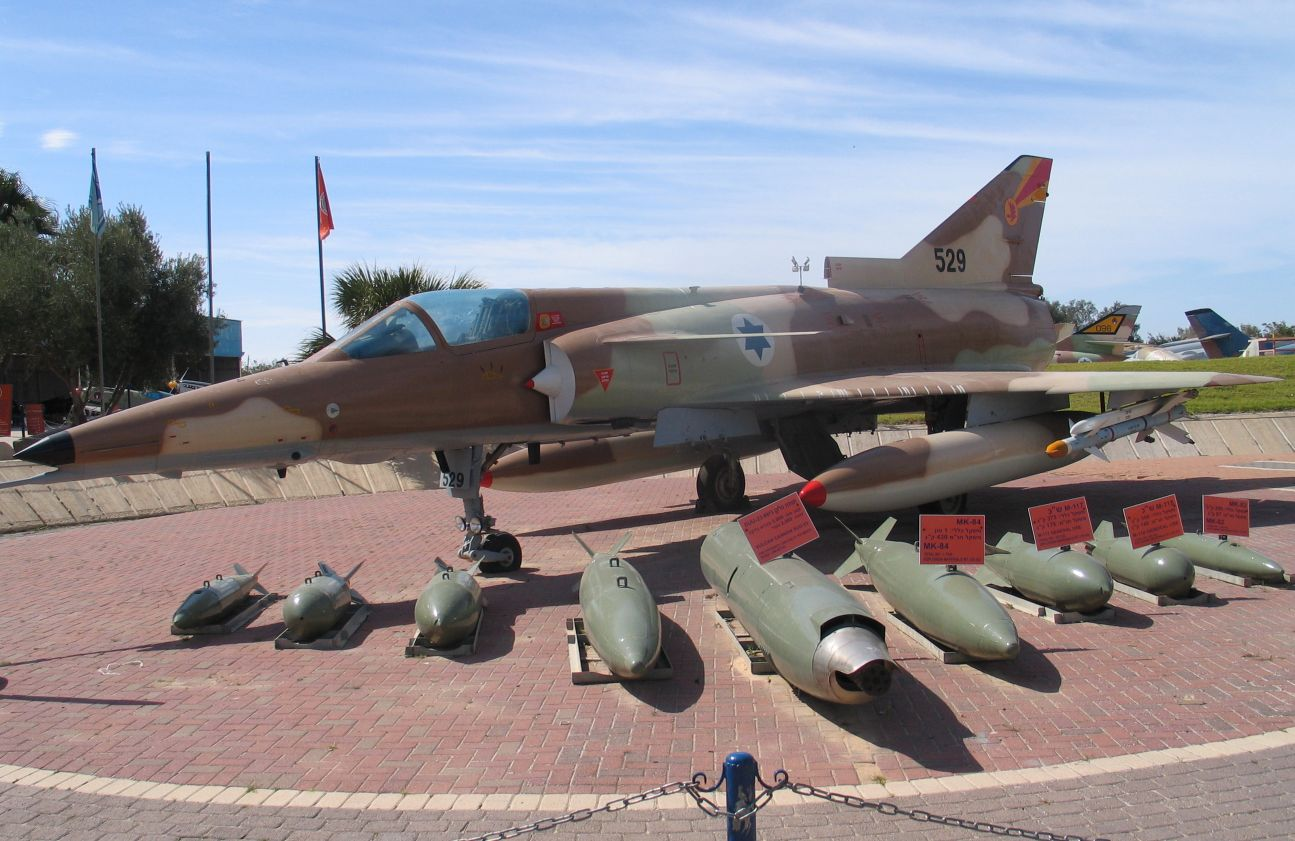
De Kfir was, ondanks de vijf ton aan bommen die hij kon meevoeren, niet erg geschikt voor grondsteun

Israël was, ondanks gunstige Amerikaanse leningen, financieel niet in staat om erg veel F-15s aan te schaffen: de oorspronkelijke bestelling van vijfentwintig kostte al 625 miljoen dollar. Een goedkopere maar toch moderne aanvulling werd gevonden in de F-16 die weliswaar in radarbereik, actieradius en draaglast de mindere was maar zeker dezelfde capaciteiten had in het luchtgevecht op korte afstand door fly by wire-technologie. De regering van Jimmy Carter wilde het type eerst niet leveren maar na de val in 1979 van Mohammad Reza Pahlavi, de Sjah van Perzië, werden voor Iran bestemde F-16's naar Israël overgeheveld in het kader van Peace Marble I. Van juli 1980 af tot in 1981 werden vijfenzeventig F-16 A/B Block 10 toestellen overgevlogen.
Voor het geval dat men de F-15 niet van de Amerikanen kon verwerven, was een programma opgestart om in Israël zelf een luchtoverwichtsjager te produceren. Daarvoor koos men de Franse Mirage 5 met de eindassemblage waarvan men al ervaring opgedaan had. Het type werd uitgerust met de Amerikaanse J79-motor en herdoopt tot de IAI Kfir, de "welp". Van april 1975 af werden achtenzestig Kfir C1s geleverd en van juli 1976 af negenentachtig Kfir C2s. Doordat de F-15 wel beschikbaar kwam, was de Kfir eigenlijk overbodig. Het type kreeg de rol van bommenwerper, waarvoor het wegens de grote deltavleugel niet geschikt was: de daalsnelheid was laag en de stabiliteit op lage hoogte slecht. In 1982 zouden de belangrijkste bombardementen uitgevoerd worden door de Amerikaanse McDonnell Douglas F-4 Phantom II waarvan er 138 dienden in vijf squadrons. Directe grondsteun aan de troepen werd geleverd door de lichte A-4 Skyhawk in een aantal van 174.
De slagkracht van de luchtmacht lag hem echter niet alleen in de superieure capaciteiten van deze, naar schatting van het Internationaal Instituut voor Strategische Studies 602, jachtbommenwerpers. De kwaliteit van de piloten was niet minder hoog dan in eerdere oorlogen. Verder was de inzetbaarheid erg goed; bij de F-15, waarvan de betrouwbaarheid tijdens de ontwikkeling van het type speciale aandacht had gekregen, bedroeg die gedurende het conflict zelfs 100%. Daarnaast was de effectiviteit per vlucht erg verbeterd door het gebruik van geleide bommen en gronddoelraketten en all aspect-luchtluchtraketten die ook frontaal op een naderend vliegtuig konden worden afgevuurd. Vier Boeing 707s waren omgebouwd tot ELINT (Electronic Intelligence)-vliegtuigen wat het mogelijk maakte om een complexe luchtslag over de volle diepte van het strijdtoneel flexibel aan te sturen.

#### Landmacht

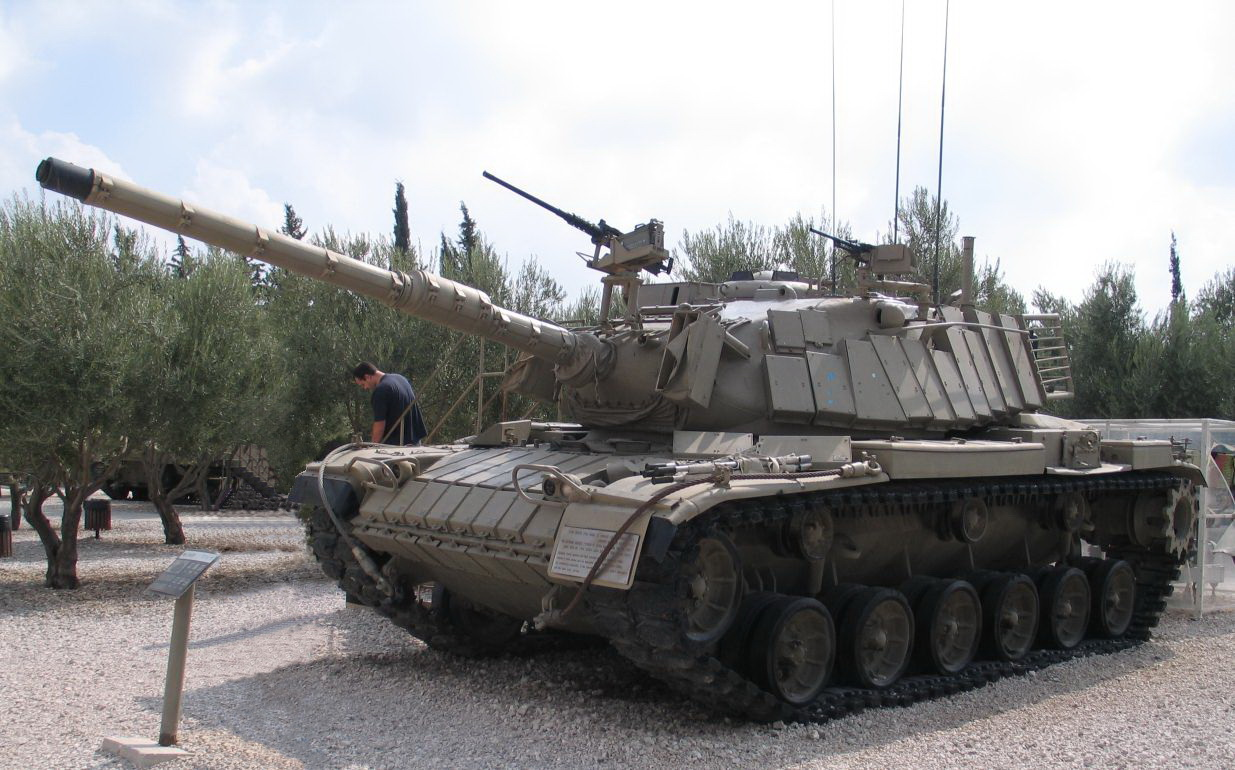
Een M60A1 met Blazer reactief pantser

De sterke mechanisering, altijd al een opvallend kenmerk van het Israëlische leger, was in de late jaren zeventig en vroege jaren tachtig nog verder toegenomen. De tank was in deze periode in beginsel kwetsbaarder geworden voor geleide antitankraketten maar werd in Israël allerminst als een verouderd wapensysteem gezien, mits hij nauw met infanterie samenwerkte in een verbonden-wapenen-tactiek. Het uitgangspunt van het defensiebeleid was dat een mogelijk beleg door de Arabische staten gebroken moest kunnen worden door zelf tot de aanval over te gaan. Daarvoor waren zware gemechaniseerde eenheden een absolute voorwaarde. Uit de verhoogde kwetsbaarheid van de tank trok men dus de conclusie dat er meer tanks nodig waren. Officieel streefde men naar een vloot van vierduizend middelzware tanks. In juni 1982 werd dat aantal met een feitelijke sterkte van 3825 bijna gehaald. Een vijfde daarvan bestond echter uit verouderd materieel, omgebouwde M4 Shermans of buitgemaakte Sovjettanks met een beperkte bruikbaarheid. Ze hadden reserve-eenheden als bestemming of waren al doorgeschoven naar de grenstroepen of het Zuid-Libanese Leger. Door Israël zouden deze typen in 1982 niet worden ingezet.
De verliezen tijdens de Jom Kipoeroorlog van 1973 waren al tijdens of direct na dat conflict gecompenseerd door leveringen van tanktypen waarmee de Israëlische eenheden reeds waren uitgerust. De Britse Centurion was indertijd in de IDF verreweg de meest voorkomende tank geweest en het Verenigd Koninkrijk leverde tot 1975 nog eens vierhonderd stuks wat het totaal op ruim dertienhonderd bracht. Dit grote aantal zou echter weldra overtroffen worden door de Amerikaanse tanks. De VS waren tot 1973 terughoudend geweest in hun leveranties, zowel om politieke redenen als vanwege de prioriteit die men aan de eigen modernisering gaf. Nadat echter het defensiebudget niet meer grotendeels aan de Vietnamoorlog moest worden besteed, begonnen de VS onder president Gerald Ford aan een uitgebreid programma van conventionele herbewapening. De snel stijgende tankproductie maakte het mogelijk oudere voertuigen uit te faseren. In 1973/1974 waren al tweehonderd Patton M48A3's verscheept waarvan het 90mm-kanon in Israël door een 105mm-kanon werd vervangen. De VS begonnen nu ook zelf bestaande M48's met zo'n zwaarder wapen uit rusten. Na enkele jaren waren deze M48A5's door de gestage instroom van nieuwe tanks alweer overbodig aan het worden en in 1976/1977 werden er 150 aan Israël overgedaan wat het totaal aan M48's daar op zo'n zeshonderdvijftig bracht. In 1973/1974 waren ook 250 M60 Patton's of M60A1's geleverd. Die werden in 1975/1976 aangevuld met 450 nieuwgebouwde M60A1's. Tussen 1980 en 1985 werden driehonderd M60A3's verscheept, een versie met een elektronische vuurleiding en een laserafstandsmeter. In 1982 waren er een negenhonderd M60/A1/A3's beschikbaar voor een totaal van circa 1550 moderne Amerikaanse tanks.

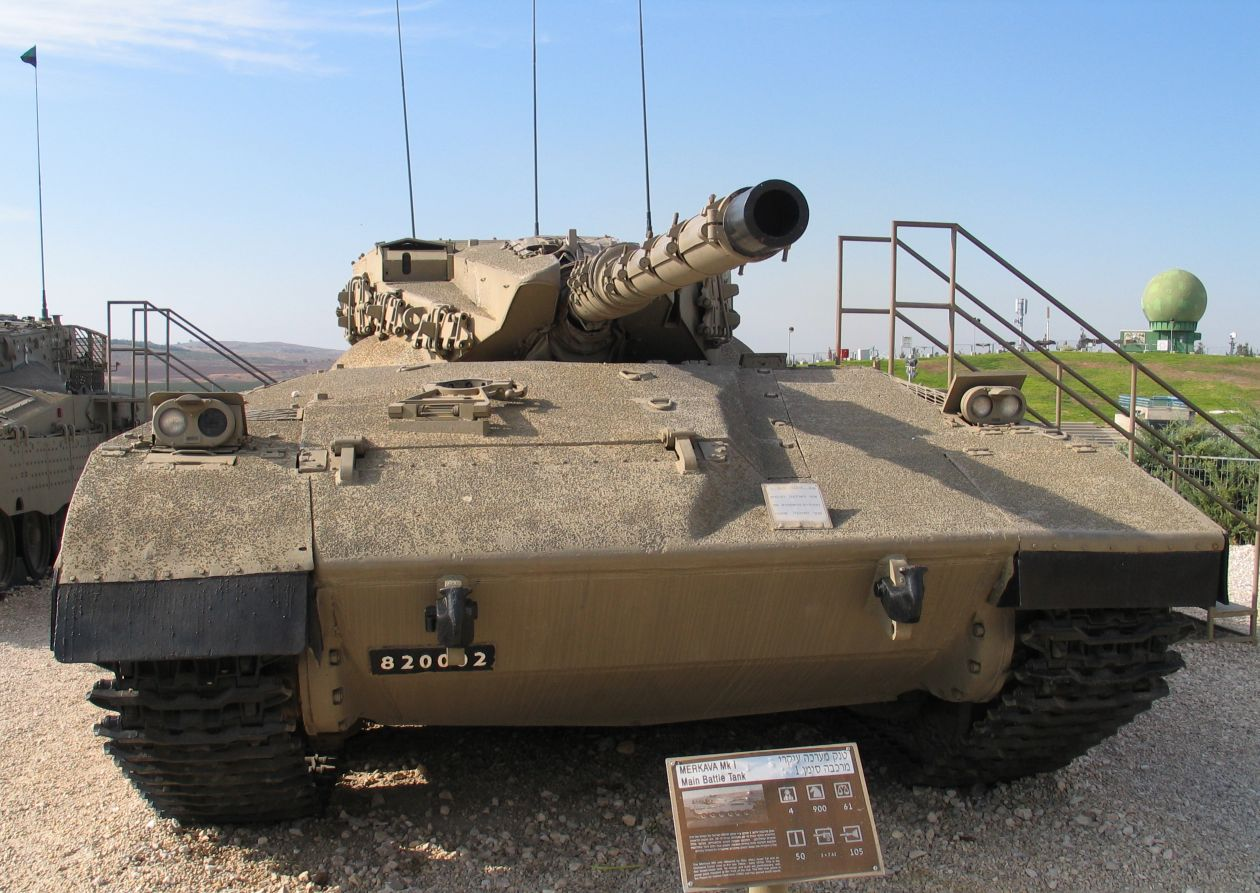
De Merkava 1 was in 1982 Israëls modernste tank

De aanzienlijke uitbreiding van de tankvloot, die er voor zorgde dat de IDF krachtiger was dan ooit tevoren en duidelijk de sterkste strijdmacht in het Midden-Oosten, vond aldus voornamelijk plaats met tweedehands tanks. Zelfs de nieuwgebouwde Amerikaanse tanks waren van een verouderd type daar de M60 nog uit de vroege jaren zestig stamde. Van modernere Westerse typen als de zwaargepantserde en zwaarbewapende Britse Chieftain, en de snelle Duitse Leopard 1 en Franse AMX 30, was de export naar Israël expliciet verboden. Men had ook moeite de modernste technische ontwikkelingen te volgen. Er was sinds 1973 in het Westen een grote vooruitgang geboekt door een verbeterde vuurleiding, de introductie van "pijlmunitie" en het ontwikkelen van gelaagd pantser dat een betere bescherming bood tegen gevechtskoppen met een holle lading. Van de Britse en Amerikaanse tanks die Israël bezat, had alleen de M60A3 een modern vuurleidingssysteem. Ondanks de aanschaf van moderne munitiesoorten, was het grootste deel van de voorraden verouderd. De Amerikanen weigerden de M1 Abrams te leveren met keramisch pantser. Om toch tot een zekere modernisering van het tankbestand te komen, ging Israël over tot de eigen productie van verschillende innovaties. De meest in het oog springende daarvan was het Blazer-reactief pantser. Het concept was via spionage van de Sovjet-Unie overgenomen en behelsde het aanbrengen op de romp van de tank van stalen dozen gevuld met een springstof die alleen door de "stekel" gevormd door een exploderende holle lading tot ontploffing kon worden gebracht. Bij een treffer wierp de ontploffing de stalen platen van de doos in het pad van de stekel en verhinderde zo dat die het pantser van de tank doorboorde. Het systeem was tot 1982 geheim gehouden en de foto's van de vreemd uitgedoste tanks leidden bij de Westerse pers tot veel onjuiste speculaties over de mogelijke functie van de dozen. Eind 1983 werd de ware aard van het systeem onthuld.

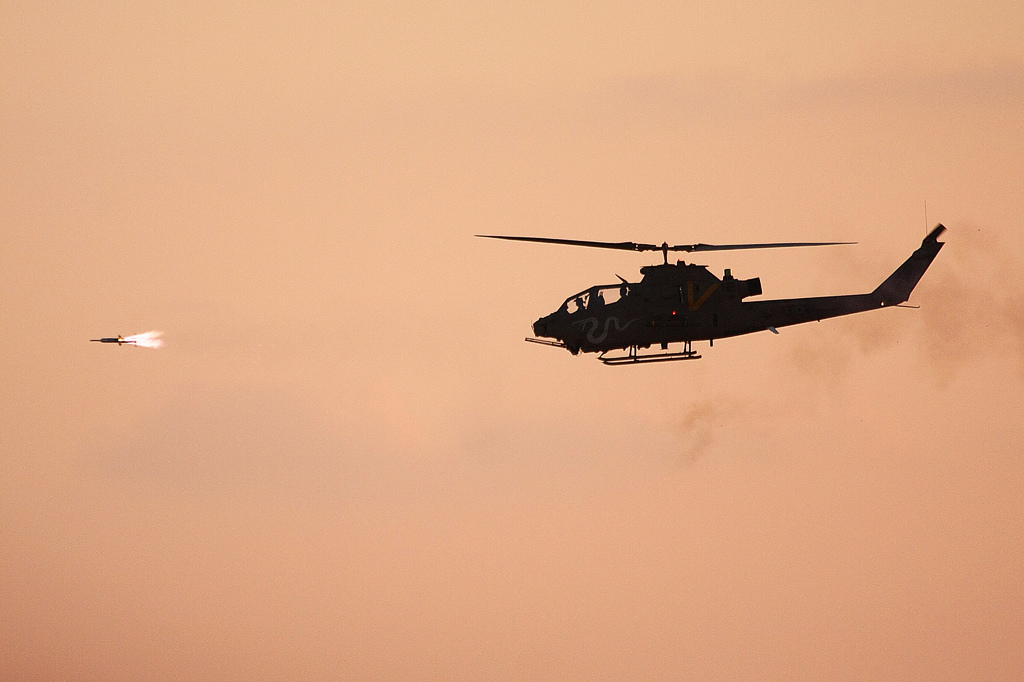
Een Israëlische Cobra vuurt een TOW-antitankraket af

Het op die manier verbeteren van bestaande typen had echter zijn beperkingen. Men wilde zich onafhankelijk maken van buitenlandse leveringen en daarom werd een eigen tank ontwikkeld, de Merkava. Bij dit ontwerp stond een optimale bescherming van de bemanning voorop wat bereikt werd door de toepassing van extreem afgeschuind pantser, compartimentering en het plaatsen van de motor in de neus. Het type vertegenwoordigde het modernste materieel waarover de IDF beschikte maar was in de eerste versie matig bewapend en traag. De productie was opgestart rond januari 1976, met een eerste levering op 14 oktober 1979, en in 1982 waren er een kleine tweehonderd beschikbaar.
Ook andere Wapens van het leger waren gemoderniseerd met nieuw Amerikaans materieel. Het Wapen der Artillerie beschikte nu over 294 extra 155mm-M 109 gemechaniseerde houwitsers. De Infanterie had na 1973 nog eens 1598 M 113 armoured personnel carriers ontvangen. De M47 Dragon en BGM-71 TOW geleide antitankraketten werden ingevoerd. Een geheel nieuwe ontwikkeling was de introductie van antitankhelikopters. In 1981 waren tweeëndertig McDonnell Douglas MD 500 Defenders geleverd en van 1980 af achttien Bell AH-1 Cobras.

### Christelijke milities
In Libanon woont een groot aantal christelijke bevolkingsgroepen. In de burgeroorlog hadden die hun eigen milities opgericht die ieder gelieerd waren aan politieke bewegingen en ook vaak onderling strijd leverden. De sterkste partij werd gevormd door de Falangisten die de Kataebmilitie hadden gevormd met zo'n tienduizend strijders, rond een kern van drieduizend professionele soldaten. Gemodelleerd naar de Duitse en Italiaanse fascistische bewegingen, legde men een dienstplicht op in beheerste gebieden. Zwakker, want ten dele door de falangisten uitgemoord, was de Nationaal-Liberale Partij van Camille Chamoun die in de Tijgermilitie, de Namur, een drieduizend man op de been kon brengen. De Maronieten hadden in de Ḥurrās al-Arz, de "Wachters van de Ceder", een extremistische en terroristische organisatie, een tweeduizend man beschikbaar. Verder hadden ze een orde van tweehonderd militante monniken. Ook zo'n tweeduizend man telde het Zuid-Libanese Leger. Deze laatste groep, in 1975 opgericht met steun van Israël, was het best bewapend en vormde een direct met Israël samenwerkend grenslegertje dat een buffer moest vormen met de Palestijnse strijdmacht. De overige christelijke troepen waren over het algemeen gebrekkig uitgerust met slechts een minimum aan zwaar materieel. Ze waren in de jaren daarvoor in beperkte mate door Israël met wapens en geld ondersteund, ongeveer vijftig miljoen dollar per jaar. Begin liet enkele honderden falangisten en leden van de Tijgermilitie trainen in Israël.

### UNIFIL

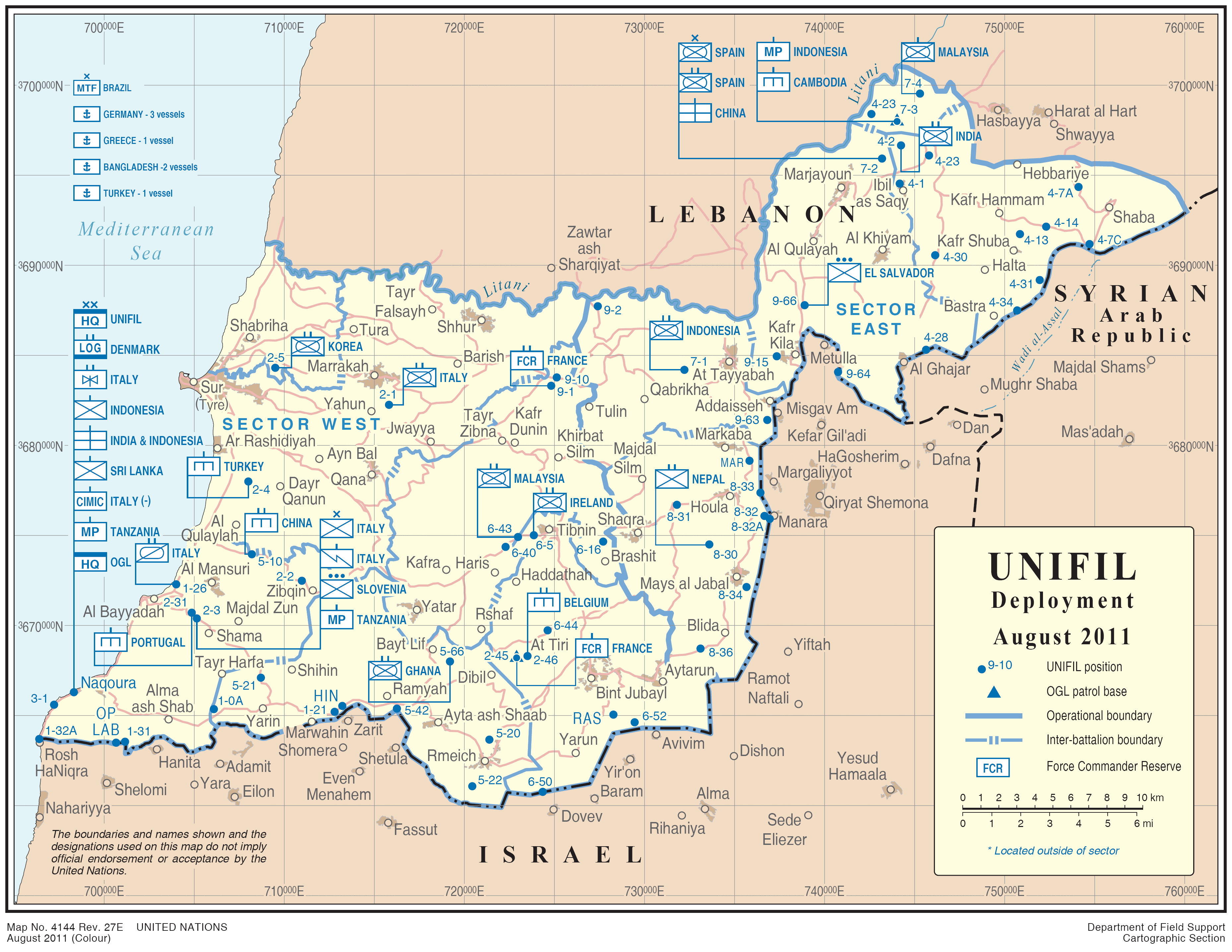
Het UNFIL-gebied

De UNIFIL-vredesmacht probeerde met zevenduizend man, waaronder een bataljon Nederlanders, de vrede te handhaven tussen de grens en de rivier de Litani. Hoewel redelijk uitgerust, konden deze troepen gezien hun beperkte mandaat en mankracht de strijdende partijen onmogelijk uit elkaar houden. In juni 1982 wist men weinig meer te doen dan versperringen opwerpen en de oorlogshandelingen te observeren.

### Libanese leger
Het nationale leger van Libanon was tijdens de burgeroorlog in 1976 grotendeels uiteengevallen waarbij het materieel overgenomen was door de verschillende milities. Toch bestond het formeel nog en omvatte vijf brigades: de 5e, 7e, 8e, 9e en 10e Infanteriebrigade. Van deze eenheden was niet veel meer dan de staf operationeel en die deed weinig anders dan de wedde opstrijken. Voor zover het leger nog gevechtskracht had, steunde het de christelijke zijde. Ruim duizend manschappen ondersteunden daarnaast het werk van UNIFIL in Zuid-Libanon. In het Libanese leger was een geheime organisatie van christelijke officieren actief geweest, Al Tanzim ("De Organisatie") geheten die tegen 1982 een openlijker militie van tweehonderd man gevormd had, ook met burgerleden uit gegoede kringen.

### Amal
Een heel eigen positie had de Amal. Deze organisatie, onder leiding van Nabih Berri, vertegenwoordigde de sjiieten in Libanon. Hoewel op religieuze gronden pro-Syrisch, was de "Beweging der Ontrechten" waar ze de militante tak van vormde politiek gezien begin jaren tachtig erg conservatief geworden. Zoals de naam al aangeeft, was ze gebaseerd op de gedachte dat de sjiieten in Libanon altijd aan het kortste eind trokken. Men was in 1982 geen vriend van de PLO meer en Israël deed zijn best de sjiieten te paaien, meestal met weinig succes. Al Amal kon zo'n 2500 man op de been brengen.

### Linkse milities

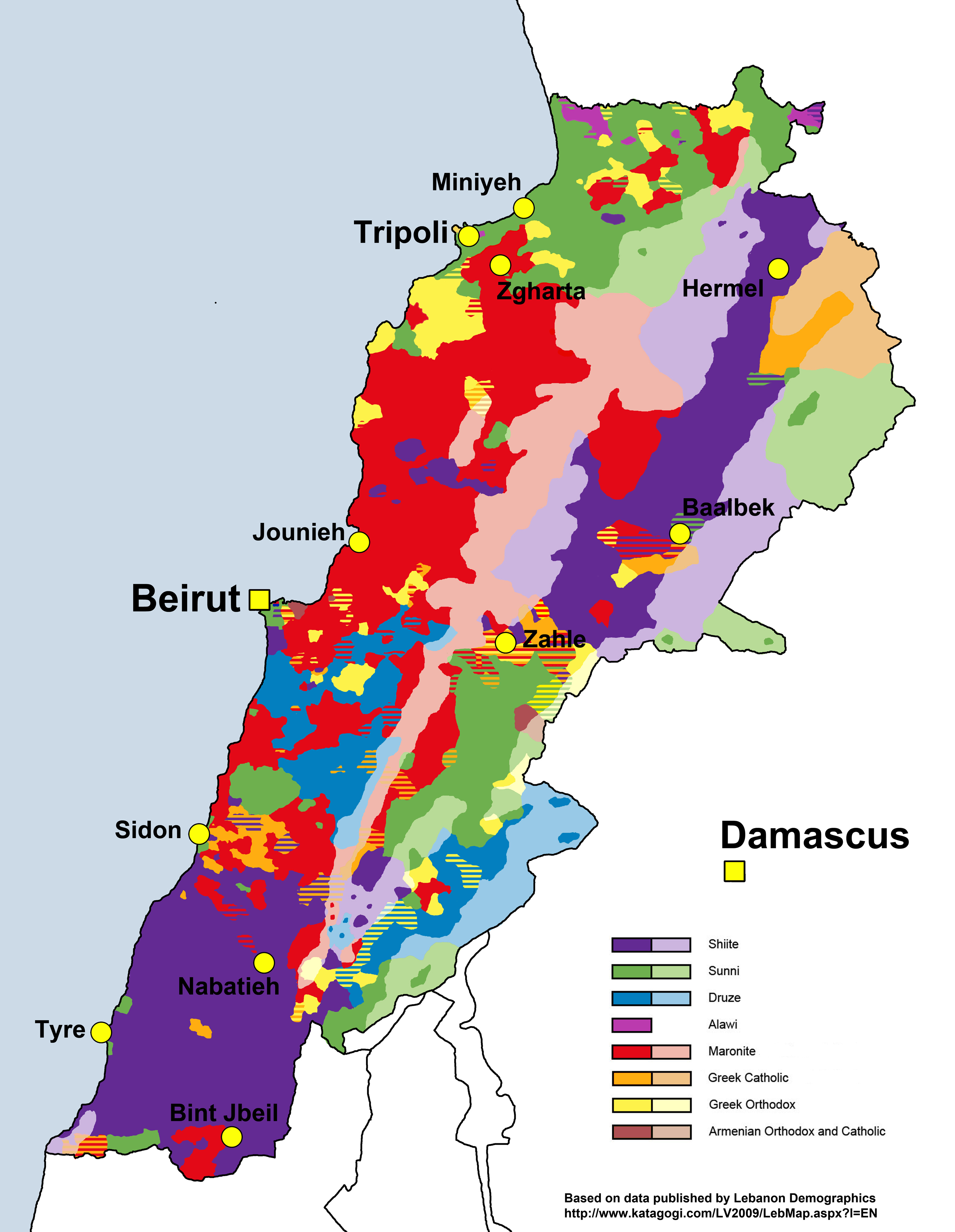
Libanon is religieus sterk verdeeld

In de Libanese Burgeroorlog hadden de christelijk milities meestal strijd geleverd met een wisselende coalitie van progressieve bewegingen die veelal mede een religieus-etnische achtergrond hadden in de zin dat de leden grotendeels soennieten of Druzen waren. De belangrijkste daarvan, en het geheel min of meer overkoepelend, was de Libanese Nationale Beweging (Mouvement National Libanais) onder leiding van de Druus Walid Jumblatt die zijn machtsbasis had in het strategisch gelegen Choufgebergte. De LNB had ongeveer tweeduizend strijders die beschikten over wat artillerie en pantservoertuigen.
Officieel van de LNB deel uitmakend maar in feite een aparte strijdmacht vormend was de nasseristische beweging Al-Mourabitoun onder leiding van Ibrahim Kulaylat. Deze had een duizendtal man die vrij goed bewapend waren omdat ze een deel van het materieel van het Libanese leger hadden overgenomen waaronder veel voertuigen.
Libanon had ook een tak van de Syrische factie van de Ba'athpartij. Die had zo'n 750 strijders.
Een linkse terroristische beweging was de Syrische Socialistische Nationalistische Partij met veel christelijke leden, die streefde naar een Groot-Syrië en waarvan een vleugel samenwerkte met het Syrische regime.

### Palestijnen
Tijdens de Israëlische Onafhankelijkheidsoorlog vluchtten zo'n honderdduizend Palestijnen uit Galilea naar Libanon. Ze werden voornamelijk geconcentreerd in vijftien vluchtelingenkampen en door de Libanese regering zoveel mogelijk gescheiden gehouden van de Libanese burgers, met uitzondering van enkele tienduizenden christelijke Palestijnen die het Libanees staatsburgerschap kregen. De overige vluchtelingen kregen geen werk of toegang tot Libanese scholen. Militante activiteiten werden met kracht onderdrukt. Dat leidde tot een opstandige houding onder de kampbewoners. In 1969 gaf het Akkoord van Caïro de Palestijnen in Libanon zelfbestuur, het recht zich te bewapenen en een mate van vrijheid om Israël aan te vallen. Begin jaren zeventig verplaatste de leiding van de PLO zich noodgedwongen van Jordanië naar Libanon, duizenden ervaren strijders van de PLA, de Palestinian Liberation Army, meenemend alsmede zo'n 150 000 Palestijnse burgers. In de hierop volgende Libanese Burgeroorlog had de PLA vele malen slag geleverd met christelijke en andere milities, het Syrische leger en Israël. Ondanks vaak zware verliezen wist de PLA zijn sterkte door de jaren heen langzaam op te bouwen. De beperkte reserves aan mankracht die de lokale driehonderdduizend Palestijnen bezaten, werden aangevuld door een instroom van militanten uit andere gebieden. Hierdoor vormden de Palestijnen in juni 1982 verreweg de sterkste strijdmacht in Libanon, op de Syrische expeditiemacht na. De PLA beschikte over zo'n vijftienduizend strijders, waaronder ongeveer vierduizend man met grote gevechtservaring. Tussen 1978 en 1982 was hun vuurkracht verdriedubbeld van tachtig naar tweehonderdvijftig vuurmonden door de vorming van zeven nieuwe artilleriebataljons. Het aantal tanks was gegroeid naar ongeveer tachtig en de verouderde T-34's, nog verkregen uit Hongarije, waren versterkt met een twintigtal modernere T-54's. Ook de organisatie was verbeterd door de oprichting van drie reguliere brigades.
In 1982 was de "Jarmoekbrigade" langs de kust opgesteld. De "Kastelbrigade" lag in het zuiden en de "Karamehbrigade" bevond zich aan de zuidelijke uitgang van de Bekavallei. De troepenverdeling was echter complexer dan deze organieke indeling zou doen vermoeden. Zevenhonderd strijders bevonden zich in het UNIFIL-gebied ten zuiden van de Litani. Vijftienhonderd lagen rond Tyrus. Aan de kustweg tussen Tyrus en Sidon bevonden zich een duizend man en rond Sidon zelf weer vijftienhonderd. Bij Nabatiye, waar Israëlische bombardementen het vluchtelingenkamp vrijwel hadden vernietigd, lagen duizend man. Vijfhonderd strijders waren gepositioneerd aan de weg naar Jezzine en vijftienhonderd vormden de sterkte van Karamehbrigade. De grootste macht, zesduizend man, lag noordelijk langs de kustweg tussen Damour en Beiroet. De leiding van de PLO begreep namelijk dat er weinig kans was het Israëlische leger tegen te houden. Men hoopte, net als in 1978, de meeste strijdkrachten naar het noorden te kunnen laten ontsnappen. De sterke strijdmacht ten zuiden van Beiroet moest ze opvangen. Als de Israëliërs werkelijk hun opmars tot een veertig kilometer zouden beperken, was men daar veilig. Zo niet — gezien de informatie waarover men beschikte de meeste waarschijnlijke uitkomst — hoopte men op West-Beiroet terug te vallen en zich daar te verschansen. De concentratie daar werd versterkt door het 460ste Tankbataljon uitgerust met T-54's, de enige pantserreserve waarover de PLA beschikte.

### Syrië

#### Luchtmacht

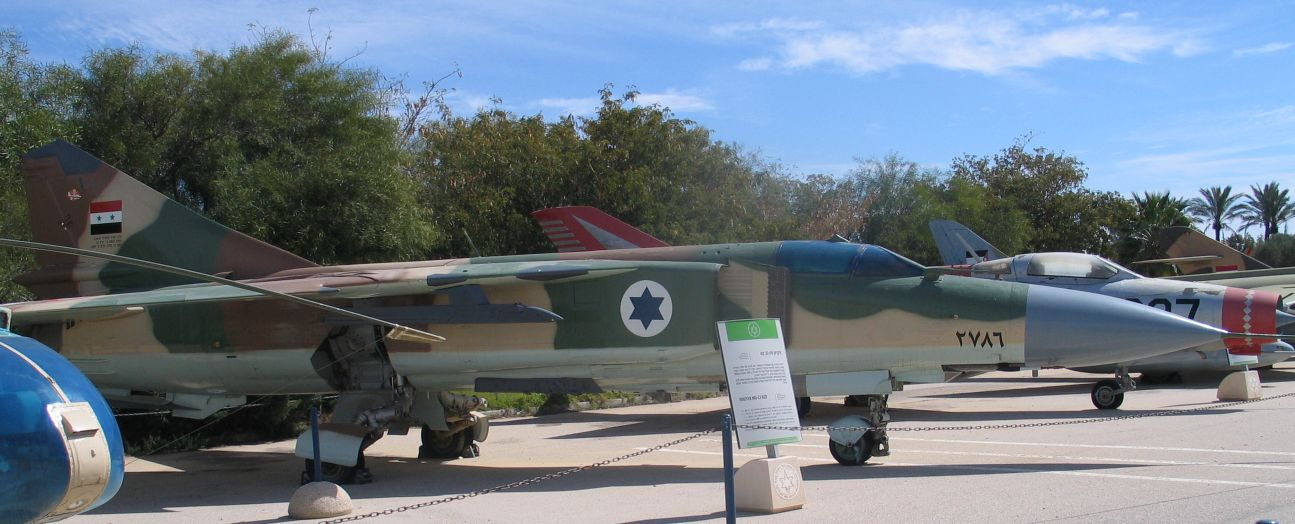
Een Syrische MiG-23 die naar Israël gevlogen werd

De Syrische luchtstrijdkrachten telden ongeveer vijftigduizend manschappen. De Syrische luchtmacht was na de zware verliezen in de Jom Kipoeroorlog vrij snel begonnen aan een proces van herbewapening en modernisering. Landen van het Warschaupact hadden al in 1973 vervangend materieel gezonden waaronder acht MiG-21 jachtvliegtuigen uit Tsjechoslowakije, twaalf uit Polen, tien uit Hongarije en 136 uit de Sovjet-Unie. In 1977 leverde dat laatste land nog eens dertig MiG-21MF's. In juni 1982 had Syrië ruim tweehonderd toestellen van dit type dat toen echter al sterk verouderd begon te raken. Dat gold des te meer voor de ongeveer vijfentachtig MiG-17's die alleen nog bruikbaar waren als lichte tactische bommenwerper. Al in 1973 ontving Syrië de eerste exemplaren van een serie van vierenvijftig MiG-23MS's, een veel moderner vliegtuig met zwenkvleugels en een uitstekende onderscheppingsjager waarvan de manoeuvreerbaarheid echter matig was. Hiermee werden vier eskadrons uitgerust. Rond 1978 werden deze versterkt door twee eskadrons MiG-23MF's en vijfenveertig toestellen van een versie die uitgerust was als tactische bommenwerper, de MiG-23BN. Libië schonk nog eens drie MiG-23BN's. Een bommenwerpertype met zwenkvleugels dat nog beter op lage hoogte het vijandelijk luchtruim kon binnendringen was de Soechoj Soe-22 waarvan er in 1982 een kleine dertig geleverd waren en die een vijftigtal oudere Soe-7 en Soe-20's aanvulde. In 1979 en 1980 waren ook twintig zeer snelle Mikojan-Goerevitsj MiG-25's geleverd, Mach 3 onderscheppingsjagers. Bij deze snelheden was de wendbaarheid echter nihil en het was al twee keer gebleken, op 13 februari en 29 juli 1981, dat een F-15 weinig moeite had met zijn superieure vuurleiding de aanvallende MiG-25 neer te halen. In de praktijk was het type voor Syrië alleen bruikbaar als verkenner maar de verkenningsversie was in juni 1982 nog niet operationeel.

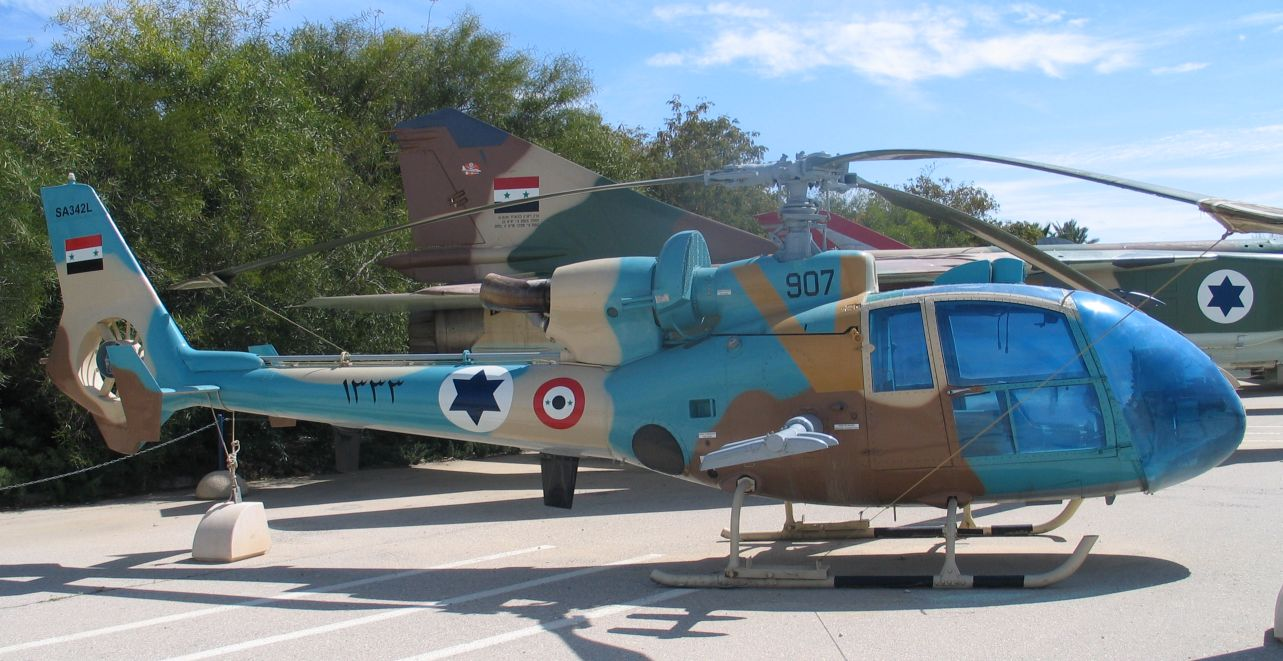
Een Syrische Gazelle in Israëlische hand

In totaal waren naar toenmalige schatting van het Internationaal Instituut voor Strategische Studies 448 gevechtsvliegtuigen operationeel. Hoewel in aantallen niet veel voor de Israëlische luchtmacht onderdoend, was de Syrische luchtmacht toch geen gelijkwaardige tegenstander. Dat lag niet alleen aan het ontbreken van typen die het tegen de F-15 en F-16 konden opnemen: ook de geoefendheid was onvoldoende en de inzetbaarheid alsmede de sortie rate, het aantal vluchten per dag per toestel, waren laag.
Naast vliegtuigen, bezat Syrië ook een helikoptervloot. Het belangrijkste deel daarvan bestond uit zestien door Frankrijk geleverde Aérospatiale Gazelle antitankhelikopters, bewapend met de HOT (Haut subsonique Optiquement Téléguidé Tiré d'un Tube) antitankraket die trefzekerder was dan Sovjettypen.
Tegen de Israëlische luchtmacht konden de Syriërs ook vechten met een apart Wapen, het Luchtafweercommando. Dat bemande zo'n tachtig lanceerinrichtingen van luchtdoelraketten. Ongeveer twee derden daarvan bestond uit verouderde typen, de S-75 Dvina "SAM-2" en de S-125 Neva/Petsjora "SAM-3", die alleen een serieus gevaar vormden voor hoogvliegende toestellen. Gevaarlijker was de 2K12 Koeb "SAM-6" die ook laagvliegende doelen kon neerhalen, hoewel de effectiviteit daarvan sterk was verminderd door allerlei elektronische tegenmaatregelen. Negentien van deze raketbatterijen waren opgesteld in de Bekavallei van Libanon en vormden dus een uitdaging van het Israëlische luchtoverwicht boven dat land.

#### Landmacht
Ook de landmacht had in de Jom Kipoeroorlog veel materieel verloren, vooral tanks. Al in 1973/1974 werden de verliezen gecompenseerd toen de Sovjet-Unie ongeveer achthonderd T-55's leverde en driehonderd T-62's. Een verdere uitbreiding, laat staan modernisering, bleef daarna vele jaren uit. Het leger werd in beslag genomen door de perikelen in Libanon. Juist die strijd maakte echter duidelijk dat de Syrische landstrijdkrachten te klein waren om zowel het Libanese conflict onder controle te houden als geloofwaardig de rol te kunnen spelen van de belangrijkste onder de Arabische "strijdende landen" die een vredesakkoord met Israël afwezen. Daarom werd eind jaren zeventig een begin gemaakt met het laten toenemen van het aantal zware gemechaniseerde eenheden. Het aantal pantserdivisies werd verdubbeld van twee naar vier en van drie infanteriedivisies werden gemechaniseerde infanteriedivisies gemaakt.
Aan de "Paarse Lijn" op de hoogvlakte van Golan lagen de 7e en 5e Gemechaniseerde Infanteriedivisie die gedekt werden door de 9e Pantserdivisie. In Libanon, waar zo'n dertigduizend Syrische troepen waren gestationeerd, lagen in het westen eenheden van wat de 10e Gemechaniseerde Infanteriedivisie moest worden, waaronder de 85e Infanteriebrigade die permanent in West-Beiroet gelegerd was, terwijl de 1e Pantserdivisie in het midden van de Bekavallei aanwezig was. Noordelijker lag de 3e Pantserdivisie in reserve. Om de veiligheid van het regime te waarborgen bevond een elite-eenheid, de Republikeinse Garde, zich bij de hoofdstad Damascus. Gezien het permanente gevaar van opstanden en staatsgrepen wilde men de centrale reserve versterken met een extra pantserreserve door een 4e Pantserdivisie te formeren uit bestaande onafhankelijke pantserbrigades.

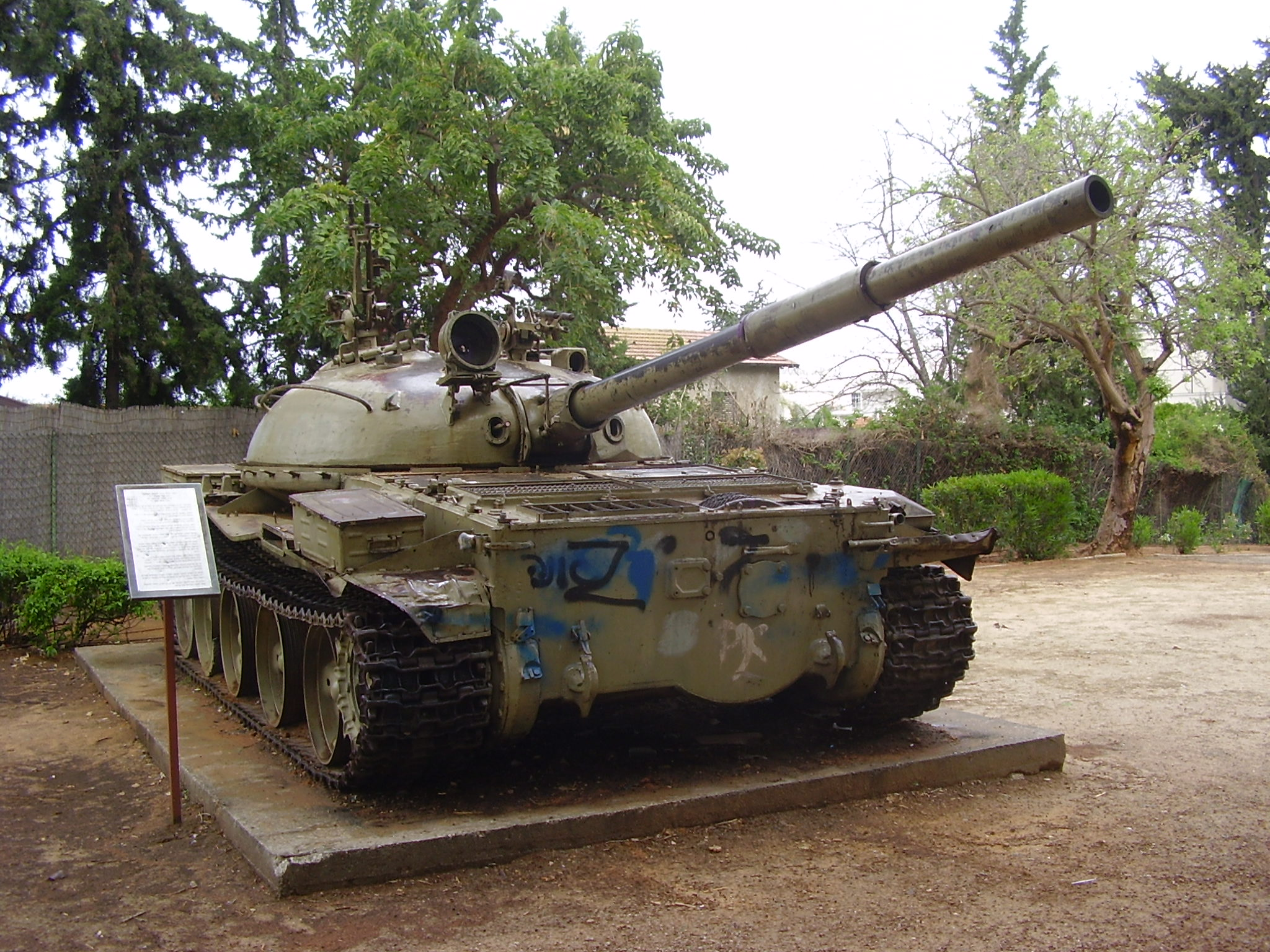
Een in 1982 buitgemaakte Syrische T-62

Voor deze uitbreidingen waren meer tanks nodig. De twee pantserbrigades, van ieder zo'n negentig tanks, binnen iedere pantserdivisie wilde men in principe uitrusten met de T-62. Tweehonderd voertuigen van dit type waren in 1979 geschonken door Libië wat het totaal op zo'n zevenhonderd bracht. Hetzelfde jaar importeerde men ongeveer 150 voertuigen van het type T-72 "Oeral" uit de Sovjet-Unie, die in Syrië de nadere aanduiding Type 79 kreeg. Dit was in veel opzichten de meest geavanceerde tank die in 1982 op het slagveld aanwezig was. Met een 125mm-kanon, een automatische lader, een afstandsmeter, een snelheid van 60 km/h en gelaagd neokeramisch pantser gold de T-72 als een enorme verbetering ten opzichte van de T-62. Dit krachtige wapensysteem werd in eerste instantie gereserveerd voor de Republikeins Garde. In de zomer van 1982 werd net de instroom voorbereid van driehonderd stuks van een verbeterde versie, de zwaarder gepantserde T-72A, waarmee de nieuwe 4e Pantserdivisie moest worden uitgerust en die daarnaast de T-72 "Oeral"'s van de Republikeinse Garde moest vervangen. In juni 1982 was dit type nog niet operationeel maar gezien de dreiging van een oorlog met Israël was de T-72 "Oeral" al versneld doorgeschoven naar de 3e Pantserdivisie. In de organieke tankbataljons van de vele gemechaniseerde en gemotoriseerde infanteriebrigades bleef men voertuigen uit de oudere T54/55-serie gebruiken. Daarvan waren er tot 1981 nog eens zeshonderd aangeschaft wat het totaal op zo'n 1400 bracht; men had weliswaar nog enkele honderden van zulke voertuigen over uit de periode voor de Jom Kipoeroorlog maar ongeveer eenzelfde aantal was door strijd en leveranties aan bondgenoten tijdens de Libanese Burgeroorlog verloren gegaan. De Syrische tankvloot bedroeg aldus in 1982 ongeveer 2250 voertuigen. Het aantal werd indertijd overigens door Westerse waarnemers veel hoger geschat, tot soms ver boven de vierduizend, omdat men ten onrechte de reorganisatie en herbewapening van de pantsertroepen al voltooid achtte en een ruime materieelreserve aannam waarvoor Syrië in feite geen geld had. De totale defensieuitgaven beliepen in 1981 maar de tegenwaarde van een twee miljard dollar.

## Gevechtshandelingen

### Israëlische strategie

Het operatiegebied

Het Israëlische aanvalsplan voorzag in een dichte concentratie van gemechaniseerde eenheden. Dat was ten dele om het Syrische leger te intimideren maar had ook als oorzaak dat de noodzakelijke mankracht om het lastige Libanese terrein te overwinnen alleen in zulke eenheden gevonden kon worden die nu eenmaal de grote massa van de Israëlische reserves vormden. De aanvalsmacht telde ongeveer 76.000 man die beschikten over 1240 middelzware tanks en 1500 pantserinfanterievoertuigen. Ze vertegenwoordigden de grootste pantsermacht die Israël ooit op een strijdtoneel tegelijkertijd in het veld zou brengen. De zware bewapening droeg het nadeel met zich mee dat het slechte Libanese wegennet overbelast raakte. De campagne kreeg zo het karakter van één grote verkeersopstopping, iets wat verergerd werd door het bergachtige en beboste terrein, doorsneden door kloven en bergstromen, waarmee de Israëliërs weinig ervaring hadden en dat de verdedigers alle gelegenheid bood vertragende hinderlagen te leggen. De opmarsroutes werden zo meer bepaald door de aanwezigheid van een geschikte hoofdweg dan de precieze positie van de vijand. Omdat ook nog in korte tijd de lijn van de weg Beiroet-Damascus bereikt moest worden, zag men meestal af van het zuiveren van hogere bergruggen en afgelegen dorpen. Dat gold vooral als het woonplaatsen van Druzen betrof, gezien het grote Druzische bevolkingsdeel in Israël zelf.

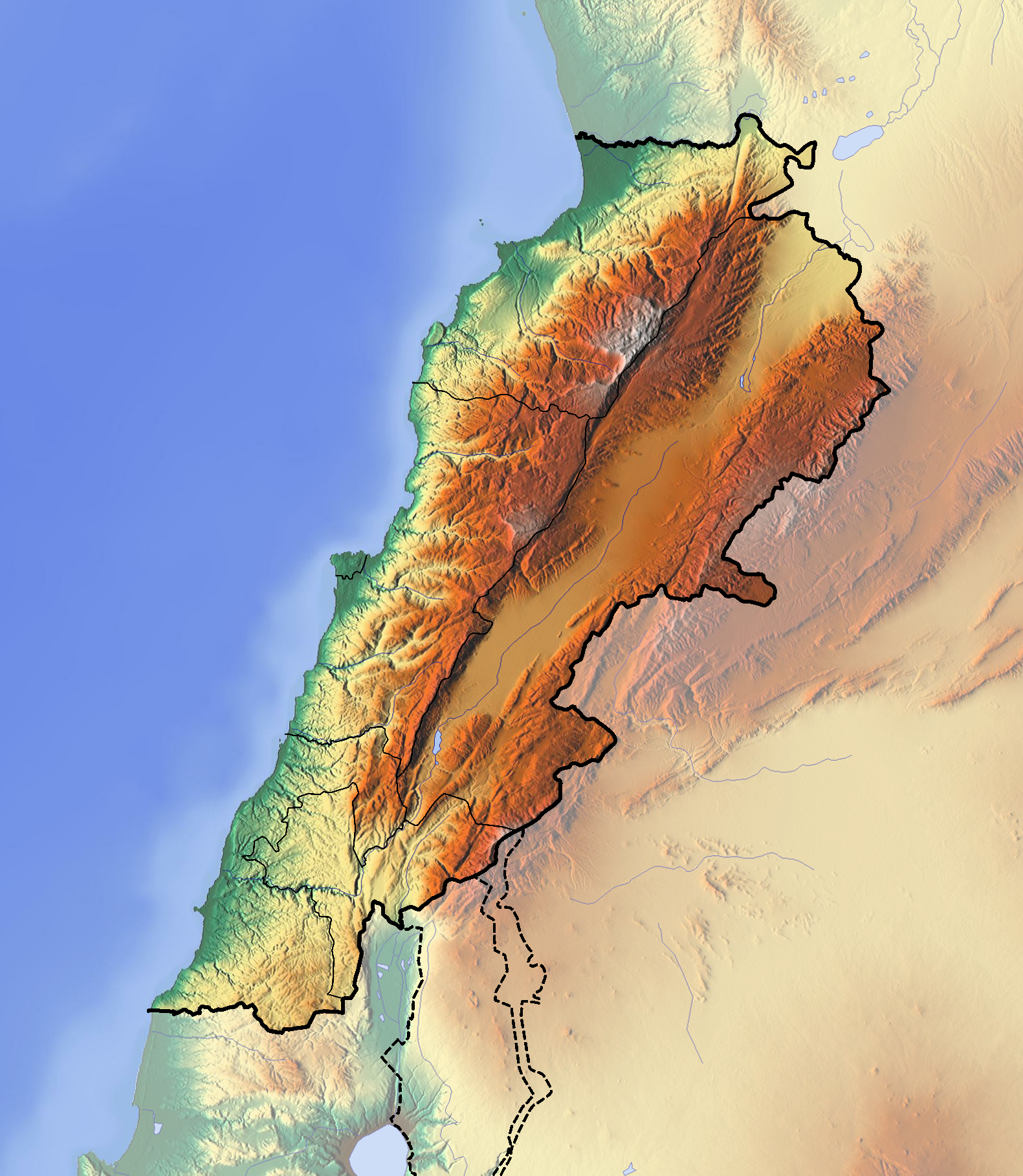
De operaties in Libanon werden sterk beheerst door de geografie die het land splitst in een westelijk en oostelijk deel

De aanval zou uitgevoerd worden over drie hoofdassen aan welke ieder twee of drie gevechtsgroepen waren toegewezen. Zo'n gevechtsgroep of Koach was geen vaste legereenheid maar een voor de gelegenheid geformeerd ad hoc-commando en kon bestaan uit een Ugda, een divisiehoofdkwartier van wisselende samenstelling. De westelijke as liep over de kust naar Beiroet. De opmars daar was de taak van Gevechtsgroep A bestaande uit de 91e Ugda, voornamelijk uitgerust met Amerikaanse tanks in drie gemechaniseerde brigades versterkt met de 211e Pantserbrigade, geleend van Ugda 36. Gevechtsgroep B diende een landing uit te voeren ten zuiden van Beiroet en beschikte daartoe over eenheden van de 96e Ugda en de 35e Parachutistenbrigade. In totaal had de westelijke as een sterkte van 22.000 man en 220 tanks. De centrale as werd gevormd door Gevechtsgroep C, gevormd door eenheden van de 36e Ugda en Gevechtsgroep D bestaande uit delen van de 162e Ugda. Door gebrek aan ruimte moest deze troepenconcentratie zich meteen splitsen. Eén tak, de 36e Ugda uitgerust met Centurions en Merkava's, moest van Kirjat Sjmona uit diagonaal naar de kust bij Sidon oprukken, zodat althans de zo gevolgde weg ingezet kon worden. Dit kon meteen terugtrekkende PLO-eenheden de pas afsnijden. De tweede tak, de 162e Ugda, moest de westelijke hellingen van het Libanongebergte zuiveren tot aan de hoofdweg Beiroet-Damascus. De sterkte was 18 000 man en 220 tanks. De oostelijke aanvalas liep door de Bekaavallei. In deze sector zou zich de grootste Israëlische troepenconcentratie voordoen met 36 000 man en achthonderd tanks. Er maakten drie gevechtsgroepen deel van uit. Gevechtsgroep H bestond uit de 252e Ugda, gevechtsgroep V, ofwel Koach Vardi, genoemd naar brigade-generaal Danni Vardi, bestond uit de 460e Pantserbrigade en een gemechaniseerde brigade en gevechtsgroep Z bestond uit de 90e Ugda. De operationele reserve van het Noordelijk Commando, de 880e Ugda met een tweehonderd tanks, was achter deze sector samengetrokken. Deze reserve kon de oostelijke aanval versterken of het Golanfront dekken in geval van een totale oorlog met Syrië; de parate eenheden die zich normaliter op de Hoogten van Golan bevonden, deden mee aan de invasie. Daarnaast was er nog een speciale strijdgroep, Koach Peled samengesteld uit twee gemechaniseerde infanteriebrigades onder Jossi Peled die de westelijke hellingen van de Hermonberg moest zuiveren van de vele Syrische commando-eenheden die zich daar bevonden om zo de oostelijke flank van de aanvalsas te dekken. Koach Peled was versterkt door antitankteams en twee eskadrons antitankhelikopters. Deze moesten juist van de Jebel Baroek af de Bekaavalei van het westen uit bestrijken. De eerstelijnstroepen bestonden in totaal uit elf pantserbrigades en negen (gemechaniseerde) infanteriebrigades.
Al op 4 en 5 juni werden op heel Zuid-Libanon zware voorbereidende luchtbombardementen en artilleriebombardementen uitgevoerd om de komende opmars te vergemakkelijken. Beiroet werd op 4 juni gebombardeerd met zestig doden tot gevolg. Daarbij werd op 5 juni bij Nabatiye een Israëlische AH-1 Cobra antitankhelikopter neergeschoten door een ZU-23-4 luchtafweertank; de bemanning van twee kwam om. Nabij dezelfde locatie werd in de vroege ochtend van 6 juni, om 08:50 nog voor de grondoorlog van start ging, een A-4 Skyhawk neergeschoten door een Palestijnse draagbare SAM-7 Strela luchtafweerraket. De piloot, Aharon Achiaz, werd gevangengenomen, naar Beiroet overgebracht en daar op 20 augustus vrijgelaten. Het zou de enige jachtbommenwerper blijven die Israël tot de wapenstilstand op 11 juni zou verliezen.

### 6 juni
Om 11:00, zondag 6 juni, ging de grondoorlog van start en overschreden de Israëlische eenheden de Libanese grens. In het westen vormde de 211e Pantserbrigade onder commando van kolonel Evi Geva de voorhoede, behoedzaam met zijn M60A3's en M60A1's langs de kustweg oprukkend. De weg liep door vele olijfgaarden en citrusplantages die ideaal waren voor het leggen van hinderlagen. Om geen tijd te verliezen, werden zulke posities niet geheel gezuiverd maar braken de tanks er met hun "Blazerpantser" doorheen zodat volgende colonnes met lichte pantservoertuigen of vrachtwagens vaak opnieuw aangevallen werden en gevoelige verliezen leden. Nog ten zuiden van de rivier de Litani ligt de grote havenstad Tyrus die de Israëliërs in Operatie Litani niet veroverd hadden wegens de grote concentratie van zes Palestijnse vluchtelingenkampen die ook nooit door de Syriërs bedwongen waren. Het voorste tankbataljon trok oostelijk om de stad heen maar het daarna volgende parachutistenbataljon vergiste zich en reed rechtdoor het kamp al-Bas binnen. Twee M60A1's en twee M113's werden vernietigd en de bataljonscommandant luitenant-kolonel Uri Grieger werd met zijn chauffeur gevangengenomen. Later werden hun lijken in een put gevonden. De Israëlische luchtmacht had de brug over de rivier op 5 juni vernietigd maar om 16:00 had de genie een nieuwe brug geslagen en kon de opmars verder.

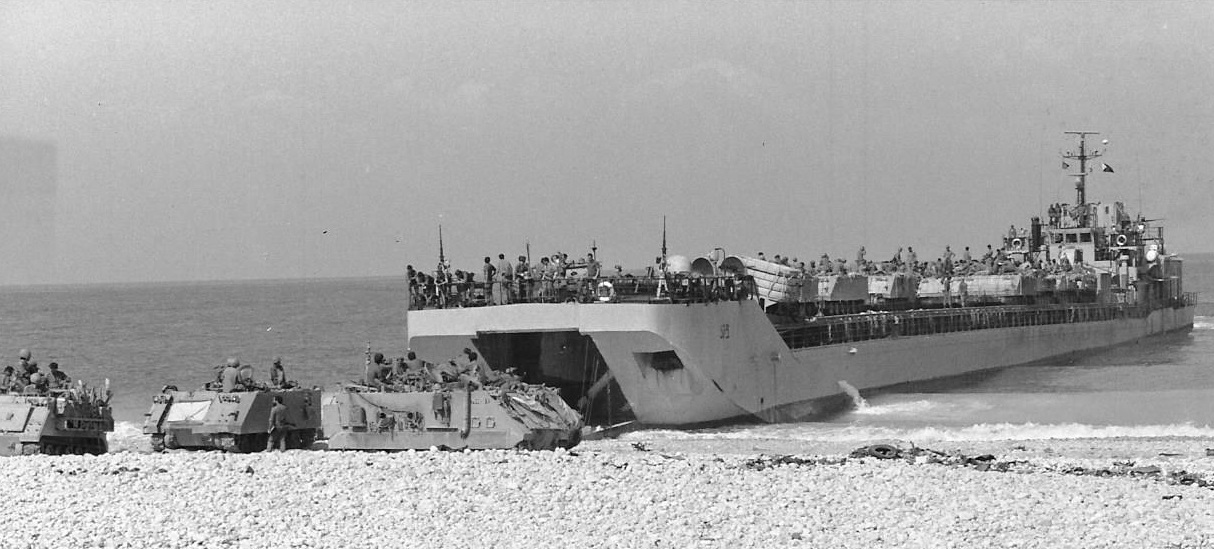
Troepen ontschepen zich uit een landingsvaartuig

Het zuiveren van Tyrus werd overgelaten aan een pantserbrigade en een gemechaniseerde brigade van de reserves van de 91e Ugda onder Jitzjak Mordechai. Om het aantal burgerslachtoffers te beperken strooiden Skyhawks pamfletten boven de stad uit met het advies zich op het strand te verzamelen. Zo'n 12.000 mensen gaven daaraan gehoor. Verder was besloten om woonblokken niet door de genie te laten opblazen. Door hardnekkig Palestijns verzet was de Israëlische voortgang erg traag. Men ging over tot zware artilleriebombardementen en uiteindelijk luchtbombardementen om verzetshaarden plat te gooien. Rond 9 juni was de strijd grotendeels voorbij. De sjiitische bevolking verwelkomde de Israëliërs door ze met rijst en bloemen te bestrooien; men was blij van de PLO verlost te zijn. De verliezen van het Israëlische leger bedroegen eenentwintig doden en vijfennegentig gewonden.
Bij het vallen van de avond had de 211e Pantserbrigade Sarafand bereikt, tweeëntwintig kilometer ten noorden van Tyrus. Dit zou echter die dag niet het noordelijkste punt blijken van het Israëlische offensief. Toen de landing ten noorden van Beiroet werd afgeblazen, werd besloten een zuidelijker amfibische operatie uit te voeren, van Ashdod en Haifa uit, voornamelijk om de voorbereidingen niet vergeefs te laten zijn. Het zou de grootste zeelanding worden uit de Israëlische geschiedenis. Rond 23:00 landden verkenningsteams van de Israëlische marine vijf kilometer ten noorden van Sidon, bij de monding van de Awali. Onmiddellijk daarna zetten helikopters een peloton af dat de brug over de Awali nam. Andere kleine eenheden bezetten de heuvelrug ten oosten van de landingsplaats. Een dozijn landingsvaartuigen begon toen troepen van het 50e Bataljon van de 35e Parachutistenbrigade af te zetten, versterkt door een Centurionbataljon en twee stukken gemechaniseerde 155mm-artillerie van het type M109. De landing ondervond weinig weerstand maar een Palestijnse T-54 wist een brisantgranaat te plaatsen in een vaartuig, afgeladen met tanks, pantservoertuigen en opgezeten infanterie, met veel slachtoffers tot gevolg. De hele nacht bleven de vaartuigen pendelen tussen het bruggehoofd en Naharia. Een van de doelen van de landing was het verbreken van het contact tussen Beiroet en Sidon maar de hoofdopdracht was een snelle opmars richting de Libanese hoofdstad. De pretentie dat de oorlog slechts beoogde een veiligheidszone van vijfenveertig kilometer diepte voor Galilea te scheppen, werd dus al binnen twaalf uur verlaten.

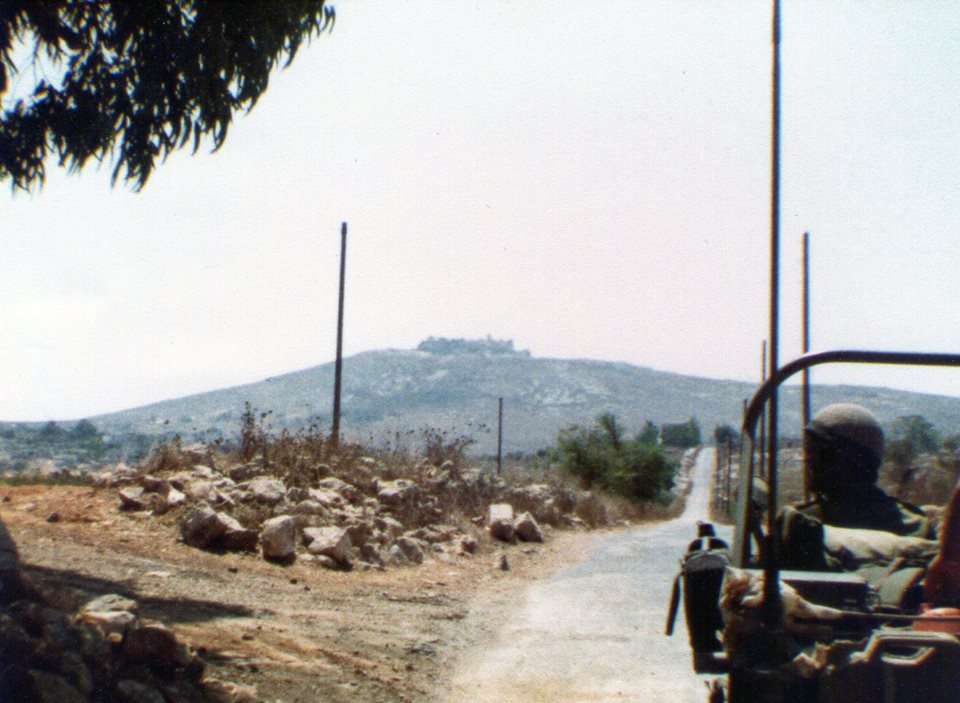
Een Israëlische jeep nadert het Belfort

In de centrale sector had de 36e Ugda de taak van het verzamelpunt rond Metulla uit de grote bocht van de Litani over te steken en Nabatiye aan beide zijden te omtrekken, met een linkercolonne van twee pantserbrigades die over de Akiyebrug trok en een rechtercolonne bestaande uit eenheden van de Golanibrigade die bij de Hardelebrug overstak. In een fel nachtgevecht nam een verkenningseenheid de oude kruisvaardersburcht van Belfort (Beaufort) waarbij de hele Palestijnse bezetting gedood werd. Over dezelfde route volgde om 15:30 de 162e Ugda die eind mei naar de Negev gestuurd was voor oefeningen en op 4 juni overhaast naar het noorden werd gezonden. Deze divisie kwam vast te zitten in de stoet vrachtwagens die de voorgaande divisie moest bevoorraden. De opmars hier was vooraf gezien als een kritische fase in de operatie omdat het terrein een sterke verdedigende positie vormde. Maar de zware bombardementen van de voorgaande dagen hadden het Palestijnse moreel gebroken en de meeste PLO-eenheden trokken zich zo snel mogelijk naar het noorden terug, meestal met de leiding voorop. Zo'n 1800 niet-Palestijnse strijders die hier in kampen getraind werden, uit zesentwintig verschillende landen, zouden door de IDF in 1982 krijgsgevangen gemaakt worden.
In de oostelijke sector, die onder leiding stond van Avigdo Ben-Gal, bleef deze dag de opmars beperkt. De 252e Ugda onder commando van Immanuel Sakel begon over twee assen in beweging te komen. De oostelijke as liep direct onder de westelijke helling van de Hermon, door de wadi Cheba. Deze route kruiste door ontoegankelijk terrein een dicht en diep mijnenveld en versperringszone die de noordelijke Golan afschermde. De Israëlische genie had er, dag en nacht doorwerkend, kort daarvoor een onverharde weg van twintig kilometer doorheen aangelegd, hopend op een strategisch verrassingseffect. De tweede as liep naar Hasbaja, dat om 17:03 bereikt werd. Westelijker rukte de 90e Ugda onder commando van Giora Lev op door Marjayoun in de richting van het stuwmeer van Qaraoun waarbij op de uiterste rechterflank een brigade de Bekaavallei in zwenkte. De opmars al beginnend in de nacht, hield de 90e Ugda in de vroege ochtend halt bij Koukouba. Koach Vardi kwam er achteraan maar sloeg toen af naar het noordwesten richting Masgharah. De 460e Pantserbrigade onder kolonel Hagai Cohen volgde de route van de 162e Ugda. Hetzelfde deed de strijdgroep onder Peled. De Syriërs bleven deze dag boven de "Rode Lijn" en maakten aldus geen gevechtscontact. Wel beschoten enkele stukken D30-130mm-langeafstandsartillerie Israëlische concentraties bij Hasbaja. Sharon riep hierom in de late avond het kabinet bijeen om een militaire reactie te bepalen — een debat vermijdend of die echt onvermijdelijk was. Hij opperde twee alternatieven: een frontale aanval of een flankerende beweging door centraal Libanon die de Syriërs tot een aftocht zou nopen, wat Begin aanprees als een "Hannibalmanoeuvre", een verwijzing naar de Slag bij Cannae. Zoals hij reeds verwacht had, koos het kabinet voor de tweede optie.

### 7 juni
In de ochtend van 7 juni bleef de IAF bombardementen uitvoeren op posities van de PLO, langs de kust maar ook in Beiroet. Dat laatste lokte een reactie van de Syrische luchtmacht uit. Bij een luchtgevecht werd een Syrische MiG 23 neergeschoten.
De 221e Pantserbrigade rukte deze dag snel over de kustweg naar het noorden op maar liep daarbij meteen in Sarafand in een hinderlaag die de voorhoede een tank koste en de levens van twee compagniescommandanten die omkwamen toen hun commandovoertuigen uitbrandden. De troepen overscheden de Zaharani waarvan de brug hun onbeschadigd in handen viel. Daar werd contact gemaakt met twee pantserbrigades van de 36e Ugda die naar het westen getrokken waren van Nabatije uit. Gezamenlijk rukte men op naar Sidon dat met de verenigde artillerie onder vuur genomen werd. De 1e Infanteriebrigade van Kalahani, de "Golanibrigade", begon in de vroege middag het kamp van Ein Hilwe te zuiveren. De aanval liep echter in de schemering vast en men zag zich gedwongen tot een overhaaste terugtocht. Een pantserbrigade werd ter versterking opgeroepen maar die arriveerde pas na het invallen van de duisternis. Die dag kon dus nog geen contact gemaakt worden met het landingsstrand ten noorden van Sidon.

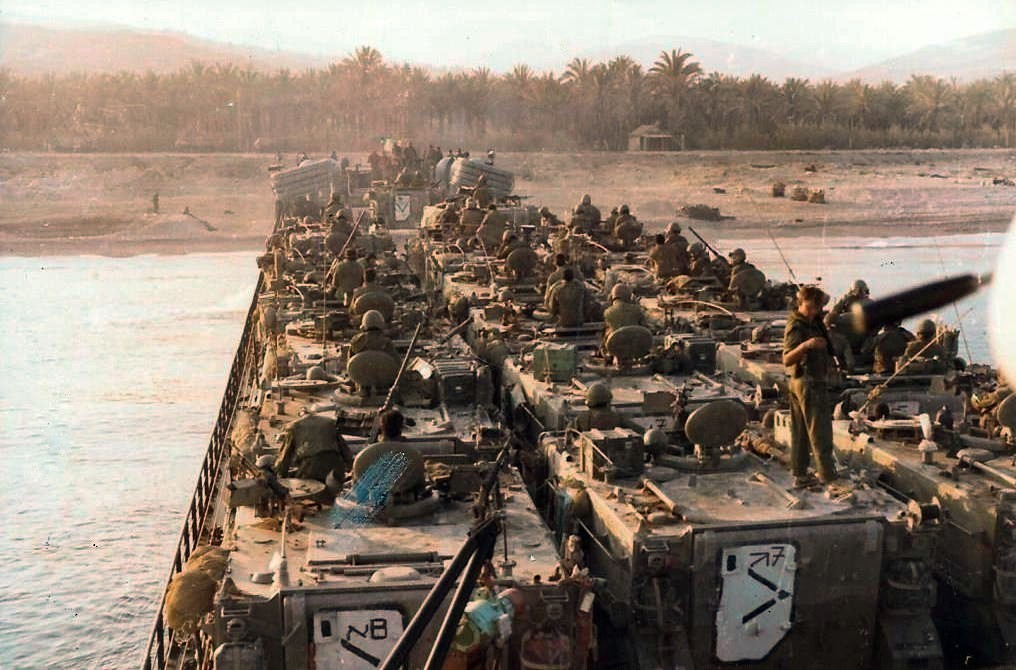
Verdere landingen op 7 juni

Intussen was men druk bezig de landingen te versterken. Enorme CH-53 Superfrelon-helikopters voerden continu luchtlandingstroepen en voorraden aan terwijl rond 14:30 een tweede landing plaatsvond, in vol daglicht en dus kwetsbaar voor artillerievuur uit Sidon. F-4's wierpen daarom urenlang fosforbommen af om het strand met rookgordijnen aan het zicht te onttrekken. Parachutisteneenheden, die nog niet van het zuiden uit van M 113's konden worden voorzien, rukten te voet naar het noorden op en positioneerden zich op de heuvelrug die Damour overzag.
Tussen de aanvalsassen lagen nog grote gebieden die niet onder controle waren gebracht. Daardoor werd er zuidelijker een tangbeweging uitgevoerd. Een gemechaniseerde brigade bewoog van Tyrus uit naar het oosten en een andere trok door Bint Jbail naar het noordwesten, elkaar ontmoetend bij Jouiya. Al het gebied ten zuiden van de Litani werd hierdoor afgesloten en infanterie-eenheden zuiverden hierna kleinere verzetshaarden in de "IJzeren Driehoek". De Palestijnse Kastelbrigade bood weinig weerstand. De commandant, Haj Ismail, vluchtte naar de Syriërs en de meeste van zijn strijders namen eveneens de benen of gingen weer op in de burgerbevolking.

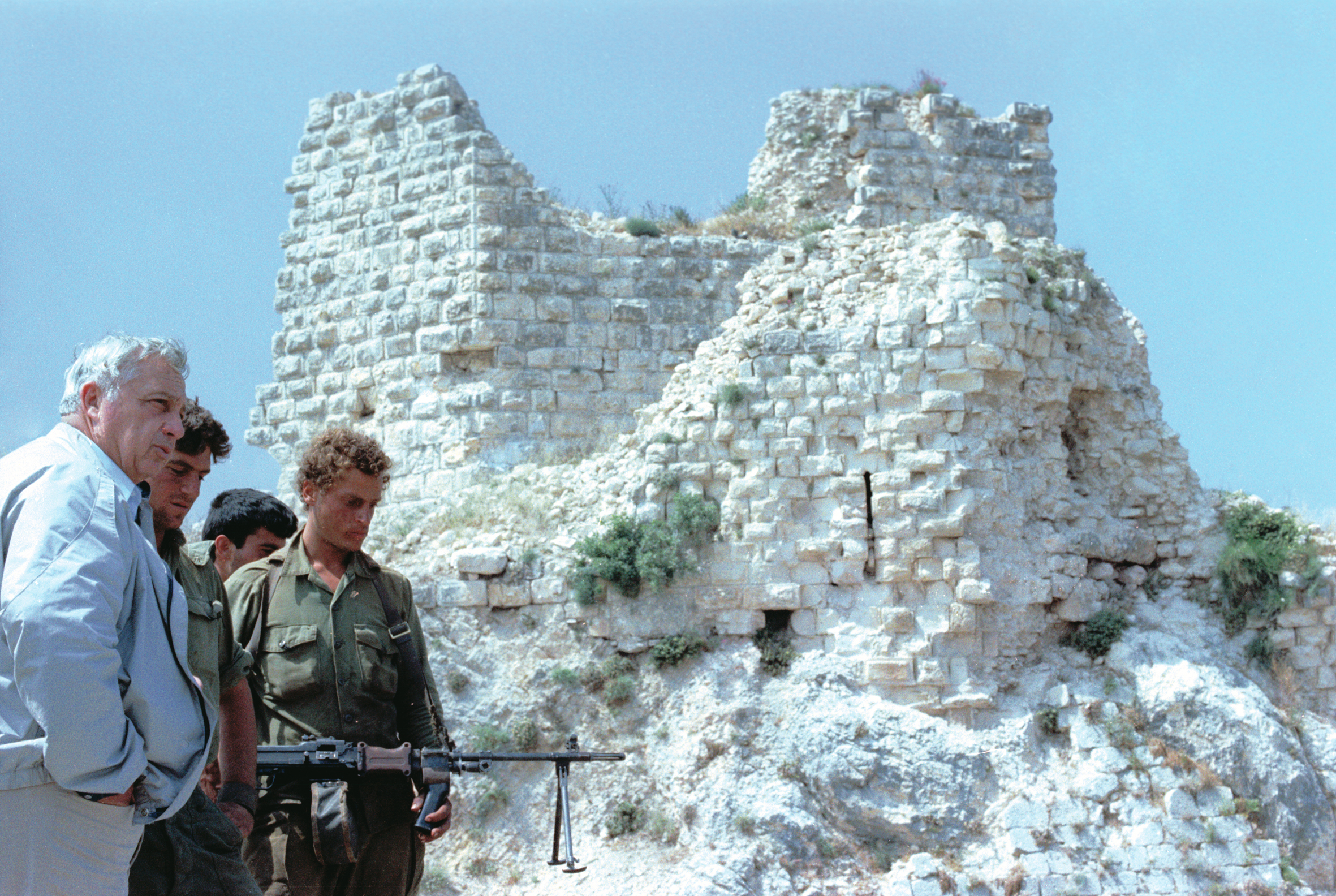
Sharon en Begin bezochten op 7 juni het Beaufort om het officieel aan de SLA over te dragen

De 162e Ugda onder Menchim Einan had nu pas de ruimte naar het noorden op te rukken maar bereikte in de ochtend slechts Nabatije. Daar moesten de voertuigen eerst bijtanken. Rond 14:00 overschreed de divisie de Zaharani. Hierna moest zij de flankerende beweging uitvoeren die Sharon gepland had. Het wegenknooppunt Jezzine westelijk passerend drong men door in het Shoufgebergte, rond 01:00 in de nacht van de 8e halt houdend bij de rivier de Bassin. Het Syrische opperbevel onderkende de dreiging op zijn rechterflank en was ervan overtuigd dat het Sharons doel was zoveel mogelijk van het Syrische leger te vernietigen. Anders dan Sharon had aangenomen, beval men echter geen terugtocht maar besloot westelijker blokkerende posities te gaan innemen. In de avond van 7 juni bezette een bataljon van het Syrische leger, versterkt door een bataljon van het PLA, Jezzine.
In de oostelijke sector gebeurde nog steeds weinig. Koach Vardi bereikte de voet van de Jbaal Barouk tussen Jezzine en de Bekaavallei. Beperkte zuiveringen werden uitgevoerd op de westelijke helling van de Hermon. Een massale concentratie van Israëlische artillerie werd naar voren gebracht in een centrale positie om offensieven op zowel de linkerflank als de rechterflank te kunnen ondersteunen.

### 8 juni
De IAF breidde in de ochtend van 8 juni zijn activiteiten uit. Beiroet werd zwaarder gebombardeerd en dat lokte opnieuw een reactie van de Syrische luchtmacht uit. Intensievere luchtgevechten leidden tot een verlies van zes Syrische vliegtuigen. Palestijnse kampen in Tyrus en Sidon werden gebombardeerd. In de loop van de dag werd er in centraal Libanon gevechtscontact gemaakt tussen Israëlische troepen en het Syrische leger. De IAF gaf hierbij tactische luchtondersteuning. De raketgordel van de Syrische luchtafweer straalde met zijn doelradars de Israëlische toestellen aan maar vuurde geen raketten af.
In de morgen poogde de Golanibrigade te Sidon weer door het kamp van Ein Hilwe te breken. Kort na 07:00 liep men opnieuw vast. De 35e Parachutistenbrigade probeerde tegelijkertijd van het noorden uit de oude stad van Sidon binnen te dringen maar ook die aanval mislukte. Alleen zware bombardementen door artillerie en de luchtmacht stelden de vrijwel omsingelde aanvalsgroepen na het vallen van de duisternis in staat zich terug te trekken. Het lukte dus nog steeds niet om contact te maken met het bruggehoofd ten noorden van Sidon. De troepen daar rukten verder op in de richting van Damour, ondersteund door vuur van de Israëlische marine. Geva begon ongeduldig te worden en kreeg toestemming om in de avond met zijn tanks door de heuvels ten oosten van de stad te trekken. Over smalle paden naast diepe kloven en steile rotswanden, zonder nachtzichtapparatuur en met de lampen gedoofd, reden de pantservoertuigen langzaam voorwaarts. Twee tanks tuimelden een afgrond in maar bij dageraad maakten ze contact met de 35e Parachutistenbrigade.

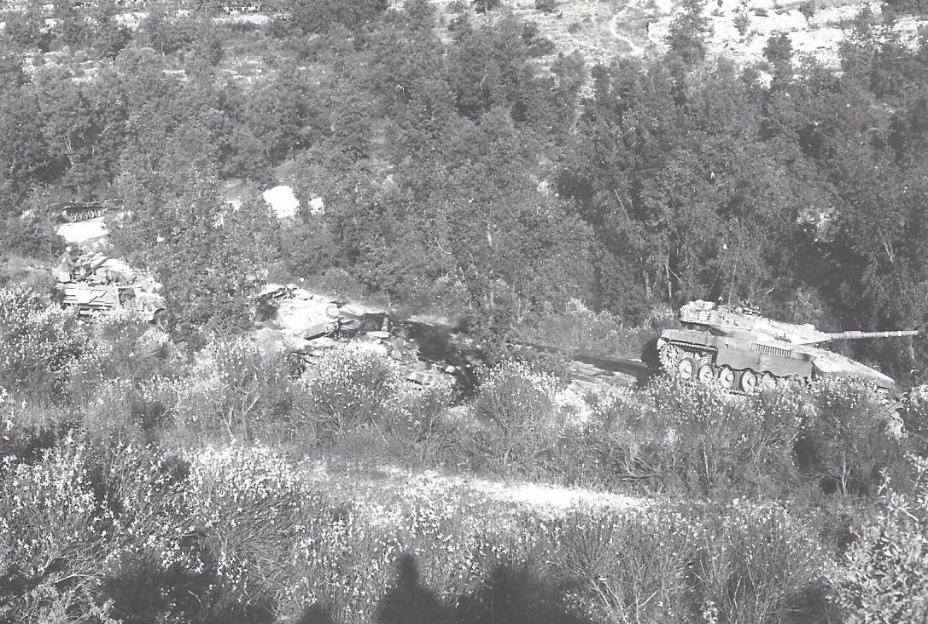
Tzur Maor passeert met zijn Merkva twee vernietigde T-62's

De 162e Ugda begon om 07:00 de flankerende beweging te voltooien. Toen de troepen ter hoogte van Damour waren gekomen, hielden ze vermoeid vier uur halt. Ze hadden ook tekort aan brandstof en waren gedwongen bij te tanken bij een locaal benzinestation waarvan de eigenaar gezegd werd de rekening later maar bij de IDF in te dienen. Het Noordelijk Commando beval ze weer op te rukken. Rond 15:30 liep de voorhoede in een hinderlaag door Syrische Gazellehelikopters. Een tank werd uitgeschakeld door een HOT-raket. Toen de gewonde bemanning uit het voertuig gehaald werd, voerden de helikopters uit een andere positie een hernieuwde aanval uit, wat voor veel verwarring zorgde. De Gazelle's konden ieder maar vier raketten meevoeren en toen de munitie op was, keerden ze terug naar hun basis. Vergeefs joeg de IAF urenlang op de aanvallers. Een Israëlisch infanteriebataljon in M 113's vergezeld door een enkel tankpeloton vond een weg rond de opstopping naar het stadje Ein Zhalta, maar acht kilometer van de strategische hoofdweg tussen Beirout en Damascus. Na Ein Zhalta moest men een steile berghelling bedwingen over een kronkelige weg die onder enfilerend vuur lag van naastgelegen wadis. Men wist niet dat die bezet waren door Syrische commandotroepen ondersteund door een bataljon tanks. Toen het infanteriebataljon de wadi's probeerde te zuiveren, werd men teruggeslagen door een moordend vuur. Twee Centurions werden uitgeschakeld en uiteindelijk moesten alle pantservoertuigen achteruitrijdend terugvallen naar Ein Zhalta waar men in de late avond versterkt werd door de hoofdmassa van de divisie.

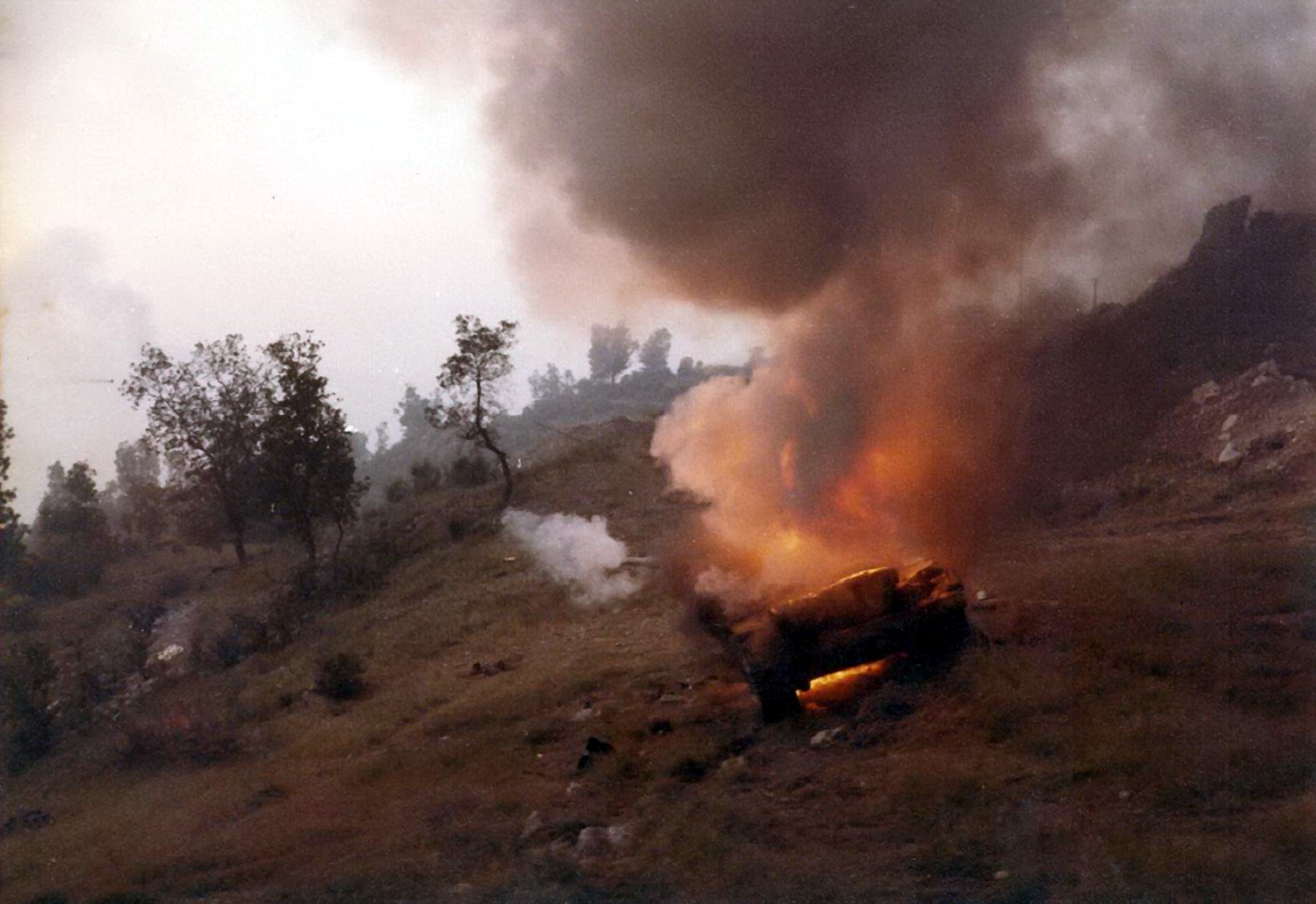
Een brandende T-62 bij Jezzine

Tegelijkertijd kreeg de 460e Pantserbrigade opdracht door Jezzine heen contact te maken met de oostelijke sector. Die opmars werd, na inleidende beschietingen over en weer waarbij twee Israëlische tanks werden uitgeschakeld, echter uitgesteld toen Remotely Piloted Vehicles een Syrische pantsereenheid ontdekten die door het Shoufgebergte naar het zuiden bewoog. Een bombardement van de IAF bracht de opmars daarvan tot stilstand en om 13:30 rukte Cohen met het 198e Tankbataljon van zijn brigade in oostelijke richting Jezzine binnen, zonder artilleriesteun of infanterie, onwetend dat twee vijandelijke bataljons hem opwachten, het Syrische 424e Infanteriebataljon en een versterkend tankbataljon met T-62's. De Syriërs lieten zijn eerste compagnie het stadje uitrijden en overvielen toen de middelste compagnie, drie Centurions vernietigend. De compagnie trok zich terug. Een tweede bataljon werd Jezzine ingestuurd maar een compagnie daarvan nam een foute afslag waarbij men een heuvelrug ten westen van de stad opreed en haar tanks afgetekend raakten tegen de lucht. Syrische tanks op een heuvel verder schakelden er vijf van uit en de compagnie moest naar de stadsrand vluchten. Een compagnie Merkavatanks rukte verder op naar het dorp Houna. De compagniescommandant Tzur Maor vernietigde in snelle opeenvolging zes T-62's waarvan de penetratoren braken op zijn schuine pantser. Kort daarop sneuvelde hij echter toen zijn tank in de zijkant getroffen werd. Dit is een van de weinige gevallen waarin officieel toegegeven is dat een Merkava uitgeschakeld werd; dat er iemand in een Merkava sneuvelde werd pas in de jaren negentig erkend. In eerste instantie gaf men voor dit type slechts zes gewonden toe voor de hele duur van het conflict. Na zware verdere gevechten ontruimden de Syriërs rond het vallen van de nacht Jezzine.
Was voor de tankbrigade het verloop van de strijd tot dan toe al niet geheel bevredigend, er zou zich een nog veel genanter incident voordoen. Cohen zond twee tankbataljons Jezzine uit richting Masgharah, ieder op een aparte route. De bataljons waren gevormd uit kadetten van respectievelijk de opleiding voor pantserofficieren en de opleiding voor tankcommandanten. Het kruispunt van Ein Katrina naderend zagen de nerveuze colonnes elkaar voor Syriërs aan en vochten twee uur lang onderling een gevecht uit waarbij twaalf doden en verschillende gewonden vielen en vijf tanks getroffen werden. Pas toen luchtverkenning geen Syriërs kon vinden, werd het misverstand opgehelderd.
In de oostelijke sector naderden de Israëlische eenheden steeds dichter de Syrische posities. Koach Vardi bezette Masgharah en Koach Peled trok over de oostelijke helling van de Jbaal Barouk, ten westen van het meer van Qaraoun. De voorste eenheden hiervan legden hinderlagen voor Syrische voertuigen op de weg Beiroet-Damascus. De 252e Ugda rukte ten westen van de Hermon verder naar het noorden op. De Syrische troepen raakten zo van twee kanten omsloten. Ze trokken zich echter niet terug. Delen van de 3e Pantserdivisie werden naar voren gebracht en de raketgordel werd versterkt door zes extra SAM-6-lanceerinstallaties.

### 9 juni
Het vastlopen van de aanval bij Ein Zhalte betekende het mislukken van de "Hannibalmanoeuvre". Sharon, die sinds 1966 steeds aan het Zuidelijk Commando verbonden was geweest, had nooit tegen de Syriërs gevochten en geen hoge dunk van hun gevechtskracht. Hij had aangenomen dat hun verdediging het onmiddellijk zou begeven en dat de ontwikkelingen hun eigen loop zouden nemen. De oostelijke sector zou slechts de achtervolging hoeven in te zetten van een vluchtende vijand, resulterend in een snelle verdrijving van Syrië uit heel Libanon.
Nu Syrië onverwacht sterke weerstand bood, leek dat resultaat maar op één manier te bereiken: een frontale aanval de Bekaavallei in. In de ochtend van 9 juni gaf Sharon daartoe opdracht aan het Noordelijk Commando. Dat stuitte echter op verzet. Majoor-Generaal Yekutiel Adam, die door Begin aangewezen was om aangesteld te worden als het hoofd van de Mossad, verhief zich uit zijn stoel en vroeg Sharon op de man af of dit bevel niet in strijd was met het kabinetsbesluit. Sharon overblufte hem echter en bevestigde het plan.

#### Luchtoorlog:Mivtza ʻArtzav Tsha-Esreh

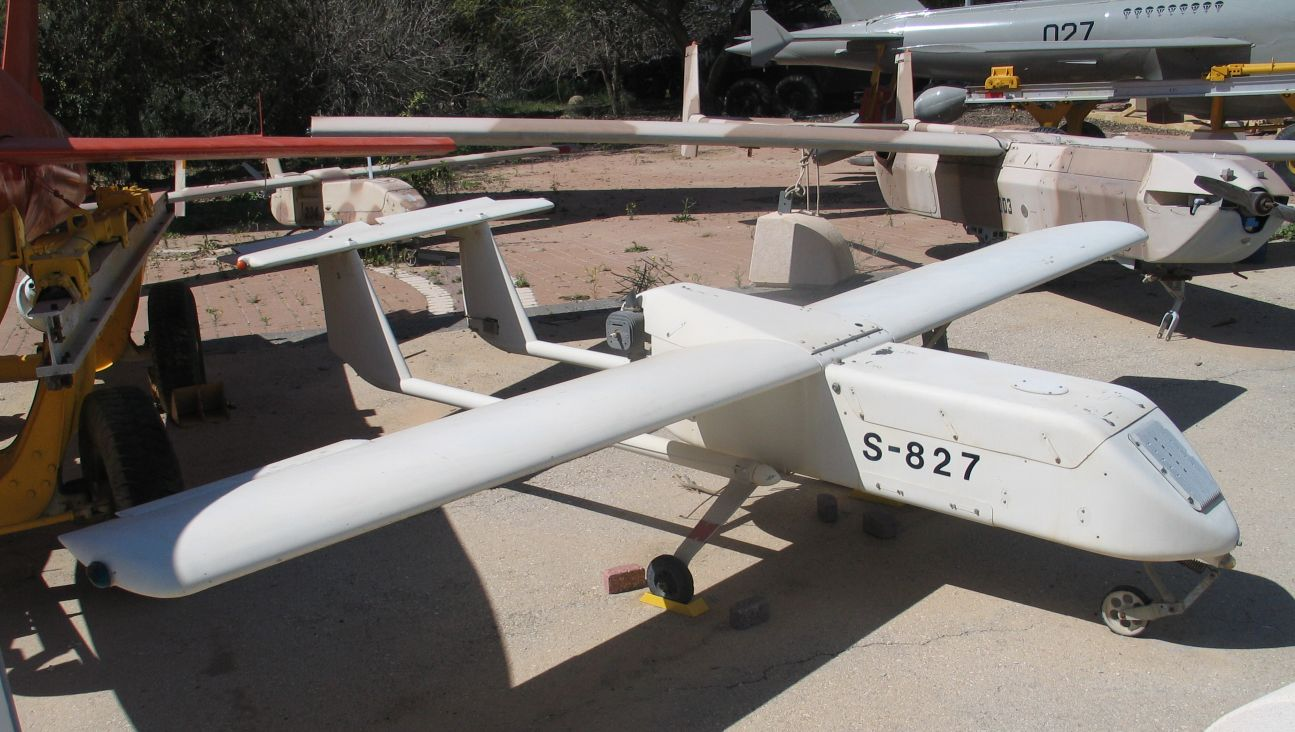
De Mastiff

Voor een succesvol offensief zou het zeer wenselijk zijn dat de Syrische raketgordel werd uitgeschakeld. Hiertoe voerde men Mivtza ʻArtzav Tsha-Esreh uit, "Operatie Mol-Krekel 19". De Jom Kippoeroorlog was voor de Israëlische luchtmacht een zeer traumatische ervaring geweest. De tijd had ontbroken plannen uit te voeren om de Egyptische en Syrische raketgordels preventief uit te schakelen. Veel vliegtuigen werden hierdoor slachtoffer van luchtafweerraketten en men zag zich gedwongen juist in de kritieke beginfase van de oorlog de luchtsteun aan de grondtroepen tot het uiterste minimum te beperken. Na de oorlog begon men nauw samen te werken met de NAVO teneinde methoden te ontwikkelen om de gevaarlijke SAM-6 te neutraliseren.

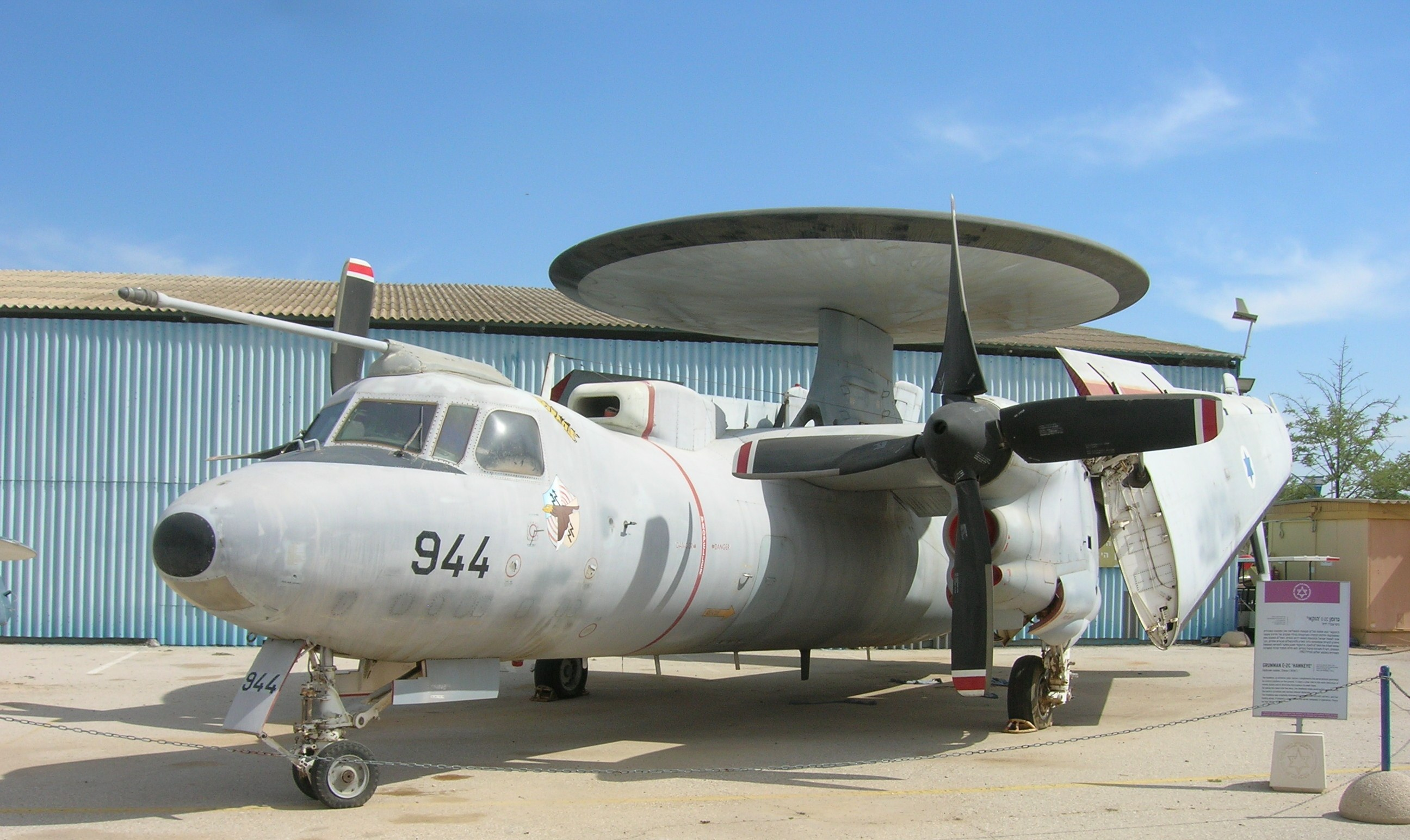
Een Israëlische Hawkeye

Toen in 1981 SAM-batterijen in de Bekaa werden geplaatst, begon men operatie "Mol 3" voor te bereiden. De "3" verwees naar het toenmalige aantal batterijen. Aan de naam werd later "Krekel" toegevoegd omdat dit de codeaanduiding was voor een volle luchtoorlog met Syrië. Het cijfer steeg mee met het aantal geïdentificeerde batterijen.
In de morgen van 9 juni sprak Sharon ook het Israëlische kabinet toe. Hij beargumenteerde dat het onvermijdelijk was luchtaanvallen op de Bekaa uit te voeren. Begin ondersteunde dit voorstel zoals van tevoren afgesproken. Andere ministers vreesden echter hiermee het conflict te escaleren. Sharon stelde dat het hun plicht zou zijn het aantal gesneuvelde eigen soldaten te beperken, verwijzend naar de crisis bij Ein Zhalta. Toen minister van binnenlandse zaken Yosef Burg zich gevoelig toonde voor dit argument, ging het hele kabinet om. De aanval werd goedgekeurd om 10:00 maar ging om 14:00 van start. Rond 16:30 waren zeventien van de negentien batterijen vernietigd.

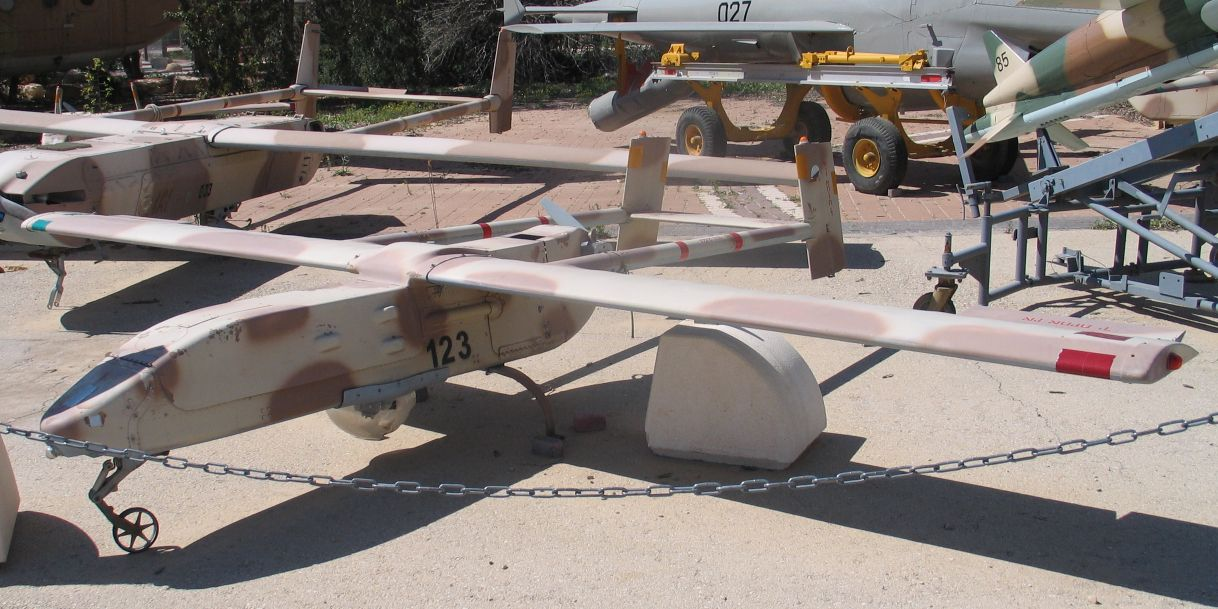
Een IAI Scout

De aanval werd centraal aangestuurd door de vier Boeing 707's die als Electronic Counter-Measures-vliegtuig waren ingericht. Zulke systemen waren bij de NAVO populair geworden toen moderne computersystemen het mogelijk maakten grote hoeveelheden informatie real time te verwerken, zodat een flexibele controle van gevechtsvliegtuigen mogelijk werd; op de meer rigide centrale controle door grondbases bij het Warschaupact had men altijd neergekeken. De informatie werd voor een groot deel geleverd door vier AWACSvliegtuigen, E-2 Hawkeyes die in 1981 door de VS waren geleverd. Daarvan vlogen er steeds twee voor de kust van Libanon.

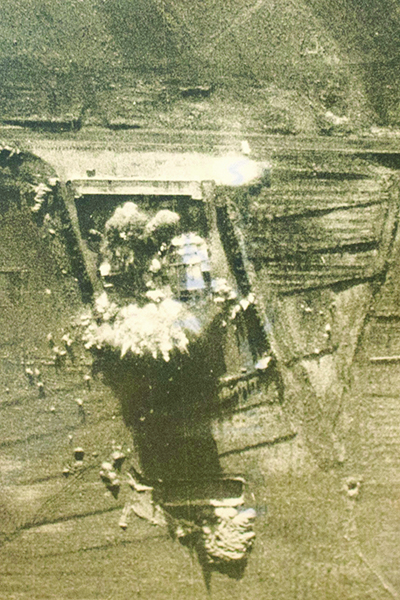
Luchtaanval op een Syrische basis

Gezien de complexiteit van de operatie was er een strikte taakverdeling. De Kfirs en Skyhawks voerden grondsteun uit bij de gevechten aan de kustweg. Zesennegentig dure F-15's en F-16's bleven boven de drie kilometer om hoge luchtdekking te geven. Tweeënnegentig Phantoms zouden de bombardementen op de raketbatterijen uitvoeren. In 1973 probeerde men dergelijke missies uit te voeren door de vijandelijke radar te storen maar nu zou men daar juist gebruik van maken. Kleine Tadiran Mastiff RPV's vlogen over de Bekaa en simuleerden met hun gevanceerde elektronica het radarprofiel van Phantoms. De raketinstallaties straalden de Mastiffs aan en de Phantoms vuurden hierop AGM-45 Shrike en AGM-78 Standard ARM antiradarraketten af die de radarstralen naar hun oorsprong volgden zodat de batterijen vernietigd konden worden. Die werden verder bestookt met lasergeleide bommen en televisiegeleide raketten. Zevenenvijftig SAM-6's werden afgevuurd maar geen ervan trof doel. Intussen werden de lanceerinstallaties continu geobserveerd door grotere IAI Scout RPV's. Vermoedelijk werden ook installaties getroffen direct over de grens in Syrië. De Israëlische langeafstandsartillerie nam de raketten eveneens onder vuur.

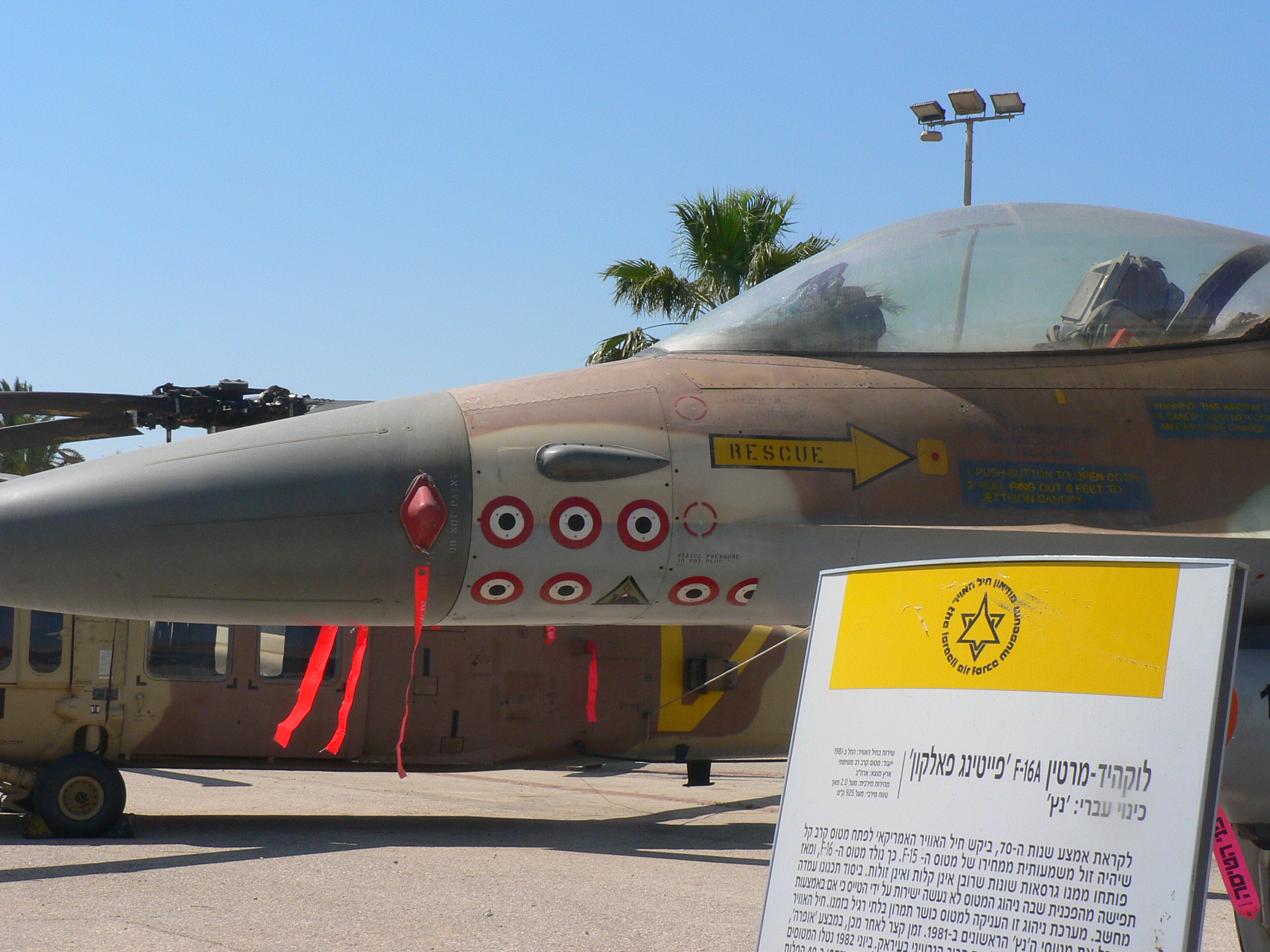
Een F-16 met zeven Syrische kills

Toen het hun duidelijk werd dat de aanval aanstaande was, lieten de Syriërs al hun toestellen landen zodat ze niet door eigen raketten neergehaald zouden worden, wat in het verleden een structureel probleem was gebleken. Zodra echter de raketgordel uitviel, wierp men de straaljagers massaal in de strijd om de grondtroepen luchtdekking te geven. Het was nodig op grotere hoogte een aanwezigheid te handhaven zodat de Israëlische F-4's niet straffeloos op lage hoogte konden bombarderen en de F 16's niet voor ondersteuningsmissies vrij zouden komen. Grote verliezen nam men op de koop toe. Het leidde tot de meest intensieve gevechten tussen straaljagers sinds de Koreaanse Oorlog. Anders dan soms voorgesteld hadden die meestal niet het karakter van dog fights. De Syriërs hadden ook hun radarinstallaties verloren, om te beginnen die op de Jebl Baroech, en hun toestellen bezaten gevechtsradars met een korter bereik. Tientallen Syrische straaljagers werden, rondjes draaiend boven de Bekaa, een voor een neergeschoten door F-15's en F-16's die ze niet eens konden waarnemen. Bij deze eerste confrontatie beliepen de verliezen negenentwintig; op het eind van de dag waren ze opgelopen tot eenenveertig, voor een belangrijk deel MiG 21's. De IAF verloor geen enkel vliegtuig.
De spectaculaire Israëlische overwinning deed in Washington en Moskou alle alarmbellen afgaan. De Amerikanen waren wel blij dat hun vliegtuigen zo superieur waren gebleken aan de Sovjettypen maar juist dat gegeven vormde een bedreiging voor het machtsevenwicht tussen de grote mogendheden. De Sovjet-Unie zou nooit accepteren dat een van haar satellietstaten een totale nederlaag zou worden toegebracht. Het was nu duidelijk dat Sharon niet van plan was geweest zich aan de veertigkilometergrens te houden. Voorkomen moest worden dat hij naar Damascus zou oprukken. Onmiddellijk werden diplomatieke stappen gezet om via de Verenigde Naties een wapenstilstand op te leggen.

#### Landoorlog

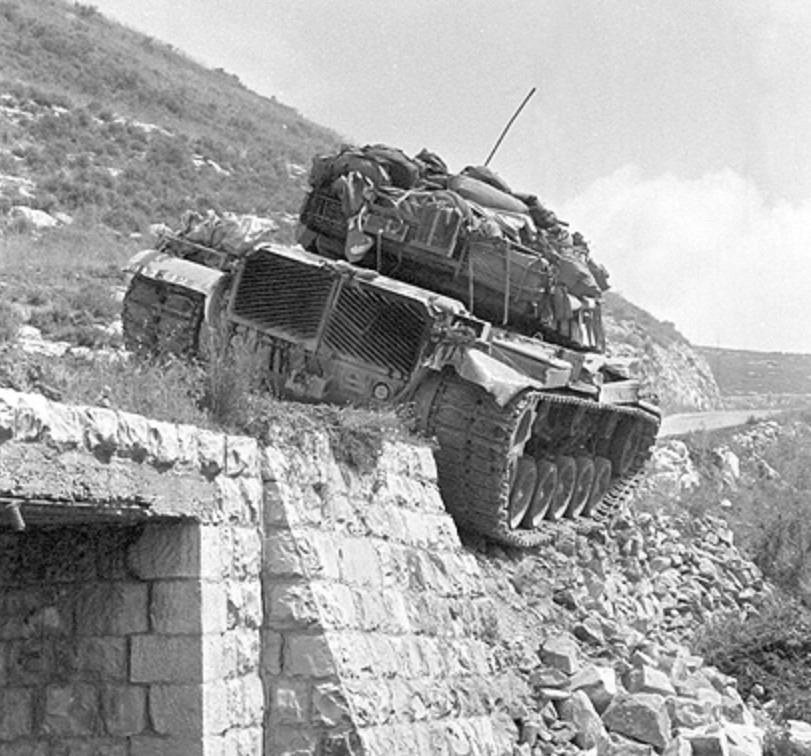
De smalle bergwegen waren niet erg geschikt voor tanks

In de middag van 9 juni lukte het eindelijk de weg door Sidon vrij te maken. In het kamp Ein Hilwe, ofwel Ayn al-Hulwah, hielden enkele honderden Palestijnse strijders het nog uit tot 13 juni, doorvechtend tot ze allen gesneuveld waren. Kalahani spoedde zich met zijn hoofdmacht nu naar Damour, daarbij gehinderd door enfilerend vuur van antitankraketten. Die stad was echter al na zware bombardementen door artillerie en jachtbommenwerpers gevallen. Generaal Yekutiel Adam sneuvelde daarbij door artillerievuur. Toestemming werd verkregen de 35e Parachutistenbrigade het Shoufgebergte in te sturen, alhoewel dat een bolwerk was van de Druzen die men liever te vriend wilde houden, om zo Palestijnse hinderlagen van de bergen uit te overvallen. Ondanks deze succesvolle strategie bleef de opmars richting Beiroet steken voor Chalde, twaalf kilometer ten zuiden van de hoofdstad.
In het centrum probeerde men opnieuw uit Ein Zhalta te breken. De tankcolonne op de smalle weg werd overvallen door nog agressiever optredende Syrische commandotroepen. Toen twee tanks door Sagger-geleide antitankraketten vernietigd werden, brak er paniek uit onder de overige tankbemanningen. Achteruitrijdend vluchtte men Ein Zhalta weer in. Bevelen konden niet meer over de radio doorgegeven worden omdat de luide gebeden, de sjema, van de in doodsangst verkerende tankcommandanten, alles overstemden. Medisch personeel probeerde de gewonden te evacueren maar werd zelf slachtoffer van het Syrische vuur. Geheel tegen de Israëlische tradities in, werd het bevel gegeven de pogingen de gewonden te redden voorlopig te staken. Uiteindelijk sneuvelden elf man en zeventien raakten gewond. Het veldhospitaal van de divisie werd haastig naar voren gebracht. Het bleek onmogelijk het stadje te versterken doordat de Syriërs ook de zuidelijke route met vuur bestreken. Koach Peled poogde hierop de Syrische posities van het oosten uit in de rug aan te vallen. De Syriërs moesten hun grendelpositie opgeven nadat helikopters een Israëlisch luchtlandingsbataljon achter de bergrug afzetten.
In de oostelijke sector begon men in de late middag naar het noordoosten op te rukken. Die opmars was traag ten westen van de Hermon. Men omtrok het stuwmeer van Qaraoun van de westzijde uit. Verder rukte men op over de weg naar Joub Jannine, de locatie van het Syrische hoofdkwartier. Confrontaties met het Syrische leger bleven beperkt van omvang.

### 10 juni

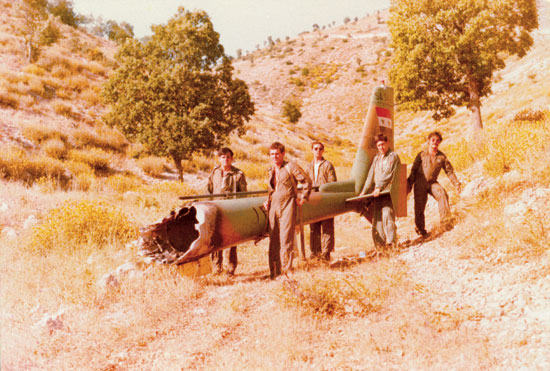
Bij een Gazelle werd de staart eraf geschoten

Nu het Syrische leger in het oosten aangevallen werd, voelde het zich vrij om ook in het westen de strijd aan te gaan. De 85e Pantserbrigade trok Beiroet uit en nam verdedigende posities in bij Kafr Sil, ten zuiden van de luchthaven. Men verloor elf T-62's in schermutselingen met de 211e Pantserbrigade. De Golanibrigade, versterkt door een tankbataljon, probeerde die stelling van het oosten uit te omtrekken. Nog oostelijker rukte de 35e Parachutistenbrigade op naar Souk al Gharb.
In het centrum rukte men op tot Ein Dara, vlak ten zuiden van de hoofdweg naar Beiroet. Cobra-antitankhelikopters vernietigden enkele Syrische tanks die een hinderlaag hadden gelegd.

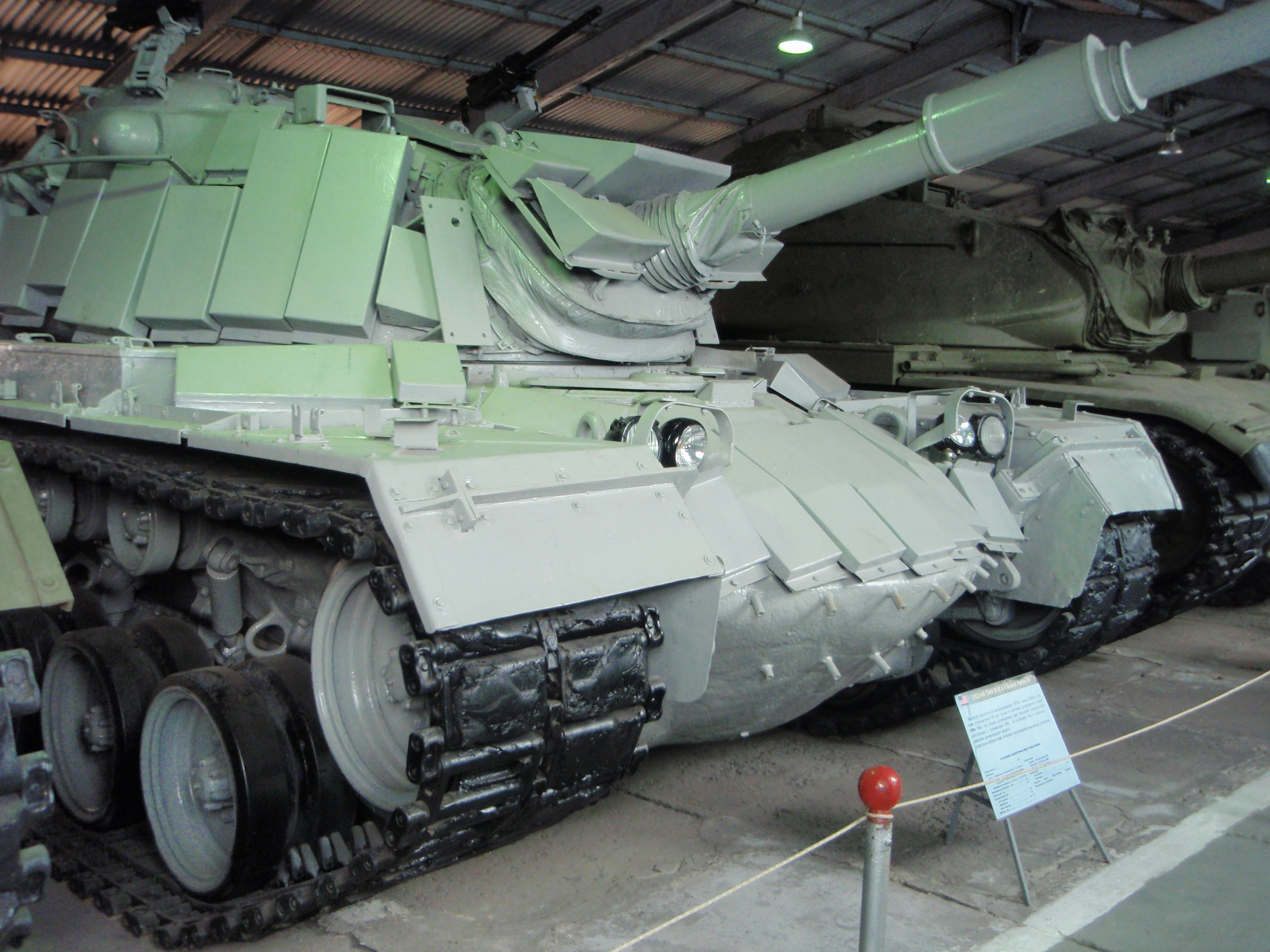
Een M-48 tank met Blazerpantser in Koebinka

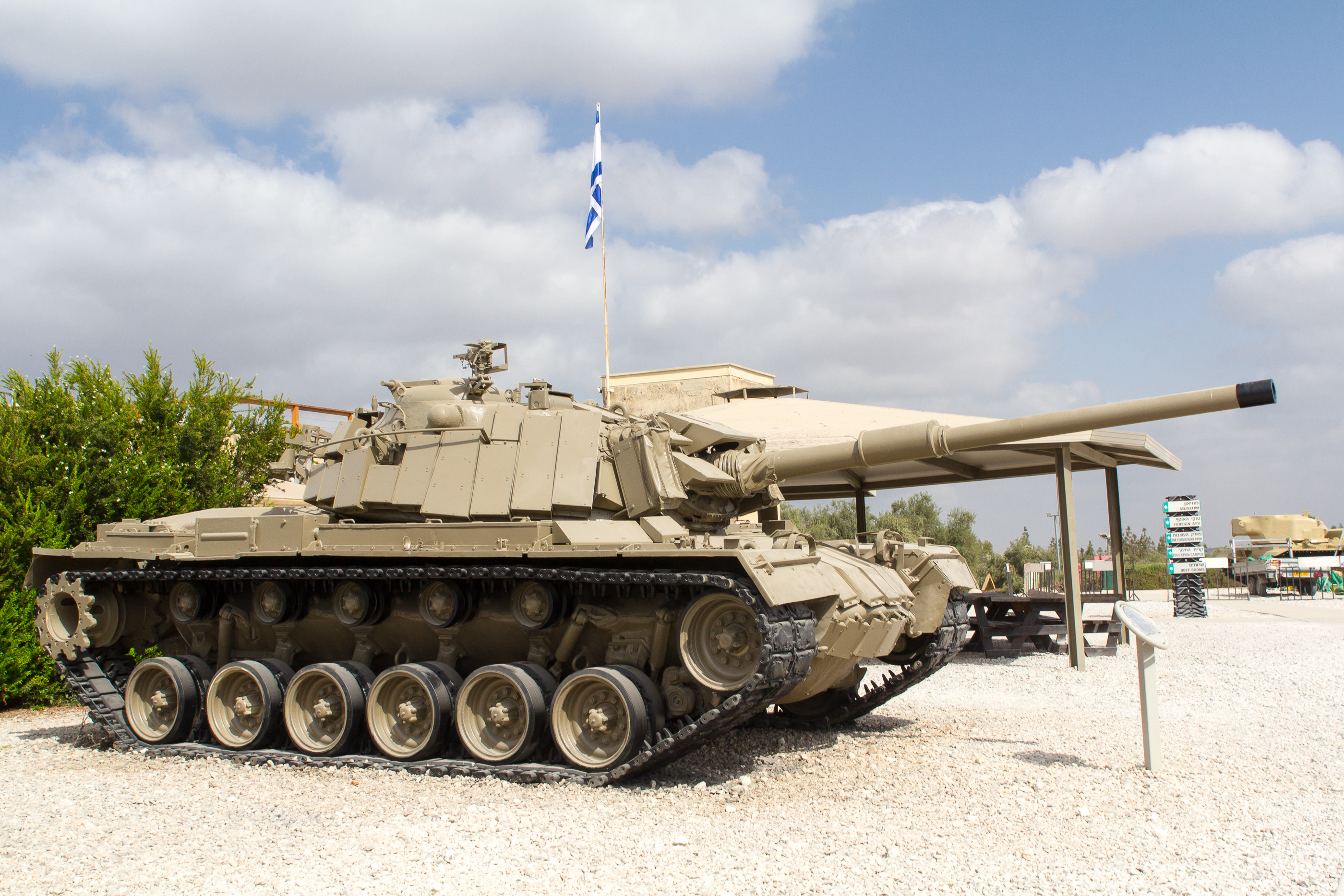
Het voertuig werd daarna tentoongesteld in Latroen

Luchtaanvallen vernietigden de twee overblijvende SAM-bases. Opnieuw volgden luchtgevechten waarin vijfentwintig Syrische toestellen en vier helikopters werden neergehaald. Het totaal aan Syrische verliezen tijdens het conflict beliep minstens tweeëntachtig straaljagers plus zes helikopters tegenover een handvol Israëlische vliegtuigen. Sommige bronnen schatten het totaal zo hoog als tweeënnegentig.
In het oosten werd het Syrische leger over een breed front teruggedrongen. Op de rechterflank bereikte men tegen de avond Rachaiya. Een verdere opmars in het duister naar Kafr Quq liep vast door opgeblazen bruggen, hinderlagen door Syrische commandotroepen en brandstofgebrek. Meer westelijk werd de zone rond het stuwmeer gezuiverd. Tegen het vallen van de avond nam men Joub Jannine. De opmars over de bochtige bergwegen werd vertraagd door mijnen, versperringen en hinderlagen door antitankteams. Steeds werd men onder vuur genomen door Gazellehelikopters. Het kwam tot gevechten met Cobras die Gazelles zouden hebben neergeschoten. Opstoppingen werden met napalm bestookt door op lage hoogte snel over de Syrische grens in het luchtruim binnendringende Soechoi-22s. Een reservebatalon reed te Sultan Yacoub onwetend de hoofdverdedigingslinie van de Syrische 58e Gemechaniseerde Brigade in. De hele avond en nacht werd het van alle kanten aangevallen. Een onzettingspoging mislukte en pas de volgende ochtend kon het bataljon rond negen uur vijf kilometer naar het zuiden uitbreken, gedekt door een spervuur van elf bataljons artillerie. Acht M-48 tanks werden door Syriërs, inclusief hun geheime Blazerpantser dat nog veel voertuigen effectief beschermd had, buitgemaakt en een daarvan werd daarna tentoongesteld in het tankmuseum van Koebinka bij Moskou. In 2016 werd het voertuig teruggegeven. Het Israëlische kabinet weigerde op 11 juni een speciale tegenaanval toe te staan om de voertuigen te heroveren.

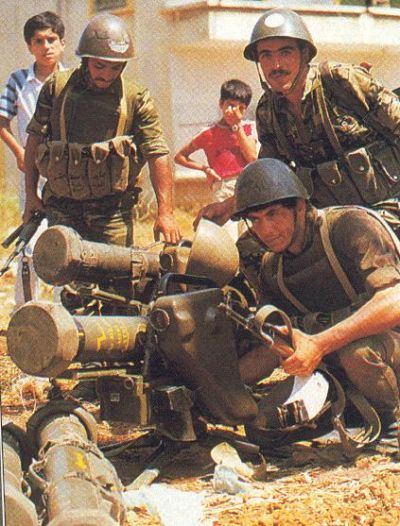
Syrische commando's met Milan antitankraketten

De verste opmars in het oosten vond op de linkerflank plaats. Over de oostelijke hellingen van de Jebl Baroech stootte een voorhoede door tot op vijf kilometer van de hoofdweg Beiroet-Damascus. In de avond kreeg deze van het Noordelijk Commando het bevel zich terug te trekken naar een minder kwetsbare positie. Het besef begon door te dringen dat het Syrische leger niet gebroken was of Libanon ontruimde maar met een constante stroom versterkingen een hecht front aan het opbouwen was. De weerstand werd steeds hardnekkiger terwijl de vermoeide Israëlische troepen verzwakt raakten door verliezen. De verkeersopstoppingen leidden tot een slechte bevoorrading en tekorten aan brandstof en munitie. De hele opmars in deze sector begon vast te lopen. Deze situatie werd grotendeels voor het thuisfront verborgen gehouden. Persberichten wekten de indruk dat de Syriërs moeiteloos opzij geschoven waren en de IDF slechts halt hield uit vrije keuze.

### 11 juni
Op 11 juni poogde de uiterste rechtervleugel de weg naar Damascus helemaal af te snijden voordat de wapenstilstand in werking trad. Daarbij werd men zeer gehinderd door continue aanvallen van Gazelles. Men bereikte nog Yanta, vijfentwintig kilometer van Damascus maar daar blokkeerde de Syrische 3e Pantserdivisie de doorgang. Van diezelfde divisie voerde de 82e Pantserbrigade westelijker een tegenstoot uit maar kwam in een vuurgevecht met Israëlische pantsertroepen. Volgens Israëlische bronnen werden daarbij naast dertien T-62's, negen T-72s uitgeschakeld. Daarbij zou ouderwetse 105mm-APDSHE-munitie in staat gebleken zijn het frontpantser van die tanks te doorslaan. In de Syrische pers daarentegen verschenen verhalen over tankbemanningen die na de strijd hun T-72's omhelsden, dankbaar dat die vrijwel onkwetsbaar waren gebleken. Een commissie uit de Sovjet-Unie die de zaak nog dat jaar onderzocht, kwam tot de conclusie dat er geen enkel bewijs was dat de Merkava en de T-72 elkaar op het slagveld hebben ontmoet. Het was twijfelachtig of er enig gevechtscontact was geweest met Israëlische tanks; de relatief licht gepantserde oudere types zouden angstvallig buiten het bereik van de 125mm-kanonnen zijn gebleven. Tijdens laatste luchtgevechten verloor Syrië nog eens achttien MiGs.
Om 12:00 ging de wapenstilstand in en de gevechten in de centrale en oostelijke sector doofden uit. Dat gold echter niet voor de westelijke sector waar de Israëlische troepen bleven proberen de PLO in het nauw te brengen. Aan de kust nam men Chalde en poogde Rafik Hariri International Airport, de luchthaven van Beiroet te bereiken. Aan de zuidrand daarvan had echter de hoofdmacht van de PLA zich ingegraven, versterkt door de Syrische 85e Brigade. Een poging van de Golanibrigade om deze positie van het oosten uit te omtrekken liep vast in de villawijk Docha, die zwaar gebombardeerd werd. Nog oostelijker drong men in de ochtend op naar de hoofdweg richting Damascus. Om 12:00 nodigde men de Syriërs uit om aan de wapenstilstand gehoor te geven door zich terug te trekken en de IDF de vrije hand te laten bij de aanval op Beiroet maar deze wezen dit af.

### Beleg van Beiroet

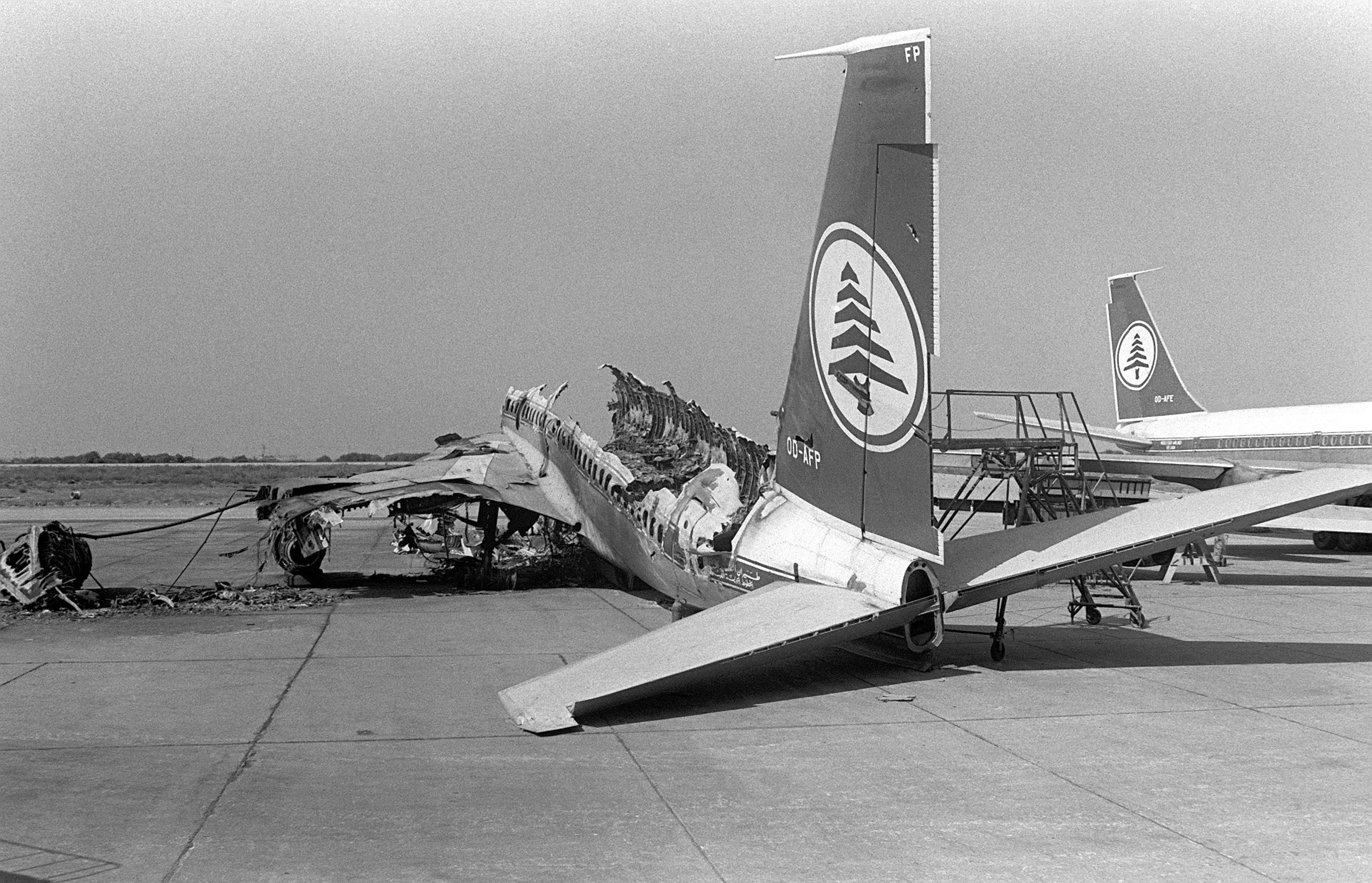
Een Libanees verkeersvliegtuig werd op 12 juni getroffen

Tussen 12 en 14 juni dreven de Israëliërs de Palestijnen en Syriërs uit alle gebieden ten zuiden en oosten van de luchthaven. Ze maakten bij Baabda contact met falangisten in Oost-Beiroet. Het Syrische leger zond een strijdgroep om over de hoofdweg naar West-Beiroet door te breken. De IAF en antitankhelikopters vielen deze kolonne aan en vernietigden 130 pantservoertuigen. In talrijke schermutselingen brachten de Israëliërs de hele hoofdweg ten westen van Sofar onder controle, deze op verschillende punten overschrijdend. Cobra's zouden hierbij T-72's met TOW-raketten vernietigd hebben. Er werd over een grote lengte aansluiting gevonden met het christelijke gebied. Op 25 juni werd een volledige wapenstilstand opgelegd tussen Israël en Syrië. Op dat moment hadden de Syriërs volgens de IDF in totaal 334 tanks verloren.
Hoewel schade toebrengen aan de PLO het officiële doel was geweest van de operatie, wist het Israëlische leger niet goed hoe te handelen nu men de PLA ingesloten had. Officieel was daar immers geen beleid voor vastgesteld omdat men had gepretendeerd niet verder dan veertig kilometer te willen oprukken. De gevechten met het Syrische leger eisten in het midden van juni nog alle aandacht op. Men wist dat het moreel bij de PLO laag was en dat haar strijders al contacten aan het leggen waren om een uitwijkplaats te vinden. Daarbij had men goede hoop dat de falangisten West-Beiroet zouden zuiveren. Dat zou het Israëlische leger langdurige, moeizame en bloedige stadsgevechten kunnen besparen.
Eind juni was het zelfvertrouwen bij de PLO weer wat teruggekeerd. Succesvolle weerstand zou een betere onderhandelingspositie kunnen opleveren. Daarbij had zulke strijd in het verleden de populariteit in de Arabische wereld sterk vergroot. Men besloot Beiroet niet zomaar op te geven. Dat deed in de wereldopinie weer zorg ontstaan om het lot van de half miljoen burgers die in West-Beiroet klem zaten. De Amerikanen oefenden grote diplomatieke druk uit om af te zien van een grootschalige verovering. Ze trokken vier vliegkampschepen samen in de oostelijke middellandse zee: de USS Forrestal, USS Independence, USS Kennedy en USS Eisenhower. De falangisten waren, ondanks toezeggingen van uitgebreide luchtsteun en vuursteun, niet bereid voor Israël de kastanjes uit het vuur te halen, mede omdat dit de verhoudingen met moslimbevolking voorgoed bedorven zou hebben. Dat alles leidde tot een patstelling, een situatie van beleg. Tijdens onderhandelingen stemde de PLO erin toe West-Beiroet te ontruimen mits de IDF zich uit de omgeving van Beiroet zou terugtrekken. Die voorwaarde was onaanvaardbaar voor Israël.

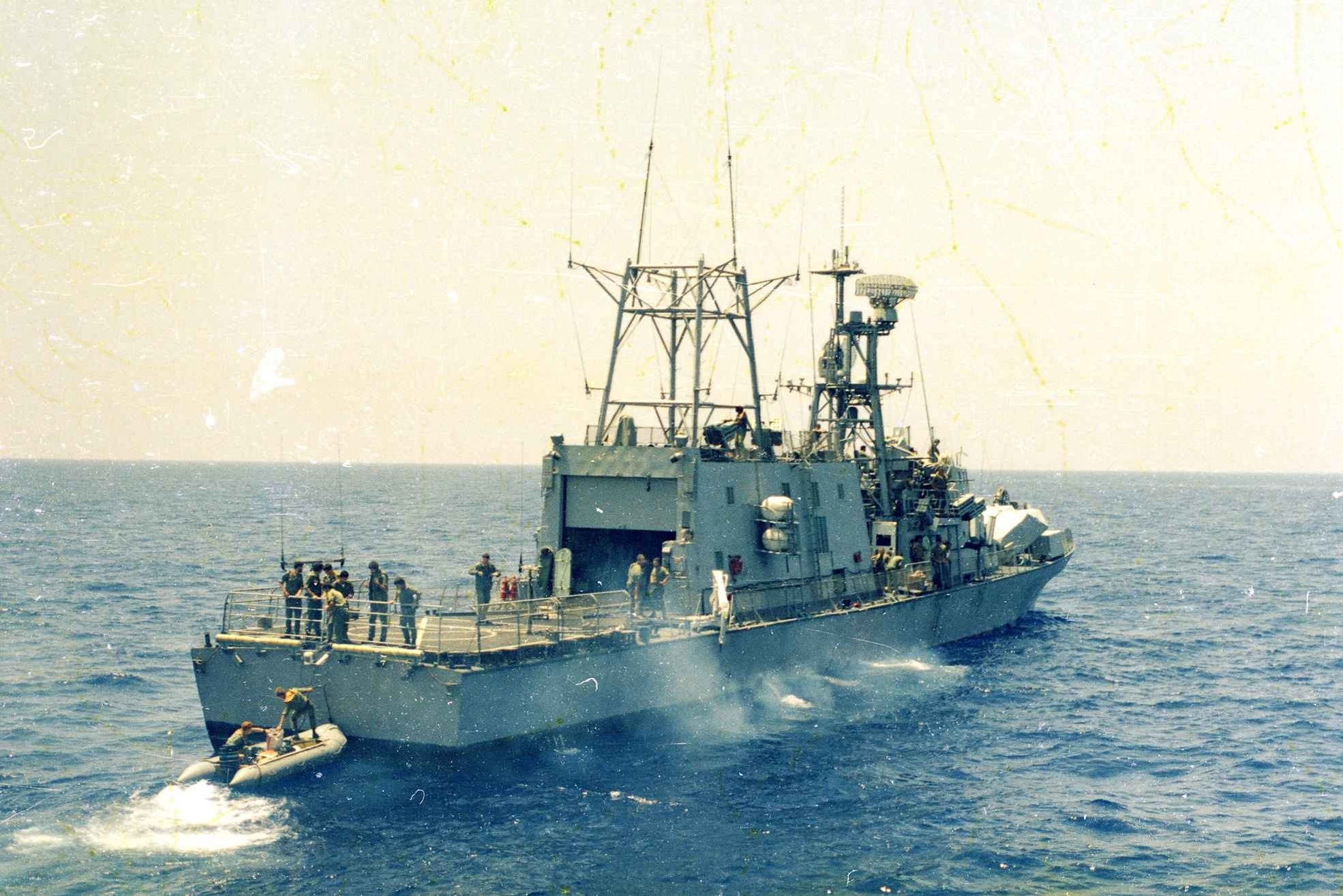
Raketboten sloten Beiroet af van de zeezijde

Israël begon rond 1 juli psychologische en fysieke druk uit te oefenen op het omsingelde gebied. Met uitgestrooide pamfletten, radio-uitzendingen en luidsprekers probeerde men de burgerbevolking ertoe te bewegen het stadsdeel te verlaten via twee aangewezen ontsnappingsroutes. Daarin werd met een moorddadige bestorming gedreigd. Ongeveer honderdduizend burgers verlieten inderdaad het gebied. Bekende steunpunten van het PLA werden met tankvuur en precisiebombardementen bestookt. Daarbij werd vooral het zuiden van West-Beiroet getroffen, waar de Palestijnse vluchtelingenkampen lagen. Op 3 juli trok de IDF Oost-Beiroet binnen en bezette de doorgangen aan de Groene Lijn. Zo konden geen PLO-strijders uit het gebied ontsnappen. Zo'n tweehonderd tanks werden aan de lijn geposteerd en konden tot twee kilometer diep erg accuraat vuur uitbrengen West-Beiroet in. Op 4 juli werd West-Beiroet tijdelijk afgesloten van het waternet en het elektriciteitsnet. Men begon het gebied uit te hongeren door geen voedseltransporten meer toe te staan. De Israëlische marine blokkeerde de kust. Raketboten, die in 1982 het merendeel van de schepen waren gaan uitmaken, bombardeerden doelen met hun 76mm-snelvuurkanonnen en vuurden Gabriel-antischeepsraketten af op precisiedoelen. Op 9 juli begon de PLA te reageren met 130mm-kanonnen en Katjoesja-raketartillerie. Dat leidde tot een artillerieduel waarin ook het IDF zevenentwintig vroeger buitgemaakte Katjoesjalanceerinrichtingen inzette. Een mislukte poging de luchthaven binnen te vallen, kostte twee tanks. Om 12 juli ging na bemiddeling door de Amerikanen een wapenstilstand in. Op dat moment waren zo'n vijfhonderd gebouwen verwoest.
Reagan zegde op 6 juli toe Amerikaanse troepen ter beschikking te stellen voor een vredesmacht. Sharon en Begin besloten op 14 juli een vredesregeling niet af te wachten en West-Beiroet te bestormen. Toen ze dat op 16 juli aan het kabinet voorstelden, stuitte dit echter op grote weerstand. De coalitiepartners dreigden de regering te laten vallen en ze zagen zich gedwongen van het plan af te zien.

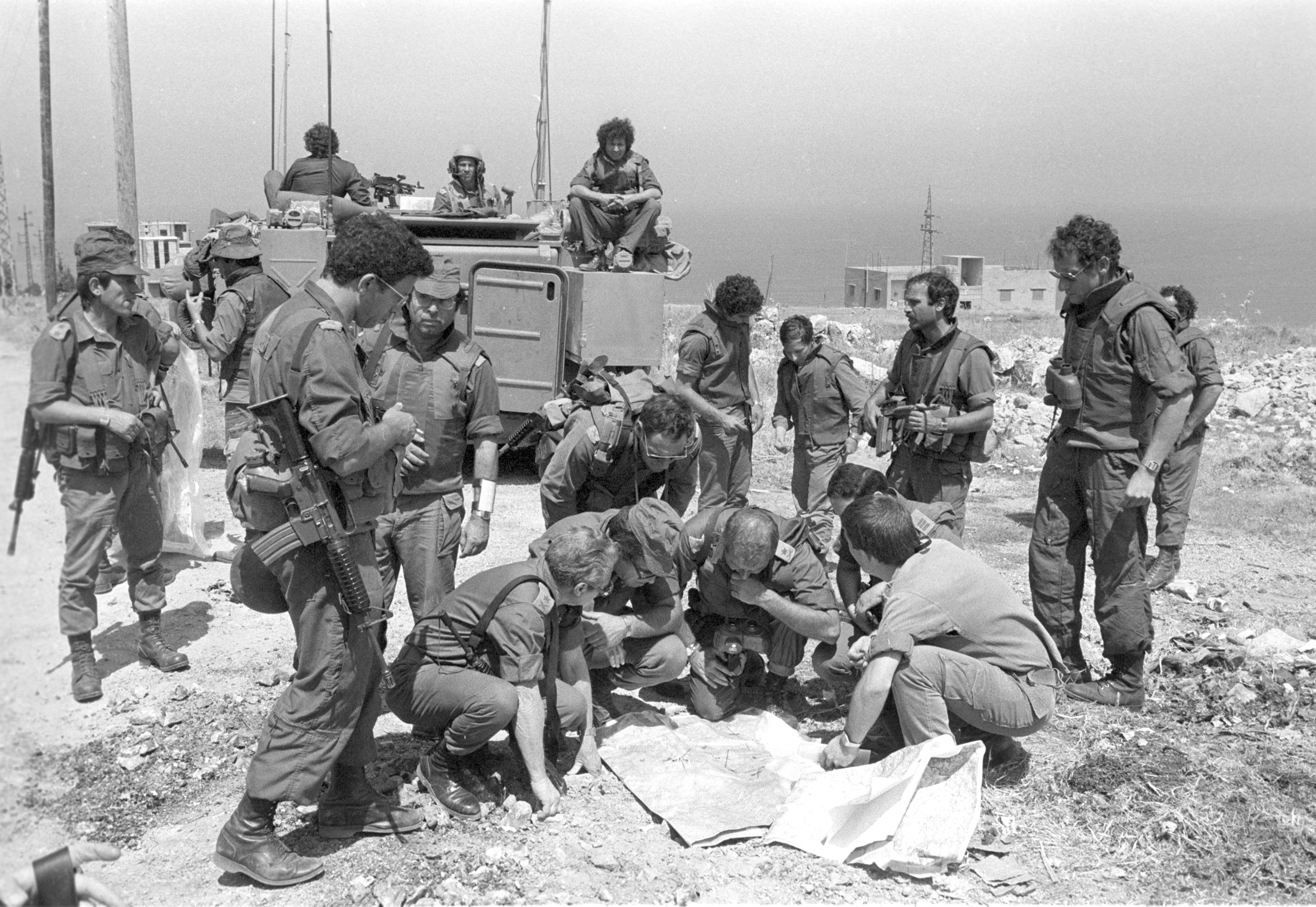
Het Noordelijk Commando bezocht vaak het front voor Beiroet

Op 21 juli begon de PLO guerrilla-aanvallen te plegen achter de frontlijn, bij Tyrus en in de Bekaa; het lukte ook noordelijk Galilea met Katjoesjas te bestoken wat nogal een blamage was voor de IDF omdat het hele officiële doel van de oorlog nu net was om dit te voorkomen. Israël sloeg hard terug volgens het staand beleid van de "onevenredige vergelding" en bombardeerde tot 30 juli Beiroet en Palestijnse stellingen en kampen in noordelijk Libanon. Op 23 juli vernietigde men ook drie Syrische SAM-8-voertuigen in de Bekaa. De bombardementen op Beiroet werden steeds intenser. Rookwolken verduisterden de stad zodat vliegtuigen fakkels moesten afwerpen voor de doelwaarneming. Van 27 juli af werden ook niet-Palestijnse doelen aangevallen met grote aantallen burgerdoden tot gevolg. Hele huizenblokken brandden uit. De Mossad vergrootte de chaos door falangistische agenten bomaanslagen te laten plegen, met tientallen slachtoffers. Zulke agenten plaatsten ook radiobakens in gebouwen waar de PLO-leiding gehuisvest was, maar hun vernietiging door de IAF doodde geen enkele belangrijke leider. Op 31 juli ging weer een wapenstilstand in.

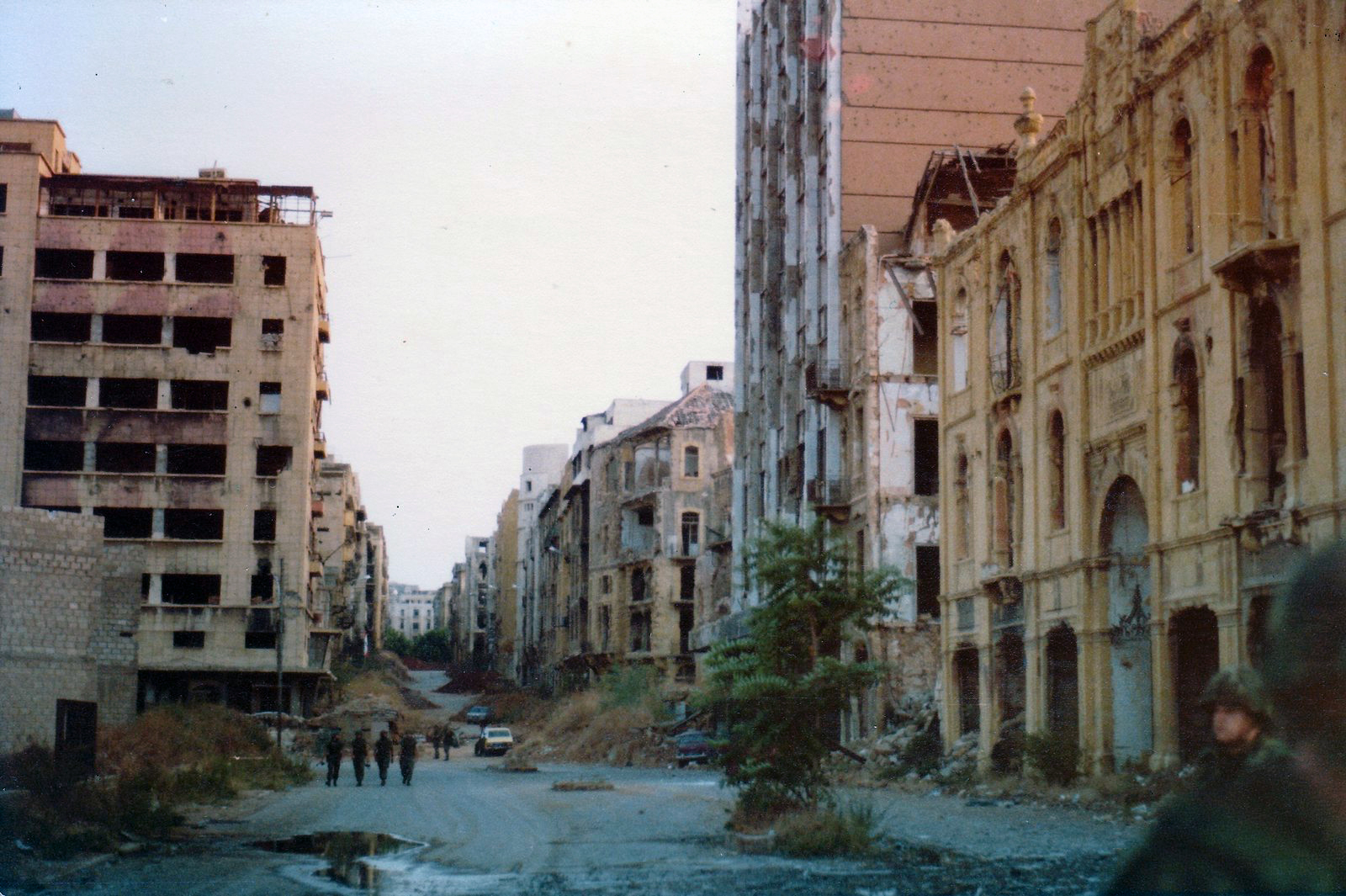
De Groene Lijn

Reeds om 03:00 1 augustus werd die verbroken toen de IDF de stad veertien uur lang met vliegtuigen, schepen en artillerie bestookte. Dit dekte een grondaanval waarin van het zuiden uit de luchthaven door de Golanibrigade veroverd werd, wat het omsingelde gebied bijna halveerde. De volgende dag drong men in de wijk Ouzai ten noorden van de luchthaven door en omsingelde het Boerj-al-Barajnah vluchtelingenkamp bijna geheel, alleen de noordzijde openhoudend. Op 4 augustus voerde de IDF de zwaarste bombardementen van de hele oorlog uit. Voor de eerste keer werden fosforgranaten ingezet die branden veroorzaakten en gedurende het hele conflict bij 2094 slachtoffers vreselijke wonden toebrachten. Tegelijkertijd drongen tanks van de oostelijke doorgangen uit een halve kilometer West-Beiroet binnen. Een aanval naar het hoofdkwartier van de PLO bij Fachani liep vast. Van het zuiden uit rukte men op naar Bir Hanan. Deze dag waren de verliezen voor de IDF het hoogst met negentien doden en vierenzestig gewonden. De volgende dagen nam de intensiteit van de gevechten af, zowel wegens de verliezen als vanwege druk van de Amerikanen.
Op 9 augustus was er een doorbraak in de onderhandelingen. Een regeling leek aanstaande en PLA-strijders begonnen hun familie op te zoeken en bagage te pakken. Habib legde op 10 augustus een uitgewerkt voorstel ter ondertekening voor. Sharon beval daarop echter een onmiddellijke hernieuwing van de bombardementen. Deze werden op 11 augustus voortgezet en dezelfde dag rukte een pantserbrigade tot vijftien kilometer van Tripoli op. Het was de meeste noordelijke opmars die het Israëlische leger ooit zou uitvoeren en bedreigde PLO-posities in het noorden van Libanon. Op 12 augustus, "Zwarte Donderdag", werden van 06:00 tot 17:30 massale luchtaanvallen uitgevoerd op West-Beiroet met veel schade en zo'n driehonderd burgerslachtoffers tot gevolg. Dit riep over de hele wereld sterk negatieve reacties op. Reagan tekende formeel protest aan. Het Israëlische kabinet begon te begrijpen dat Sharon ten koste van alles de PLA wilde vernietigen en ontnam hem de volmacht om zelfstandig operationele bevelen aan de IDF te geven. Dezelfde avond beval Begin opnieuw een wapenstilstand overeen te komen. De Libanese regering eiste nu van Arafat tot een vergelijk te komen. Op 18 augustus kwamen alle partijen overeen dat een internationale troepenmacht met medewerking van onder andere de VS, Italië en Frankrijk de evacuatie van de stad zou begeleiden. Op 21 augustus landden de eerste 350 Franse parachutisten.

## De evacuatie van de PLO

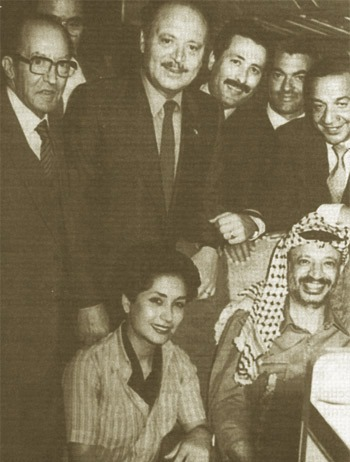
Arafat wordt ontvangen door het Tunesische kabinet

Op 22 augustus begon de PLO de stad te evacueren; de eerste 379 man scheepten zich die dag in en binnen 24 uur waren er 1066 vertrokken. Uiteindelijk verlieten 14 398 PLO-leden de stad alsmede zo'n 5200 Syrische militairen. Ongeveer 8500 Palestijnen werden verscheept naar Tunesië; duizenden anderen gingen naar Jemen, Syrië en Jordanië. Arafat ging op 30 augustus via Griekenland naar Tunis. Hij poogde daarop in Tripoli een nieuwe machtsbasis op te zetten, maar werd daaruit in juni 1983 verdreven door zijn rivaal Aboe Moessa en moest in december opnieuw door de Fransen geëvacueerd worden. De PLA had in alle gevechten ongeveer duizend strijders verloren en zevenduizend waren krijgsgevangen gemaakt. De IDF had in Beiroet achtentachtig gesneuvelden en ongeveer zevenhonderdvijftig gewonden, ongeveer een kwart van de verliezen tijdens de hele oorlog die minstens 344 gesneuvelden omvatten. Het aantal burgerdoden is omstreden maar liep in Beiroet vermoedelijk rond de vijfduizend. De VN meldde voor Libanon als geheel dat de oorlog 6775 burgerdoden eiste tot 15 augustus 1982. De Libanezen zelf kwamen op een aantal van 17 825. De Syriërs telden zo'n twaalfhonderd doden, drieduizend gewonden en 296 krijgsgevangenen. De PLA verloor 243 voertuigen maar slechts een beperkt aantal zwaardere wapens bleek in het gebied aanwezig. Op 31 augustus schoot de IAF een Syrische MiG-25 neer die een verkenningsmissie uitvoerde.

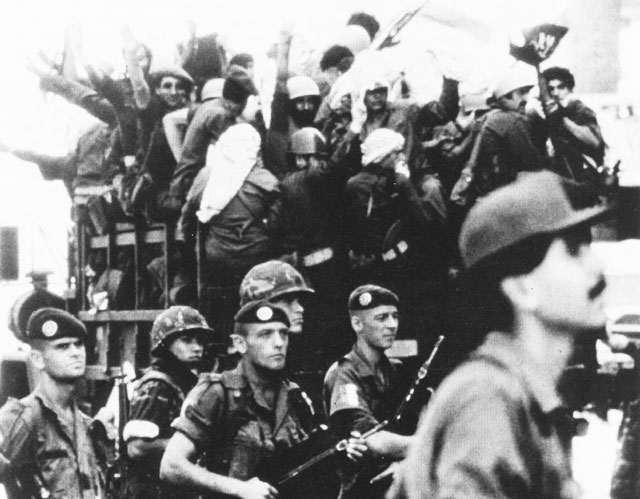
Franse parachutisten begeleiden PLA-strijders

De internationale vredesmacht van het 2e régiment étranger de parachutistes werd uitgebreid tot 2130 man, waaronder op 25 augustus met achthonderd Amerikaanse mariniers van het 2nd Battalion 8th Marines en de 22d Marine Amphibious Unit; en op 26 augustus met het Italiaanse 2º Reggimento Bersaglieri. De MFL, de Multinational Force in Lebanon, had in eerste instantie een mandaat van dertig dagen en was slechts bedoeld om een ongestoorde evacuatie te waarborgen, niet om de blijvende veiligheid van de burgerbevolking zeker te stellen. Tussen 9 en 11 september ontruimde men de stad weer. Dit zou al snel ernstige consequenties hebben.

## Bloedbad in Sabra en Shatila
Al in juni begon de IDF jacht te maken op PLA-strijders in zijn machtsgebied. Een militaire gouverneur werd aangesteld om het zuiden van Libanon te besturen. Zo'n vijfduizend à zesduizend man werden opgepakt en opgesloten in een kamp te Ansar. Israël voelde zich in eerste instantie niet verplicht om de Palestijnse vluchtelingenkampen, waar een honderdduizend burgers verbleven, humanitaire hulp te bieden. Men blies alleen de gebouwen op in het kader van de "vernietiging van terroristische infrastructuur". In de herfst zou men echter tenten beschikbaar stellen voor een betere huisvesting. Voor het controleren van het gebied gebruikte men de falangisten. Dat leidde echter tot uitgebreide plunderingen, verkrachtingen en moordpartijen. Gevechten braken uit met plaatselijke milities. Uiteindelijk zag de IDF zich gedwongen Palestijnse milities op te richten en bewapenen om de kampen te bewaken. Het werd de falangisten verboden ten zuiden van de Awali te opereren en het Zuid-Libanese leger nam die zone over. Men probeerde ook met de Amal samen te werken maar de sjiieten toonden daarvoor weinig enthousiasme.

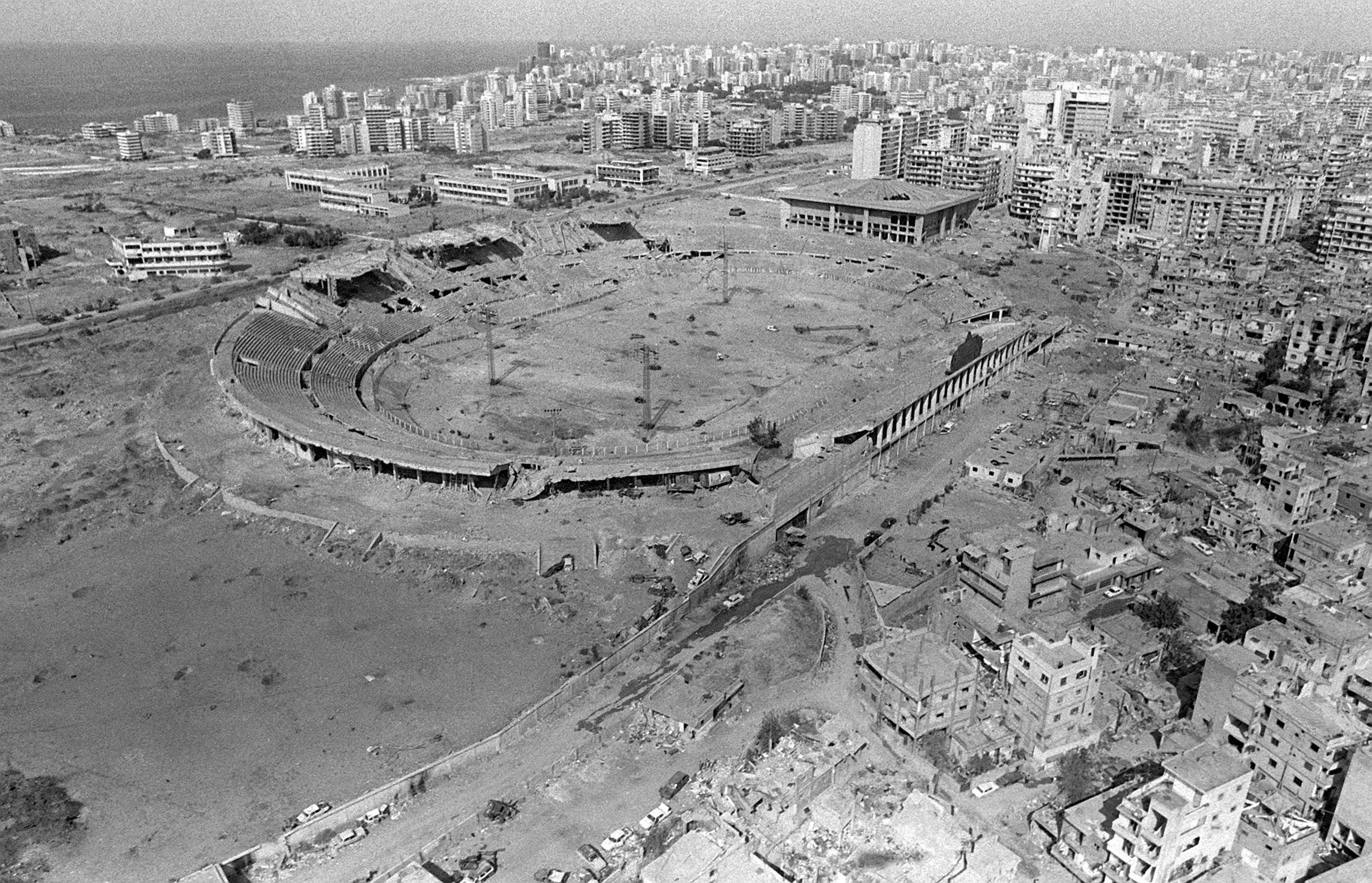
Het Camille Chamoun-stadion met direct ten oosten ervan de kampen van Sabra en Sjatila

Op 23 augustus werd Bashir Gemayel door het parlement gekozen als president van Libanon. Sharon had nog steeds grote verwachtingen van Gemayel: hij zou alsnog een verdrijving van Syrië kunnen legitimeren en Israël diplomatiek erkennen. Op 14 september werd die hoop de bodem ingeslagen toen Gemayel tijdens een speech omkwam door een bomaanslag die het hele hoofdkwartier van de falangisten opblies. De aanslag was in opdracht van de Syrische geheime dienst uitgevoerd door de christen Habib Tanious Shartouni, lid van de SSNP. Op 16 september, 05:00, liet Sharon met instemming van het kabinet West-Beiroet vanuit het zuiden en oosten binnentrekken, de eerste keer dat Israël de hoofdstad van een Arabisch buurland bezette. Dit schond zowel toezeggingen aan de VS als de wapenstilstandsovereenkomst. Sharon was ervan overtuigd dat er zich nog zo'n tweeduizend PLA-strijders in Beiroet schuilhielden, nog afgezien van de ongeveer duizend leden van linkse milities, die de stad immers nooit ontruimd hadden. Hij stuurde, volgens een al voor 14 september voorbereid plan, de falangisten de kampen van Sabra en Shatila in om die te "zuiveren", terwijl de 35e Parachutistenbrigade de uitgangen daarvan bezette en het terrein met mortierfakkels verlichtte. Tot en met 18 september vermoordden honderdvijftig falangisten er volgens de meeste schattingen zo'n zevenhonderd tot achthonderd Palestijnen, waaronder vrouwen en kinderen. Pas nadat op 17 september journalisten de eerste berichten over het bloedbad wereldkundig maakten, beëindigde de IDF de operatie.
Het bloedbad veroorzaakte een groot schandaal. Een direct gevolg was dat Sharon aan Reagan moest toezeggen Beiroet te ontruimen. Op 29 september keerde de Multinationale Strijdmacht weer terug, nu met een ruimer mandaat. De Commissie Kahan onderzocht Sharons persoonlijke rol in het gebeuren en concludeerde dat hij verantwoordelijk was voor de gevolgen van de operatie zowel door de wijze van voorbereiding als door het ontbreken van een serieuze controle. Op 14 februari 1983 trad hij af als minister van defensie maar bleef deel van het kabinet uitmaken als minister zonder portefeuille.

## Afloop
In Israël wordt over het algemeen zeer negatief geoordeeld over de invasie van Libanon in 1982. Het gebeuren wordt gezien als een onnodige oorlog, waarin de levens van zevenhonderd dienstplichtigen werden opgeofferd aan de politieke manipulaties door Sharon en Begin, zonder dat er enig blijvend voordeel tegenover stond terwijl de nadelen tot op heden zouden voortduren.

### Herstel van de PLO

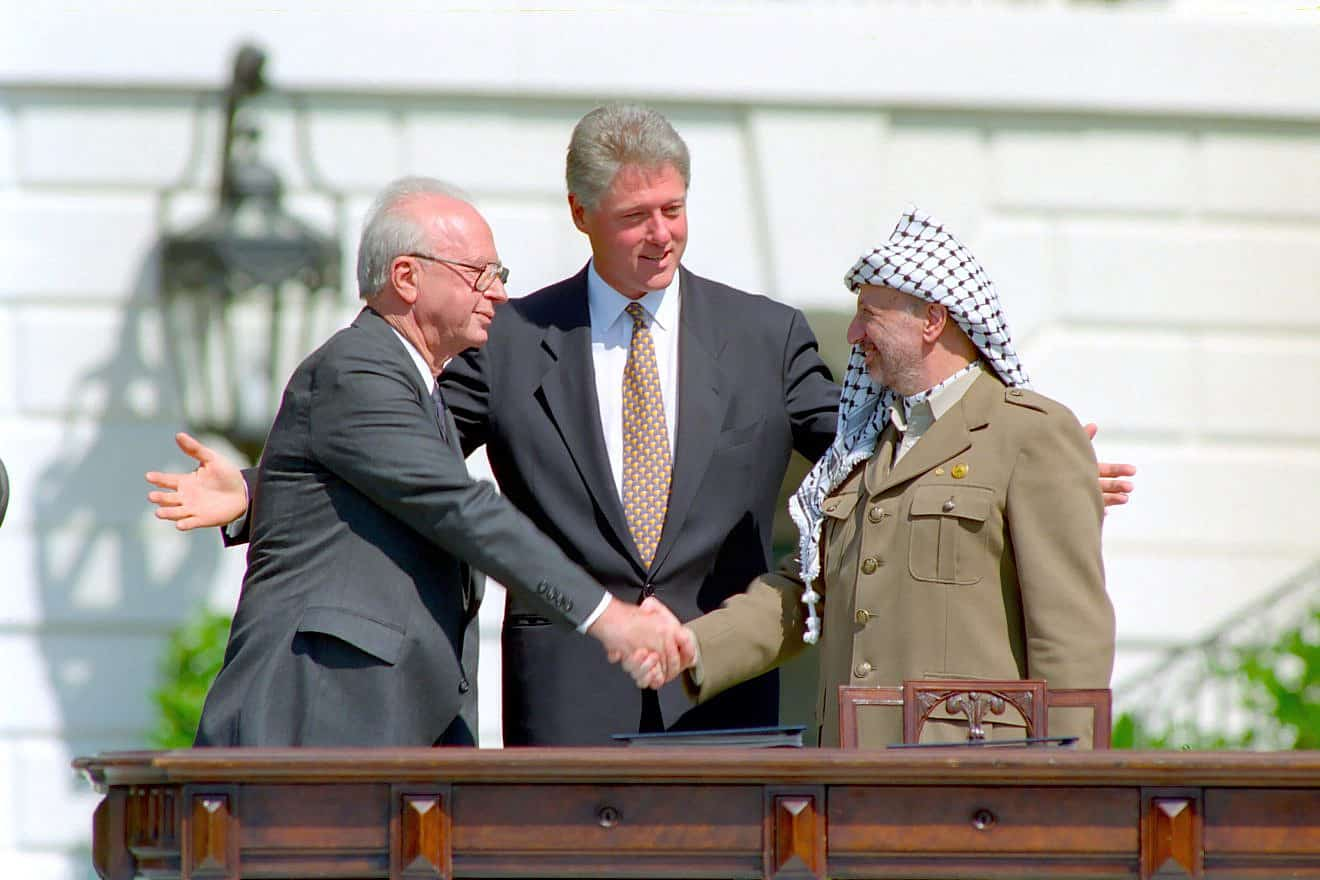
Het eerste Osloakkoord in 1993

Terwijl het doel van de operatie was om de PLO als machtsfactor te elimineren, zou de politieke invloed van die organisatie erdoor juist toenemen. Het beleg van Beiroet en de bloedbaden in de kampen wekten sympathie in de wereldopinie. De PLO, waarvan de meeste leden waren ontsnapt, kon zijn activiteiten in andere Arabische landen uitbreiden. In 1985 bombardeerden F-15's in reactie hierop het PLO-hoofdwartier in Tunis. De militaire slagkracht van de PLA was weliswaar sterk verminderd, maar die was toch al nooit een serieuze bedreiging van Israël geweest. Inderdaad was de PLO-vrijstaat in Zuid-Libanon een baken van hoop geweest voor Palestijnen in de bezette gebieden maar de uitzichtloosheid na de ondergang daarvan zou een factor zijn in de Eerste Intifada die in 1987 uitbrak, een opstand die niet te pacificeren bleek. Na de Oslo-akkoorden kon Arafat in 1994, slechts twaalf jaar nadat hij Beiroet ontvluchtte, zijn hoofdkwartier op de Westelijke Jordaanoever opzetten als eerste president van de Palestijnse Autoriteit, zonder dat dit overigens de bezetting werkelijk beëindigde. Het verhoopte vredesproces zou mede belemmerd worden door de opkomst van een beweging die voor Israël een nog veel gevaarlijker en hardnekkiger tegenstander zou blijken: Hezbollah. Aan de basis daarvan lag weer de oorlog van 1982.

### Opkomst van Hezbollah
Al in de late zomer van 1982, begon Israël zijn troepensterkte in Libanon geleidelijk terug te brengen tot 22 000 man. Men maakte zich los van Beiroet en gaf toen Shamir premier geworden was rond augustus 1983 het gebied boven de Awali grotendeels op. De falangisten en Druzen vochten onderling om de heerschappij over dit gebied. De IDF probeerde hierin neutraal te blijven, wat de Druzen zagen als een pro-falangistische houding. Men poogde ten zuiden van de Awali samen te werken met de sjiieten maar dat streven zou op het tegendeel uitlopen. Tijdens het bewind van de Sjah waren de betrekkingen tussen Israël en Iran relatief goed geweest. Men had een gemeenschappelijke vijand in Irak. Die samenwerking werd in het geheim voortgezet na de Iraanse Revolutie. Het was voor Israël van cruciaal belang dat Saddam Hoessein de Golfoorlog niet zou winnen omdat hij dan Arabistan zou annexeren zodat een staat zou ontstaan die een vijfde van de bekende wereldoliereserves beheerste en een ernstige bedreiging van Israëls oostgrens zou gaan vormen. Binnen de IDF drong een belangrijke stroming aan op het handhaven van goede relaties met Iran. Het Iraanse revolutionaire regime was echter openlijk erg antizionistisch. Daarbij zag men de VS als een doodsvijand. Begin koos ervoor de anti-Iraanse politiek van de VS te gaan ondersteunen. Weldra zouden de VS en Iran in Libanon hun tegenstellingen gaan uitvechten.

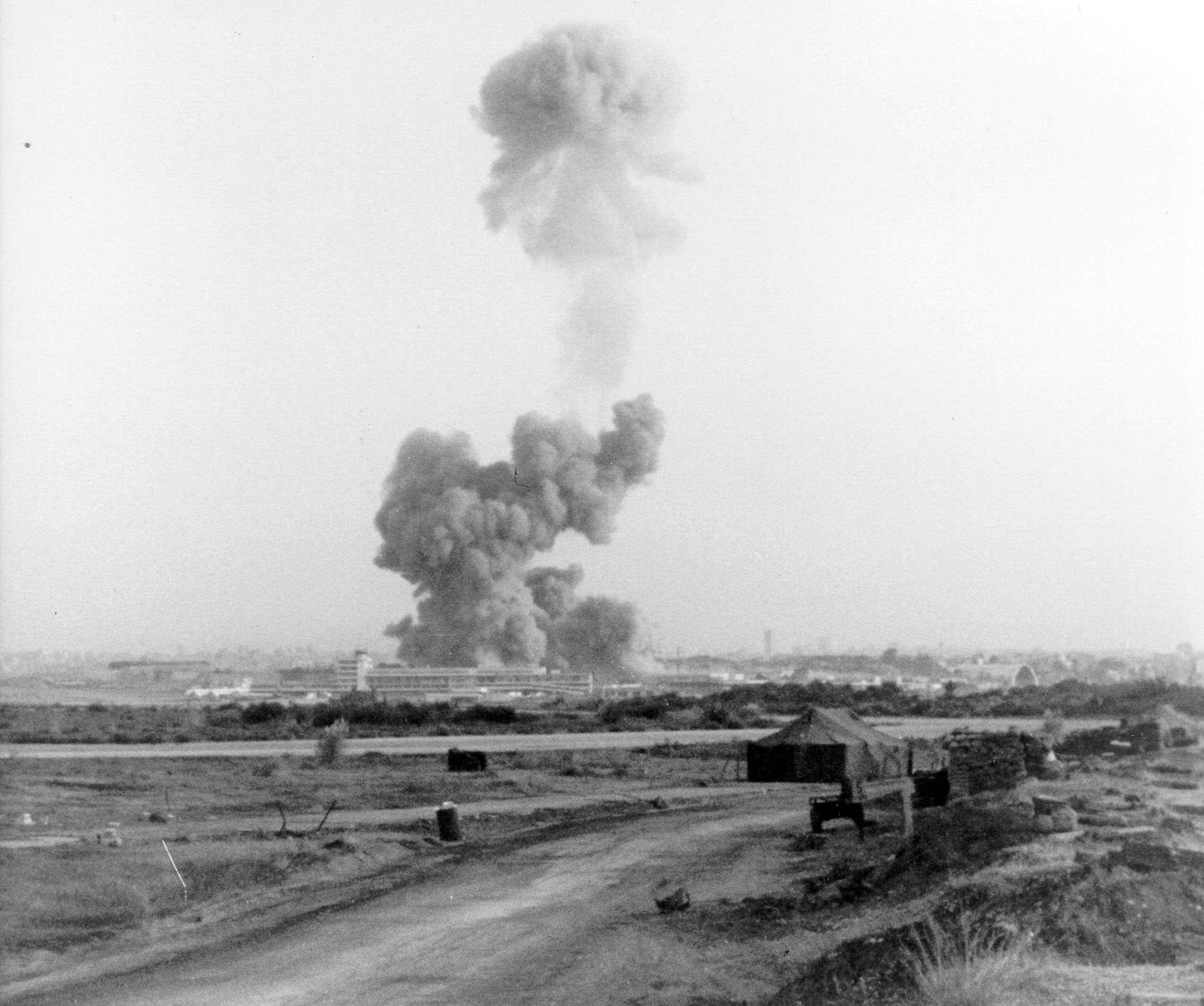
Een rookpluim stijgt op van de verwoeste mariniersbasis

De VS poogden in Libanon een pro-westerse regime te installeren door met veel geld en wapenleveranties een "neutraal" Libanees leger weer nieuw leven in te blazen. Op 18 april 1983 blies de sjiitische Jihad-al-Islami de Amerikaanse ambassade in Beiroet op met drieënzestig doden ten gevolg. Desalniettemin werd op 17 mei een overeenkomst getekend tussen de VS, Libanon en Israël over het toekomstige bestuur. Syrië en de meeste milities waren daarin niet gekend en boden hevig weerstand. Het Libanese leger poogde het Shoufgebergte in te nemen maar werd teruggeslagen door de Druzen ondanks Amerikaanse luchtsteun en vuursteun door slagschepen.

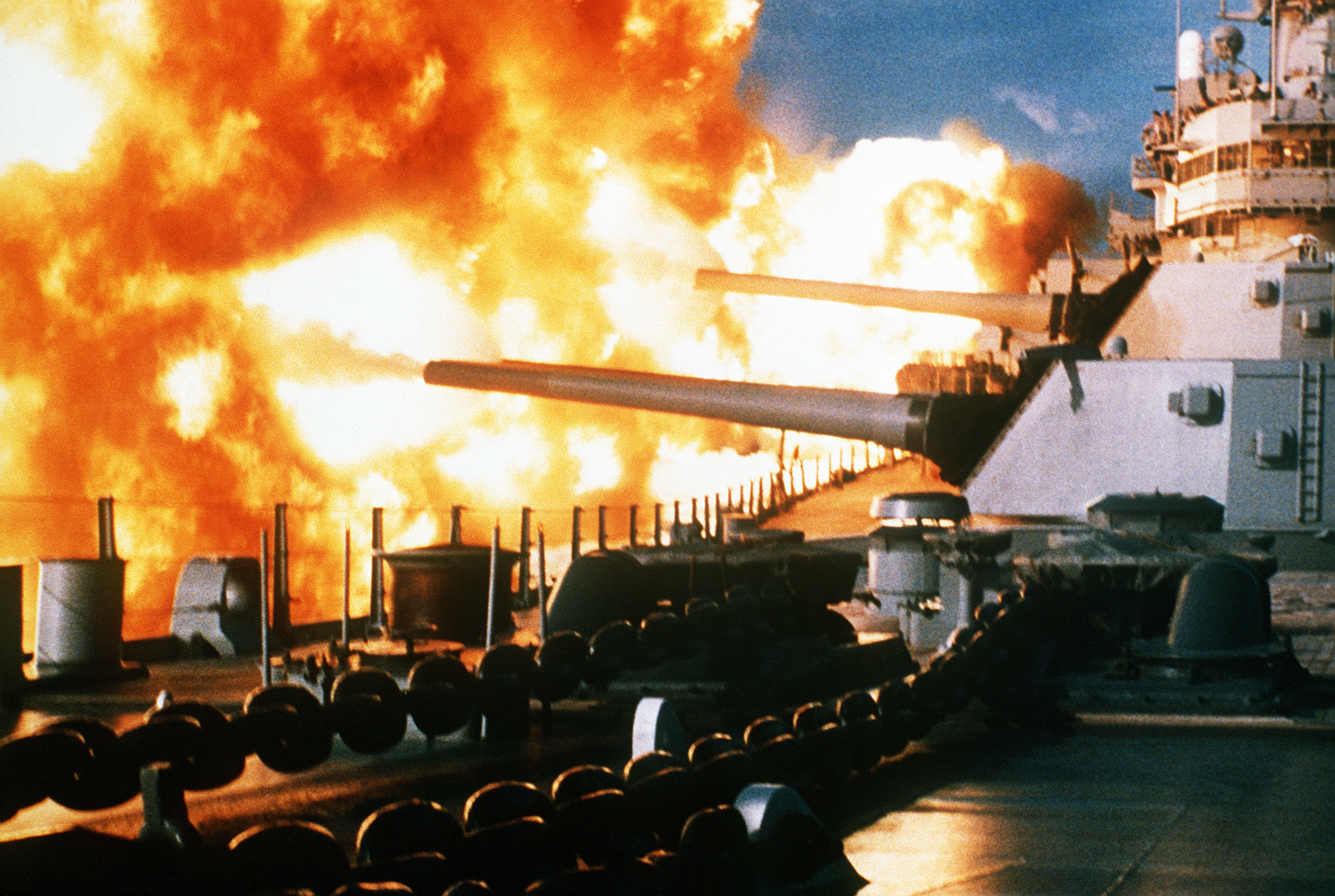
USS New Jersey bestookt met zijn 406mm-kanonnen de Druzen

Op 23 oktober blies Jihad-al-Islami eerst de Amerikaanse mariniersbasis op het vliegveld van Beiroet op en seconden later het hoofdkwartier van de Franse parachutisten in West-Beiroet met respectievelijk 241 en 58 dodelijke slachtoffers. Op 4 november werd dat gevolgd door het Israëlische hoofdkwartier in Tyrus, met 23 slachtoffers. December 1983 schoten de Syriërs twee Amerikaanse toestellen neer toen de VS posities in de Bekaa wilde aanvallen. Januari 1984 was het nieuwe Libanese leger verslagen en viel uiteen langs religieuze scheidslijnen; de christelijke delen zochten toevlucht in het door Israël bezette gebied. De Amerikanen trokken zich uit Libanon terug.
In 1982 stond Syrië een opbouw van eenheden van de Iraanse Iraanse Revolutionaire Garde, de pasdaran, toe in de noordelijke Bekaavallei. Van daaruit begon men tussen 1982 en 1985 de sjiieten in de Israëlische bezettingszone te organiseren tot een effectieve politieke en militaire beweging, de Hezbollah. De sjiitische guerrilla noopte Israël zich in 1985 achter de Litani terug te trekken. Veel Israëlische politici waren sterk geneigd de zone in Zuid-Libanon voor onbepaalde tijd bezet te houden. Februari 1954 waren Ben-Goerion en Mosje Dajan nog van plan geweest dit gebied te veroveren, annexeren en etnisch te zuiveren. Op het eind van de twintigste eeuw was dit echter geen aanvaardbaar beleidsinstrument meer. Men zag zich dus geconfronteerd met een onderworpen sjiitische bevolking die in een permanente staat van opstand verkeerde, gesteund door Iran. Deze situatie was erg kostbaar, zowel financieel als in het verlies van mensenlevens over en weer. Tussen 1985 en 2000 sneuvelden 320 Israëlische soldaten in Libanon en twintig burgers kwamen door beschietingen om in Galilea. Op 24 mei 2000 trok Israël zich uit Libanon terug, na een overeenkomst met Hezbollah. Beide partijen wisten hun vijandschap echter niet te overwinnen en in 2006 viel Israël het zuiden weer binnen in een grotendeels mislukte operatie die opnieuw eindigde in een ontruiming. In de Gazastrook won het soennitische Hamas de verkiezingen. Het resultaat van deze ontwikkelingen was dat ruime delen van Israël zowel aan de noordgrens als de westgrens in het bereik kwamen te liggen van raketartillerie, veel krachtiger dan de PLO ooit kon inzetten.

### Israëlische vredesbeweging

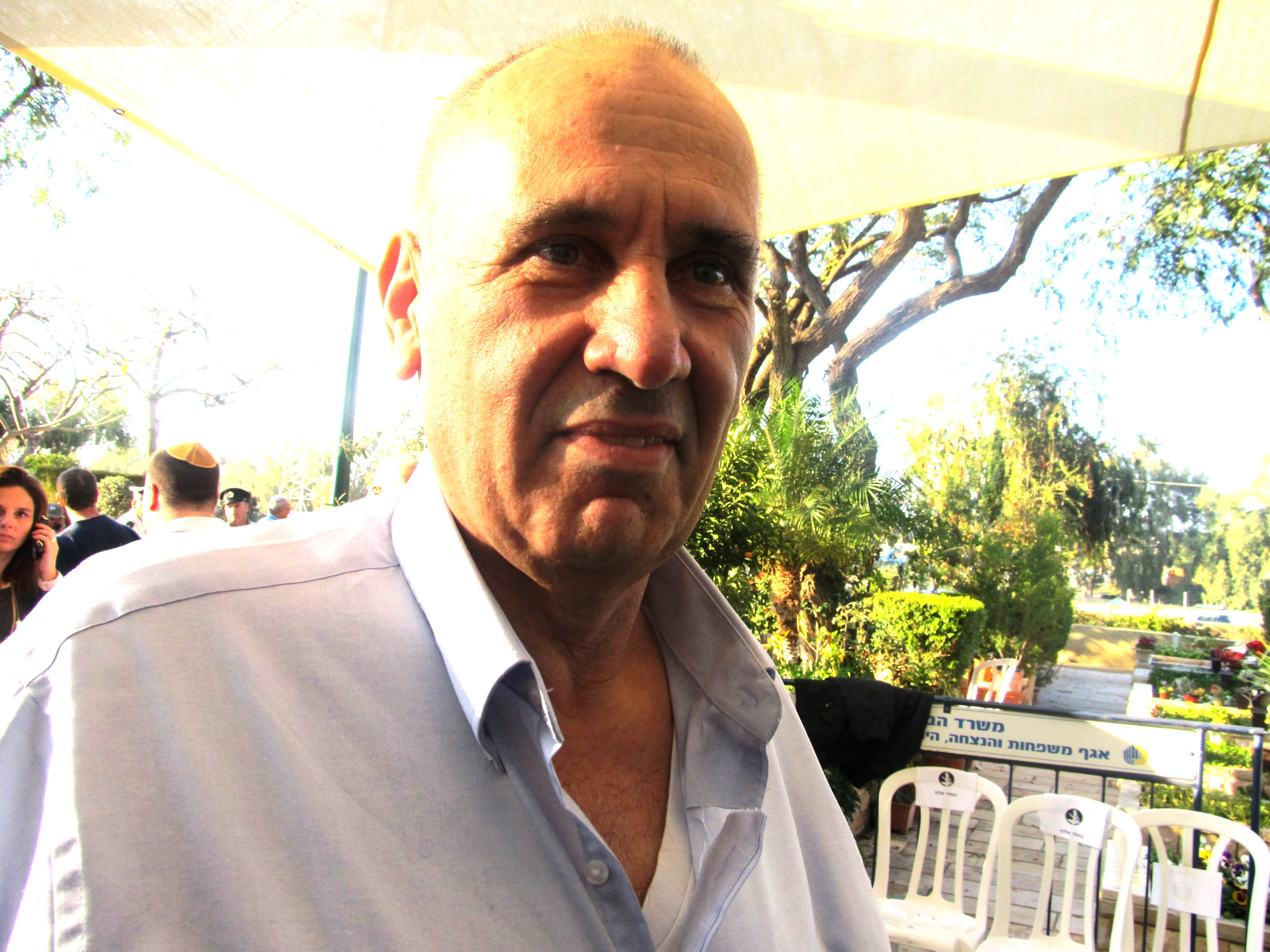
Eli Geva

Tijdens de Uitputtingsoorlog was er tegen 1970 een Israëlische vredesbeweging ontstaan maar die had eerst maar weinig aanhang. In de publieke opinie was de overtuiging dominant dat de schuld voor de vele militaire conflicten geheel aan Arabische zijde lag. Ook als Israël duidelijk de oorlog begon, zoals in 1956 en 1967, zag men dat als een gerechtvaardigde preventieve aanval. Over het algemeen waren publiek en pers meer dan de politiek geneigd om tot vergelding over te gaan en concessies af te wijzen. In de loop van de jaren zeventig begon daar langzaam verandering in te komen. De steeds beter opgeleide jeugd ging, juist door de nauwe banden met de strijdkrachten, beseffen dat Israël, in de woorden van Sharon zelf, een "regionale supermacht" geworden was die als atoommacht weinig meer van zijn buren te vrezen had, zeker toen Egypte vrede sloot. De PLO bleef men als een primair terroristische organisatie beschouwen die krachtig bestreden moest worden maar er zou geen noodzaak meer zijn om grote oorlogen tegen Arabische staten te voeren. Sharons doorzichtige manipulaties in 1982 om het terrorisme als voorwendsel te gebruiken om ingrijpende geostrategische doelen te verwezenlijken, maakte dat een groot deel van het publiek zich van het onderscheid bewust werd. De verontwaardiging over de verwoestingen en burgerslachtoffers tijdens het Beleg van Beiroet deed voor het eerst een belangrijke protestbeweging ontstaan. Die vond al snel een held in de figuur van kolonel Evi Geva, de populaire en bekwame commandant van de 211e Brigade, die weigerde West-Beiroet binnen te trekken. Als protest legde hij zijn commando neer maar bood aan als gewoon soldaat met zijn troepen mee te vechten. In plaats daarvan werd hij uit de dienst ontslagen.
Tijdens de eerste dagen was de Israëlische publieke opinie nog erg positief over de inval, beïnvloed door juichende persberichten over de vernietiging van de PLO en verpletterende nederlagen van de Syrische strijdkrachten. De Likoed stond op ongeveer de helft van de zetels in de opiniepeilingen die toonden dat zo'n 70% van de bevolking de oorlog steunde. De uiterste rechtervleugel van de politiek drong aan op annexatie van Zuid-Libanon om er Joodse nederzettingen te stichten. Toen echter bleek dat de PLO "ontsnapte", het blazoen van de strijdkrachten bevlekt werd door de bloedbladen, Syrië niet verdreven was en er geen christelijke regering kwam die vrede wilde sluiten, verzuurde de stemming. De oorlog had geen orde op zaken gesteld maar Israël vast doen komen zitten in het "Libanese Moeras".